# Dobbiaco
Dobbiaco (in tedesco Toblach /ˈtoːblax/) è un comune italiano di 3 463 abitanti della provincia autonoma di Bolzano in Trentino-Alto Adige; è un "comune delle Tre Cime", assieme ai comuni di Auronzo di Cadore, Sesto, San Candido. Fino al termine della prima guerra mondiale le autorità militari italiane si riferivano al paese con il nome di Toblacco, anche se il toponimo Dobbiaco era già in uso da tempo. In precedenza era conosciuto anche come Doblaco e Tobiano.
Anche detta la "porta sulle Dolomiti", si trova a 1256 m sopra il livello del mare, in val Pusteria, la cosiddetta "valle verde", protetto a sud dalle pareti rocciose delle Dolomiti (Cima Nove, Monte Serla) mentre dall'altro lato troviamo la catena delle Alpi dei Tauri occidentali (Cornetto di Confine, Corno di Fana) e delle Alpi Carniche, le quali vanno a formare la sella di Dobbiaco.

## Geografia fisica

### Territorio

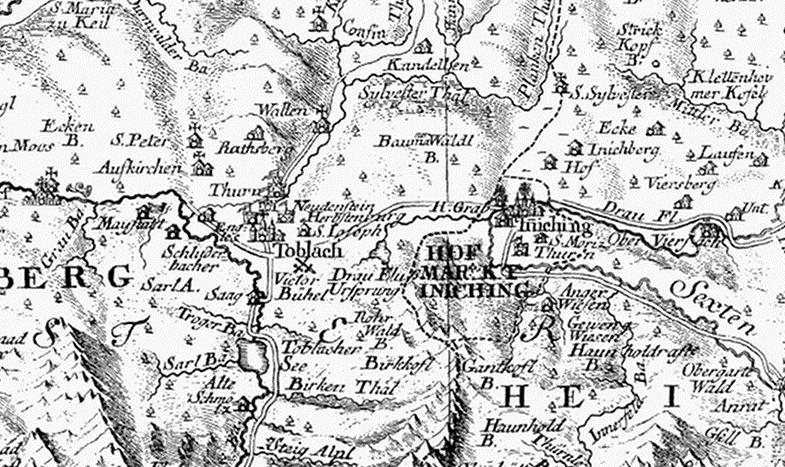
Il territorio di Dobbiaco nell'Atlas Tyrolensis del 1774

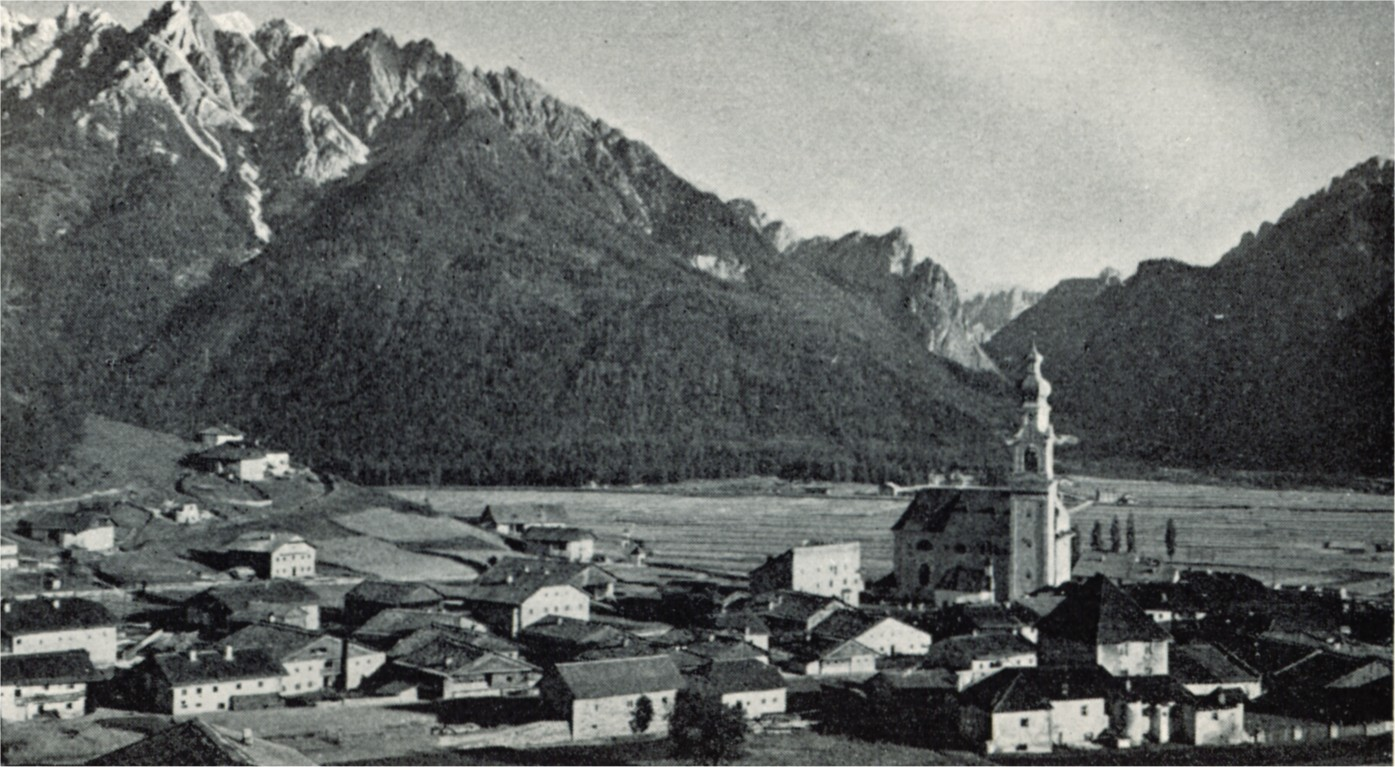
Una panoramica di Dobbiaco nel 1898

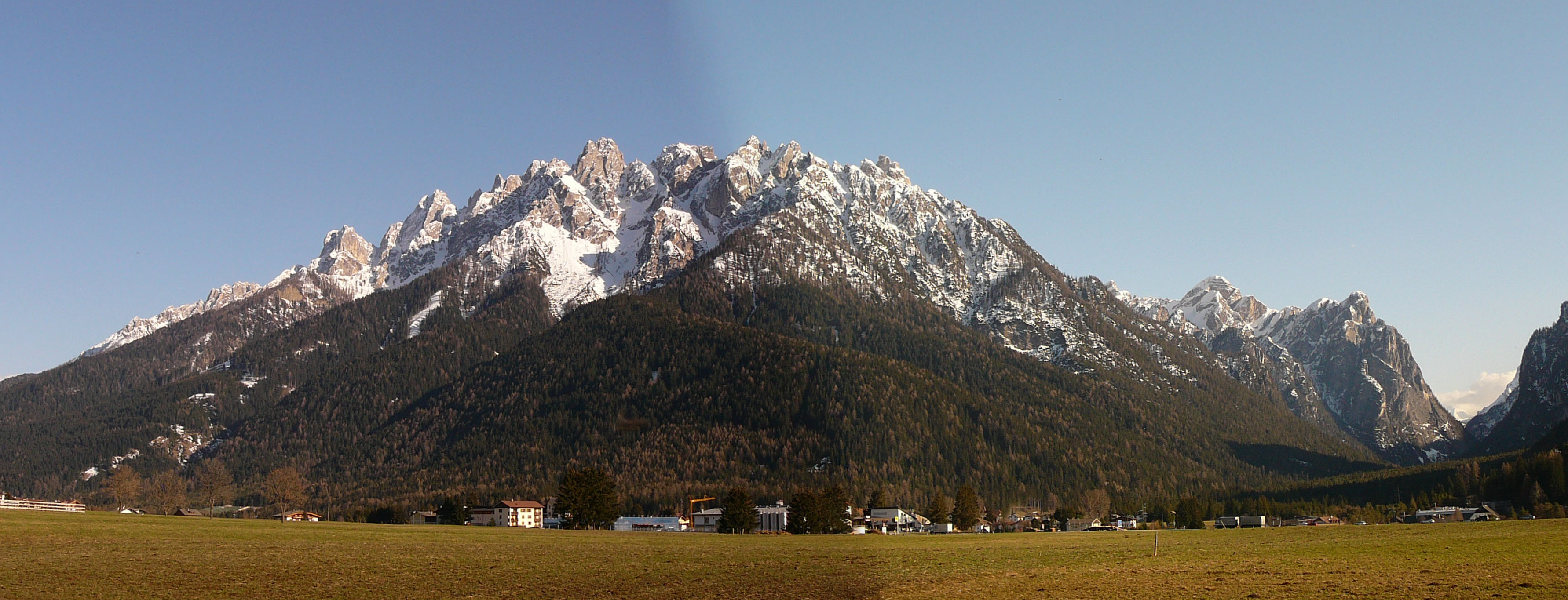
La montagna che sovrasta il paese di Dobbiaco, Cima Nove

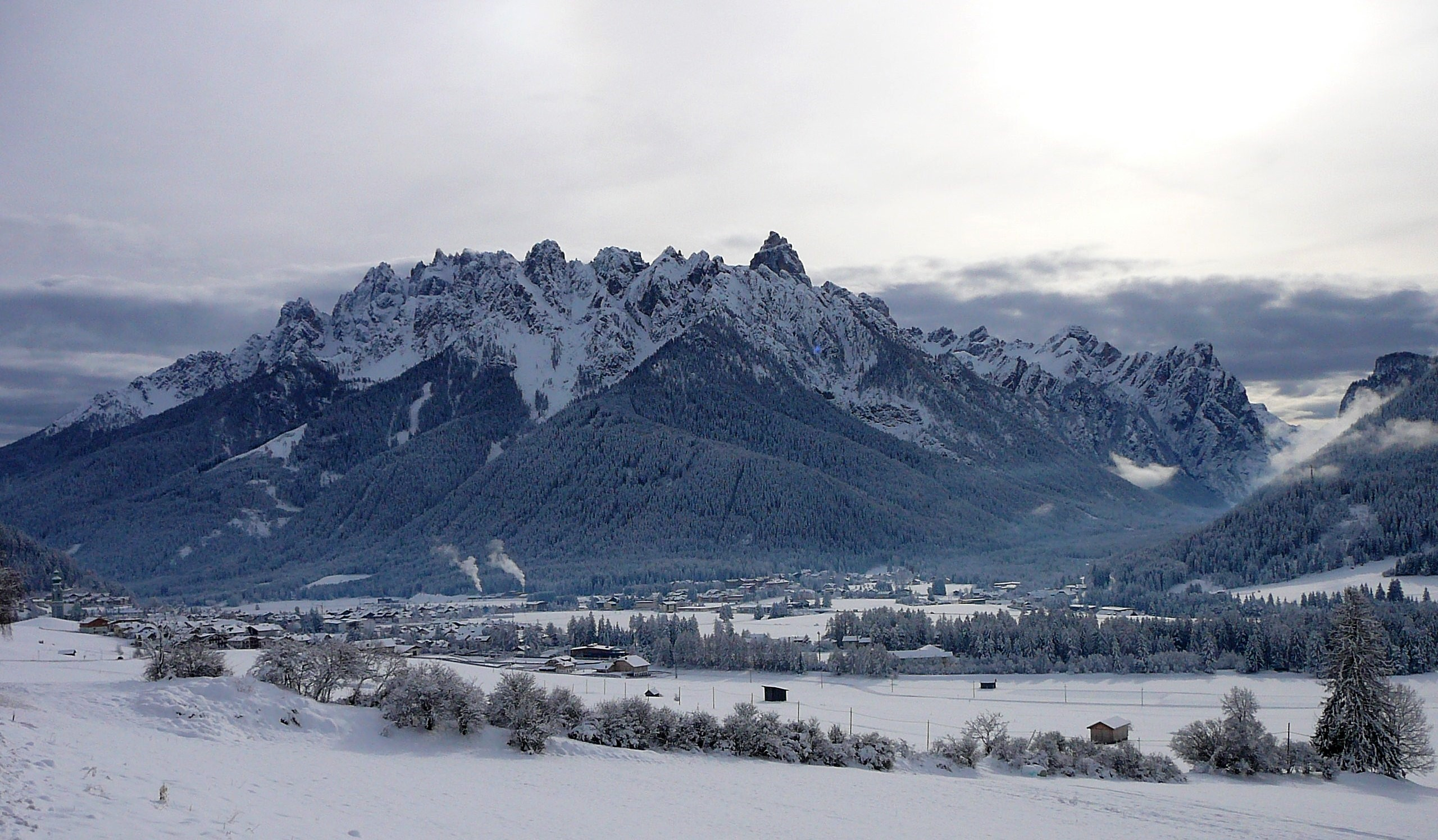
Una vista panoramica della Sella di Dobbiaco, dalla frazione di Santa Maria (Aufkirchen)

Dobbiaco giace in una posizione strategica, essendo situata sull'incrocio tra le più importanti vie di comunicazione che portano da Venezia fino alla Baviera e dalla Valle dell'Adige alla Valle della Drava.
Dobbiaco è divisa in due parti dallo spartiacque alpino della sella di Dobbiaco ed è inoltre bagnata dal fiume Drava: questo nasce a est del paese e, pur essendo ancora, a poca distanza dalla sorgente, un modesto rigagnolo, ha la particolarità di confluire nel Danubio, il corso d'acqua più lungo il cui bacino sia compreso (sia pure per un piccolo tratto) nel territorio della Repubblica Italiana. Occupando anche un territorio al di là dello spartiacque, Dobbiaco, benché politicamente italiana, si trova in parte al di là del territorio della regione geografica italiana che di norma è interamente compreso nel bacino del Mediterraneo (la Drava e il Danubio appartengono invece al bacino del mar Nero).

Altro fiume importante, che scorre ai piedi del paese, è la Rienza, che nasce ai piedi delle Tre Cime di Lavaredo e, passando per il lago di Dobbiaco, si accinge a percorrere tutta la val Pusteria fino a Bressanone, per sfociare quindi nell'Isarco, che a sua volta confluisce nell'Adige. Questo fiume appartiene perciò al bacino del mare Adriatico. Il paese è suddiviso in due zone denominate "Dobbiaco Vecchia" (Alt-Toblach), che si trova in posizione maggiormente elevata (1.256 m s.l.m.) e precisamente all'interno della valle San Silvestro (l'omonimo rio è un affluente della Rienza) e "Dobbiaco Nuova" (Neu-Toblach), sorta agli inizi del Novecento in prossimità della stazione ferroviaria e costituita proprio a cavallo della sella. Le due zone sono nettamente separate dal transito della statale della Pusteria. Il territorio comunale ha una superficie complessiva di 126,33 km², di cui 11,5 km² sono occupati da insediamenti abitativi.

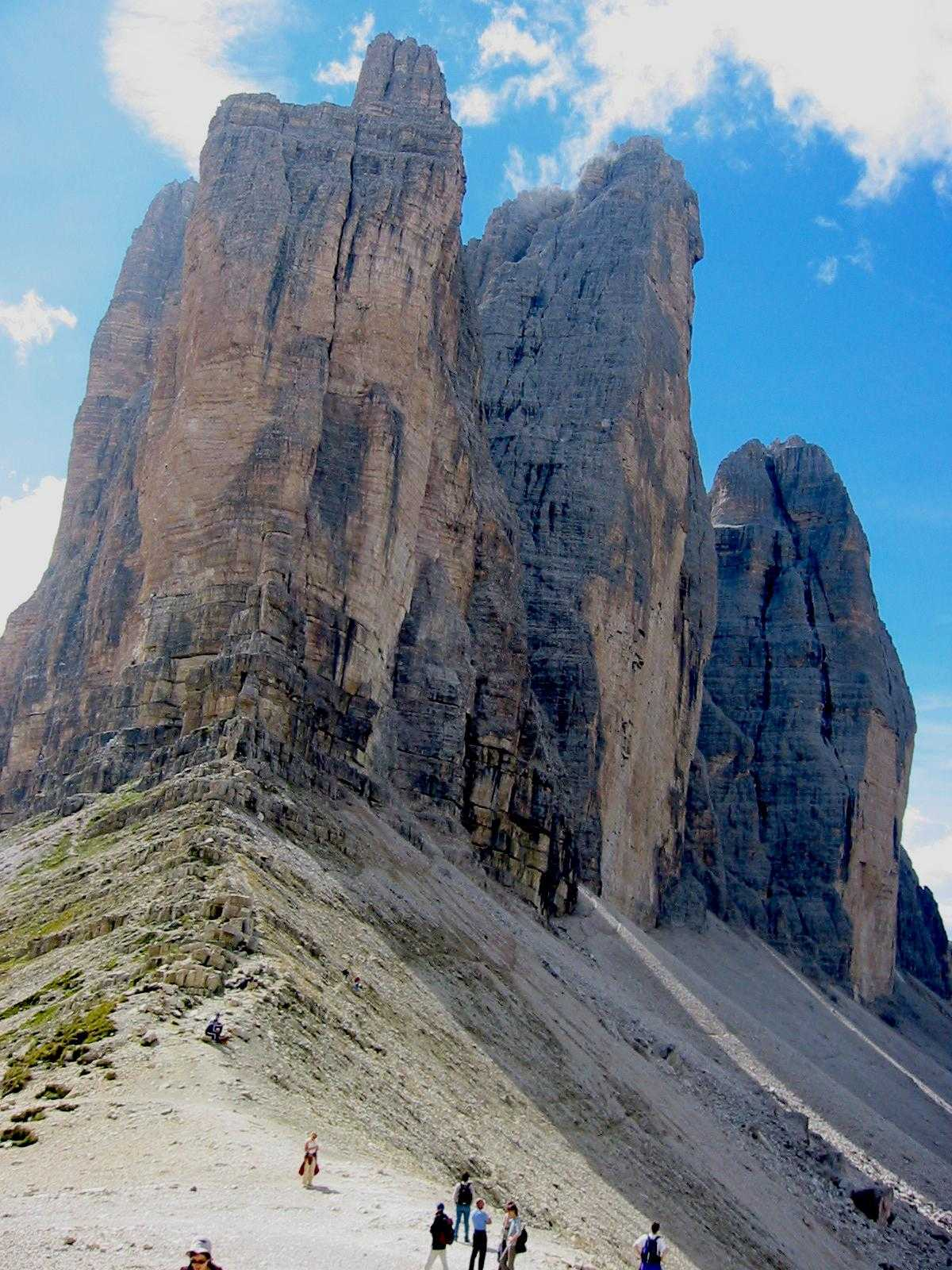
Le Tre Cime di Lavaredo la cui parete settentrionale ricade nel comune di Dobbiaco

Sotto l'aspetto geologico, il paese di Dobbiaco si trova sulla Linea Pusterese che costituisce il confine tra le Alpi Centro-orientali e quelle Sud-orientali. Questa linea comincia a Mules (Alta Valle Isarco), passa al di sopra del lato settentrionale della Bassa Pusteria fino a Brunico, prosegue a nord del centro della valle, attraversa il lato esterno della valle di Anterselva, continua in valle di Casies, e da qui attraverso la località Franadega (Frondeigen), Candelle (Kandellen) e quindi Prato alla Drava.
Alcune aree del territorio comunale di Dobbiaco sono comprese nel parco naturale Tre Cime e nel parco naturale Fanes - Sennes - Braies.

### Clima
Dobbiaco è classificata climaticamente come zona F, 4503, 1256.
All'interno del paese inoltre è ubicata la stazione meteorologica di Dobbiaco, la quale è ufficialmente riconosciuta dall'Organizzazione meteorologica mondiale ed è inoltre il punto di riferimento per lo studio del clima della corrispondente area alpina.
I giorni delle gelate invernali ammontano dai 30 ai 40 ogni anno, mentre quelli di "massimo calore", ossia dai 25 °C in su, si possono raggruppare in poco meno di un mese circa. Questo comporta quindi una zona costantemente innevata d'inverno (da dicembre a febbraio) e priva di afa d'estate.
| Dobbiaco                     | Mesi | Mesi | Mesi | Mesi | Mesi | Mesi | Mesi  | Mesi  | Mesi | Mesi | Mesi | Mesi | Stagioni | Stagioni | Stagioni | Stagioni | Anno  |
| Dobbiaco                     | Gen  | Feb  | Mar  | Apr  | Mag  | Giu  | Lug   | Ago   | Set  | Ott  | Nov  | Dic  | Inv      | Pri      | Est      | Aut      | Anno  |
| ---------------------------- | ---- | ---- | ---- | ---- | ---- | ---- | ----- | ----- | ---- | ---- | ---- | ---- | -------- | -------- | -------- | -------- | ----- |
| T. max. media (°C)           | −0,4 | 2,2  | 6,1  | 10,3 | 15,0 | 18,8 | 21,4  | 20,5  | 17,7 | 12,1 | 4,6  | −0,4 | 0,5      | 10,5     | 20,2     | 11,5     | 10,7  |
| T. min. media (°C)           | −8,7 | −7,3 | −3,8 | 0,0  | 3,9  | 7,3  | 9,2   | 8,8   | 6,1  | 1,9  | −3,3 | −7,8 | −7,9     | 0,0      | 8,4      | 1,6      | 0,5   |
| Giorni di gelo (Tmin ≤ 0 °C) | 30   | 26   | 25   | 15   | 4    | 1    | 0     | 0     | 2    | 10   | 23   | 29   | 85       | 44       | 1        | 35       | 165   |
| Precipitazioni (mm)          | 27,6 | 33,9 | 40,7 | 45,1 | 79,1 | 92,8 | 109,1 | 101,9 | 66,5 | 54,7 | 48,2 | 31,6 | 93,1     | 164,9    | 303,8    | 169,4    | 731,2 |
| Giorni di pioggia            | 4    | 4    | 6    | 7    | 11   | 12   | 12    | 12    | 8    | 6    | 6    | 5    | 13       | 24       | 36       | 20       | 93    |
| Umidità relativa media (%)   | 71   | 67   | 64   | 64   | 65   | 62   | 60    | 63    | 66   | 69   | 72   | 74   | 70,7     | 64,3     | 61,7     | 69       | 66,4  |

## Origini del nome
Il toponimo è attestato nell'827, in un documento della chiesa vescovile di Frisinga, come in vico Duplago, in seguito germanizzato in Douplach (993) e successivamente in Toblach (1020). Il nome potrebbe essere preromano e la sua etimologia non è conosciuta con sicurezza, in quanto da una parte viene esclusa una derivazione dalla radice *tob- ("burrone"), e dall'altra si afferma che il suffisso (-acu, -ago, in ted. -ach) possa essere di derivazione pretedesca.
Una tesi ha affermato l'origine del nome "Dobbiaco", da Duplagum, ovvero "due-acque", in quanto nelle vicinanze del paese si trovano sia i due laghi (il lago di Dobbiaco ed il lago di Landro), che le sorgenti di due importanti fiumi (la Drava e la Rienza); la seconda parte del toponimo in lingua tedesca infatti si può ricondurre a Bach che in italiano significa torrente.

## Storia

### Preistoria
I primi insediamenti a Dobbiaco si possono far risalire con buona approssimazione alla tarda età del ferro, e probabilmente i primi abitanti della zona furono gli illiri. Di questi primi stanziamenti si sono trovate tracce sulla collina a nord-ovest del paese, chiamata dalla popolazione locale Platte. I primi abitatori vivevano di caccia, ma anche di un esteso commercio derivante dai prodotti dei pascoli e dei campi.

### Periodo romano
Nel IV secolo a.C. vi furono penetrazioni da occidente nel territorio da parte di tribù celtiche, le quali col tempo si fusero con le popolazioni locali costituendo così il regno del Norico; tale regno, nel 15 a.C. venne conquistato dai Romani, le cui legioni garantirono così tranquillità alla penisola italica da incursioni barbariche. La zona fu abbondantemente romanizzata come dimostrano la fondazione nello stesso periodo della stazione di Littamum presso il vicino paese di San Candido. Fu così che il latino popolare prese il sopravvento, andando a mescolarsi al precedente linguaggio celto-illirico: dando quindi origine ad un nuovo idioma di origine romana: il ladino. La stessa permanenza del ladino è indice dell'elevata romanizzazione assunta dalla provincia.
Nel I secolo d.C. i Romani costruirono la strada della val Pusteria, via in compendium, convenzionalmente denominata dagli storici via Aguntum-Vipitenum, che collegava la via Iulia Augusta alla diramazione della via Claudia Augusta che da "Pons Drusi" (Bolzano) lungo la vallata dell'Isarco conduceva a Vipiteno e a "Veldidena" (Innsbruck) attraverso il passo del Brennero.; il tracciato della strada nel territorio di Dobbiaco non è ancora stato completamente identificato, tuttavia è accertato che la strada romana attraversava il ponte di Gratsch (in ted. Gratscher Brücke), grazie al rinvenimento di una pietra miliare con dedica all'imperatore Gordiano III, in carica dal 238-244.

### Dal Medioevo al XVIII secolo

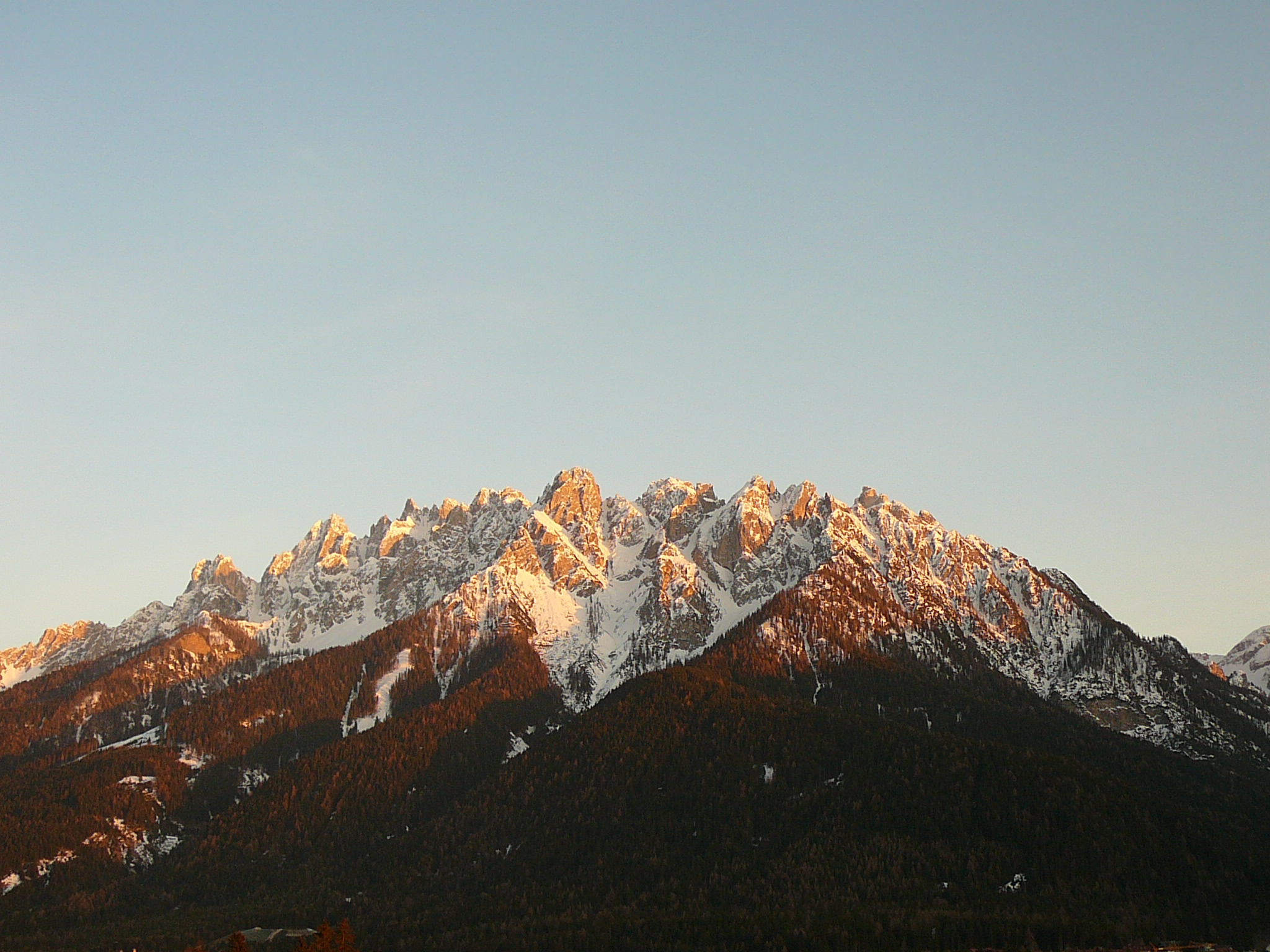
Cima Nove in primavera

Con la caduta dell'Impero romano d'Occidente, Dobbiaco passò sotto il dominio di popoli germanici, prima gli Ostrogoti e dopo la guerra gotica i Bavari, che si espansero sino alla sella di Dobbiaco. Ciononostante, per diverso tempo fu forte la pressione dei popoli slavi su questa regione, e si sa che nel 609 i Vendi risalirono la valle della Drava, giunsero a San Candido e la conquistarono, sconfiggendo il duca Garibaldo II, che era da poco succeduto al padre, Tassilone I. Ma la riscossa fu immediata: fu proprio nei pressi di Dobbiaco che, quello stesso anno (o quello successivo), i bavari sconfissero le orde slave in una battaglia decisiva, tenutasi nei pressi di Haselsberg (Costanosellari), sul pendio orientale presso Dobbiaco, il che originò il nome di Viktoribühel dato ad un terreno soprelevato dove tale scontro si sarebbe tenuto. La presenza slava nella regione permase comunque ancora per qualche tempo, come testimonia sia la toponomastica (Windischmatrei) sia la documentazione esistente (tra l'altro, uno dei primi documenti in cui si cita il nome di Douplach[i], nel 993, riguarda l'affitto di alcuni masi di proprietà dell'imperatore Ottone III cuidam sclavo Zebegoi "a uno slavo di nome Zebegoi").
I Bavari furono i responsabili della diffusione del cristianesimo nell'area della Pusteria, attraverso l'operato del duca Tassilone III, il quale nel 769 contribuì a fondare a San Candido un'abbazia benedettina. Nell'VIII secolo i monaci di San Candido fondarono piccoli villaggi autonomi, come Dobbiaco, e costruirono la sua chiesa parrocchiale, per la cura delle anime della popolazione. Il luogo di culto venne dedicato a San Giovanni Battista, santo a cui erano devoti, appunto, i monaci benedettini della collegiata di San Candido.

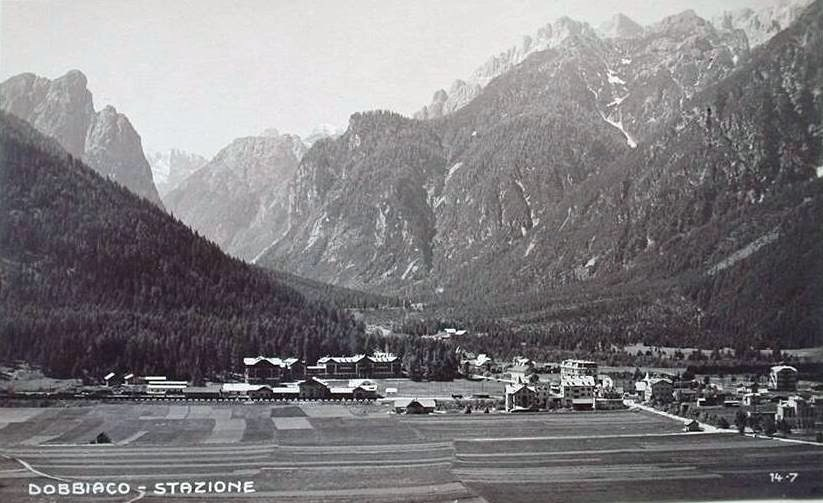
Una veduta di Dobbiaco all'inizio del secolo scorso

Il ducato dei Bavari entrò in contatto con il popolo dei Franchi, i quali nel 774 sotto la guida di Carlo Magno conquistarono il Regno longobardo, annettendolo al Regno franco. In questo periodo venne usato per la prima volta (31 dicembre 827) il nome di Dobbiaco, nell'accezione di vicus Duplago o più semplicemente come Duplago; successivamente, intorno al 1020, comparve il nome di Topplach ed in un documento del 1158 viene attestata per la prima volta la denominazione Toblach.
Intorno all'anno Mille, Enrico II e Corrado II iniziarono a realizzare le diocesi dei principi Vescovi, e nel 1091 Enrico IV assegnò Dobbiaco e la Pusteria al Principe-Vescovo di Bressanone Altevino. I Principi-Vescovi decisero di cedere i loro poteri laici alle famiglie aristocratiche della contea, e quindi Dobbiaco e la val Pusteria nel 1271 passarono ai conti di Gorizia-Tirolo.
Nel 1363 Margharethe Maultasch, vedova del duca Ludovico di Baviera, cedette assieme ai suoi titoli nobiliari la contea a Rodolfo IV d'Asburgo. Con la Pace di Schärding, la Baviera rinunciò in seguito al Tirolo, e attorno al 1500, con la fine della casa dinastica dei Conti di Gorizia, la Pusteria tornò ai Conti del Tirolo. Da allora le sorti del Tirolo furono competenza di Vienna.

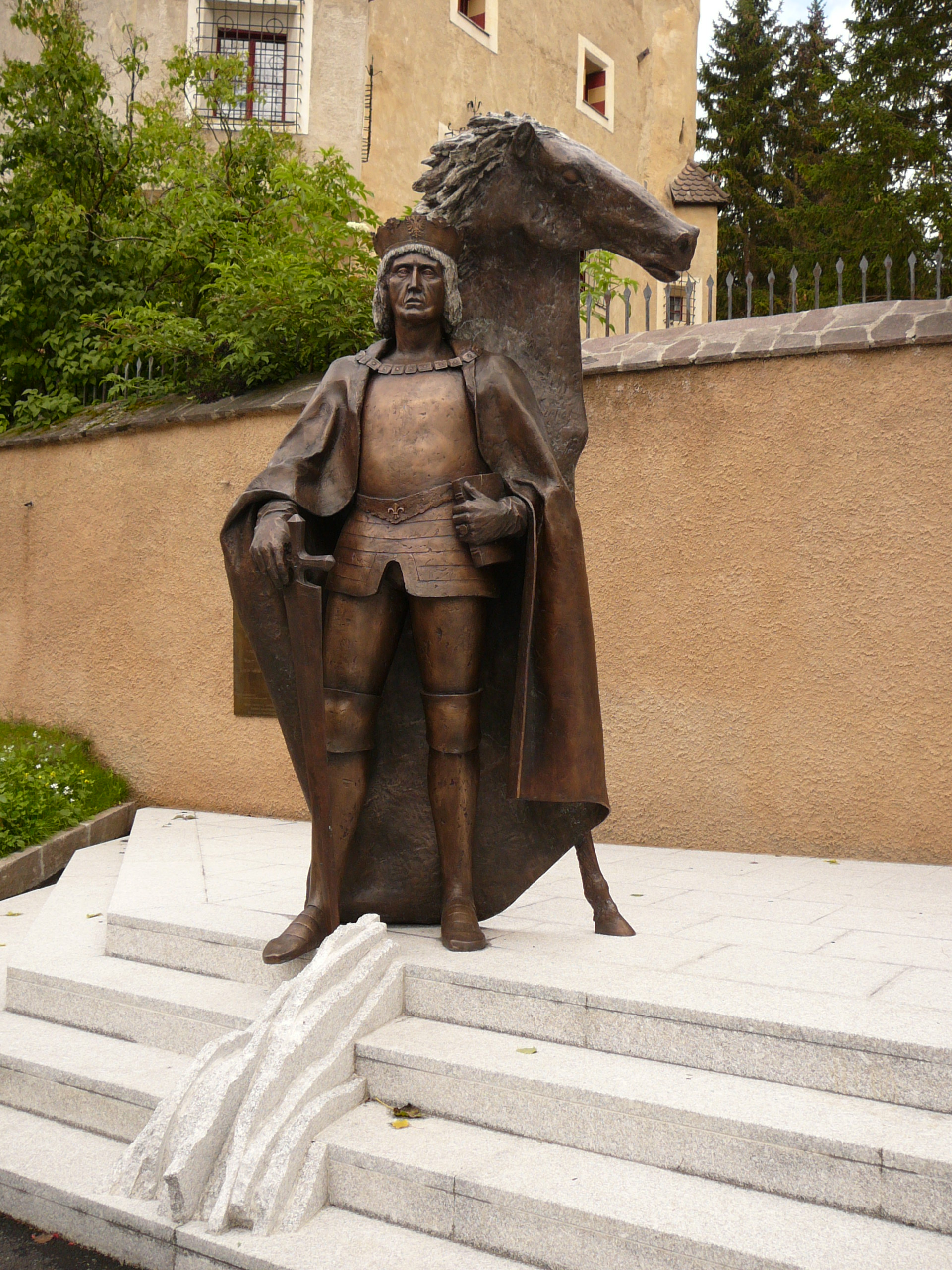
La statua eretta nell'agosto 2009 a Dobbiaco dedicata a Massimiliano I

In quegli anni gli Asburgo iniziarono ad entrare in contatto con il forte vicino di casa, la Serenissima Repubblica di Venezia, la quale rifiutò il passaggio del re Massimiliano I che intendeva recarsi a Roma per farsi incoronare dal Papa imperatore del Sacro Romano Impero. Egli decise quindi di ripiegare sulla proclamazione a imperatore in pompa magna nel duomo di Trento il 4 febbraio 1508.
L'imperatore contribuì fortemente alla crescita e al consolidamento di tutto l'impero, ma il rifiuto del suo passaggio per i territori della Venezia costituirono il casus belli per cui decise di attaccare la Repubblica. L'offensiva avvenne da due direttrici: sia da sud, su Rovereto e la Valsugana, che da est, dal Cadore; gli attacchi in questa seconda direzione passarono presso Dobbiaco, attraverso la val di Landro e la val del Boite. Numerosi furono i tentativi di conquista del castello di Botestagno per aprirsi la strada per il Cadore: le truppe del maniero si arresero una prima volta il 22 febbraio 1508, grazie ad un aggiramento delle truppe per il passo Tre Croci, lasciando così passare le truppe asburgiche, che successivamente si dovettero ritirare. La resa definitiva del castello avvenne solamente il 17 ottobre 1511, quando l'esercito dell'imperatore poteva disporre di migliori artiglierie.
Dobbiaco in quegli anni fu quindi utilizzata per ammassare le truppe, per organizzare e pianificare gli attacchi, ma anche per ospitare i comandanti in capo delle forze imperiali per il settore orientale: il duca Erich von Braunschweig nel 1508 e Leonhard von Völs nel 1511. Anche l'imperatore stesso si recò a Dobbiaco, sia nel 1508 che nel 1511, per impartire le direttive di guerra; per ringraziare Dio della vittoria, Massimiliano si propose di erigere una "via dolorosa" a Dobbiaco, che fu costruita solo dopo la sua morte, nel 1519, da due suoi fedeli mandatari: Kaspar e Christoph Herbst.
Anche in Pusteria si fecero sentire gli influssi della rivolta contadina scoppiata in Germania nel 1525: nel territorio vi era quindi un generale malcontento contro il governo, ma anche contro i signori Herbst, entrambi colpevoli di aver alzato arbitrariamente le tasse. Le orde e le rivolte dei contadini arrivarono fino alla città vescovile di Bressanone, ma furono ben presto represse con la forza dei principi del Tirolo.

### Dalla rivoluzione francese al 1918

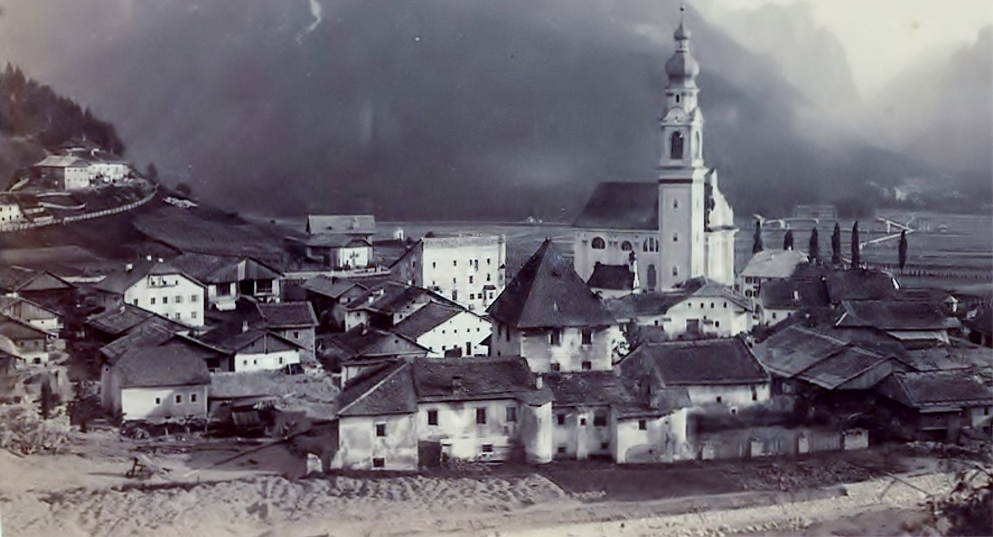
Dobbiaco dopo l'alluvione del 1882

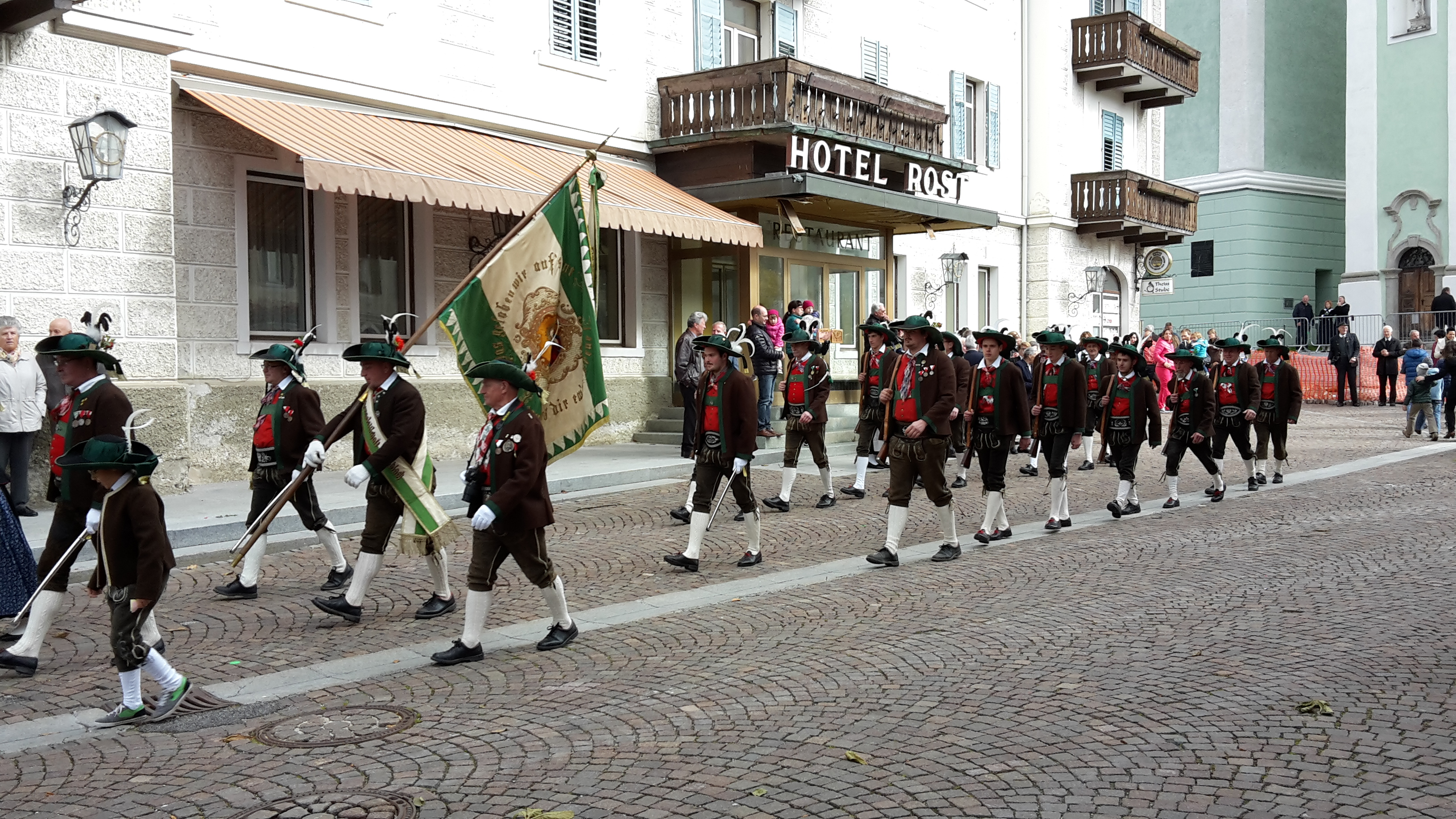
La compagnia di Schützen di Dobbiaco

Nel periodo tra il 1792 e il 1815, con le guerre napoleoniche, il Tirolo, difeso strenuamente dagli Schützen, cadde comunque sotto il dominio della Baviera, ma si rifiutò di stare sotto di essa e insorse. L'Austria però fu sconfitta e venne quindi suddivisa in tre parti: per un breve periodo Dobbiaco passò al Regno Italico, mentre San Candido fu assegnato alle province illiriche, e la parte restante della Pusteria, fino al paese di Villabassa, al Regno di Baviera. Dobbiaco era quindi dipendente politicamente da Belluno ed ecclesiasticamente dall'arcidiocesi di Udine. A seguito della sconfitta di Napoleone, il 26 giugno 1814, il Congresso di Vienna del 1815 riconsegnò all'Austria le Venezie, la Lombardia e il Tirolo, Dobbiaco compresa.
Nel 1830 venne eretta la "alta croce" all'inizio della val di Landro con l'iscrizione: Weg nach Welschland, ovvero la "strada verso la terra straniera".
All'interno del comune di Dobbiaco esistevano due birrifici, uno presso la frazione storica Rienza un secondo invece presso Landro. La prima fu quella che in seguito fu conosciuta come la birra di Dobbiaco, di cui si hanno accenni di produzione fin dal 1837, quando il mastro birraio Josef Panzl proveniente dall'allora Windisch-Matrei (nel ventunesimo secolo Matrei in Osttirol) acquisì l'area dove si trovava anche un mulino. In seguito alla sua morte il birrificio passò di mano in mano ed estese il suo mercato nell'Italia settentrionale oltre che nelle terre dell'Impero.
Nel 1882 vi fu l'ennesima alluvione causata dal Rio San Silvestro, che causò a Dobbiaco la distruzione di una ventina di case e il seppellimento di altrettante, sei furono danneggiate e altre dieci inondate dal fango. Vi furono conseguentemente circa 150 persone che si ritrovarono senza una casa. Dopo quest'alluvione fu presa la decisione di spostare il corso del rio San Silvestro dalla vecchia posizione, ovvero a est del paese, sotto Costa Nosellari, in una nuova posizione maggiormente occidentale rispetto al paese. Il 27 settembre 1884 vi fu l'inaugurazione della nuova opera di protezione con la presenza delle autorità religiose. Il vecchio percorso fu invece riempito dando vita alle vie Franz Anton Zeiler ed Ehrenberg. Gli anziani del paese a quei tempi dicevano: "Se le frane giungono fino al Corno Fana, Dobbiaco e San Silvestro sono perdute".
Dalla metà del XIX secolo, a Dobbiaco iniziò un movimento turistico, con la conseguente costruzione di nuove case. Iniziò anche la realizzazione di una nuova linea ferroviaria nel 1871, la quale collegava Vienna alla valle dell'Adige, percorrendo la val Pusteria (in ted. la Südbahnlinie). Ulteriore causa dell'incremento turistico fu l'edificazione di un nuovo e grande albergo (il "Grand Hotel"), diventato centro culturale e congressi. Sorsero inoltre progressivamente organizzazioni intese alla comune utilità: nel 1882 venne fondata la Società delle cascine (Sennereigenossenschaft), nel 1886 l'associazione per l'abbellimento del paese (Verschönerungsverein), nel 1891 la Cassa Rurale (Raiffeisenkasse) ed infine nel 1900 una società costruì una propria centrale elettrica. Con il passare degli anni la fama del paese come luogo di cura e meta di soggiorno aumentò: durante il secolo XIX, infatti, sia Dobbiaco che San Candido divennero delle frequentate mete terapeutiche, come anche attestato dalla lirica di Sergio Corazzini Toblack. Durante quest'epoca si diffuse inoltre sempre più l'alpinismo, con la conquista delle maggiori vette da parte degli scalatori.

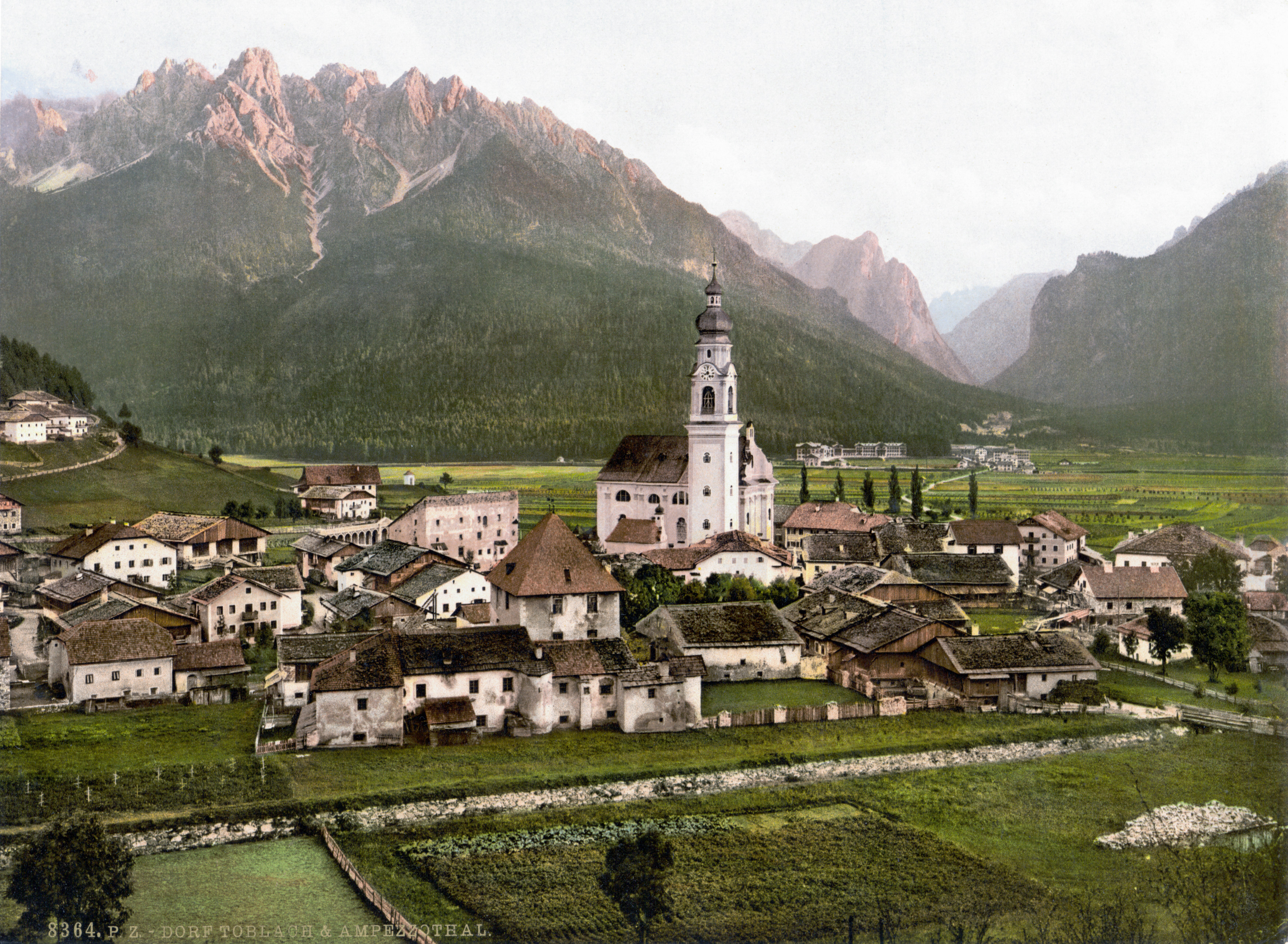
Dobbiaco all'inizio del XX secolo

Nel marzo 1905, anche per favorire il fiorente turismo, venne autorizzato il progetto di un collegamento ferroviario tra Cortina d'Ampezzo e Dobbiaco, la ferrovia delle Dolomiti; con lo scoppio del primo conflitto mondiale il progetto si arenò, così come il turismo, poiché le Dolomiti diventarono un enorme teatro di guerra, i cui attori furono l'Impero austro-ungarico e il Regno d'Italia. In realtà, i lavori per la realizzazione di una linea di tipo decauville iniziarono sia da un lato che dall'altro, ma esclusivamente per permettere l'arrivo al fronte del materiale bellico e logistico.
Durante la Grande Guerra la Pusteria divenne zona di operazioni, e la situazione fu delicata soprattutto per Dobbiaco, in quanto la val di Landro rappresentava un'ipotetica "porta aperta" per le truppe italiane per inoltrarsi nel territorio nemico; dal monte Cristallo (dove venne installato un osservatorio di artiglieria italiana) si potevano tenere sotto sorveglianza i movimenti di Dobbiaco Vecchia. Il 28 febbraio 1916 iniziarono i primi bombardamenti sul paese, i quali provocarono lo sfollamento della popolazione nei villaggi limitrofi. Il paese subì gravi danneggiamenti, in particolare Dobbiaco Nuova: l'obiettivo militare principale era la ferrovia. Le bombe però colpirono anche Dobbiaco Vecchia, compreso il cimitero e la chiesa, la quale venne colpita da una granata il 7 luglio 1916. Necessità belliche di procurarsi il bronzo per i mortai portarono alla requisizione di quattro antiche campane dal campanile della chiesa (dapprima la Terza, poi la Grande; seguirono la Quarta e la Sesta). Dobbiaco risentì delle distruzioni della guerra come nessun altro paese della Pusteria, tanto che un soldato austriaco descriveva la zona di Dobbiaco come "enormi crateri uno dietro l'altro, uno dietro l'altro anche gli alberi distrutti".
Fortunatamente per il paese, con la disfatta di Caporetto (nel 1917) il fronte si allontanò. L'Armistizio di Villa Giusti ricomprese Dobbiaco nella zona assegnata all'Italia "fino al monte di Dobbiaco". Con il trattato di Saint Germain (1919), il confine non fu posto alla sella di Dobbiaco, bensì 12 chilometri più ad est. In seguito, per ricordare i caduti del conflitto venne edificato nei pressi della Croda dell'Acqua (in ted. Nasswand) un cimitero militare austro-ungarico per i soldati di lingua diversa da quella tedesca.

### Dal 1918 al 1945
Solamente dopo la fine della guerra, nella primavera del 1919, si mise nuovamente mano al collegamento ferroviario tra Cortina e Dobbiaco ed infatti, attraverso il lavoro del genio militare, se ne completò la costruzione: la ferrovia delle Dolomiti venne attivata nel giugno del 1921, usando inizialmente per la trazione le locomotive abbandonate dagli austriaci. Si trattava di un impianto a scartamento ridotto, in principio gestito da una direzione militare e successivamente dal "Regio Circolo Ferroviario di Bolzano".

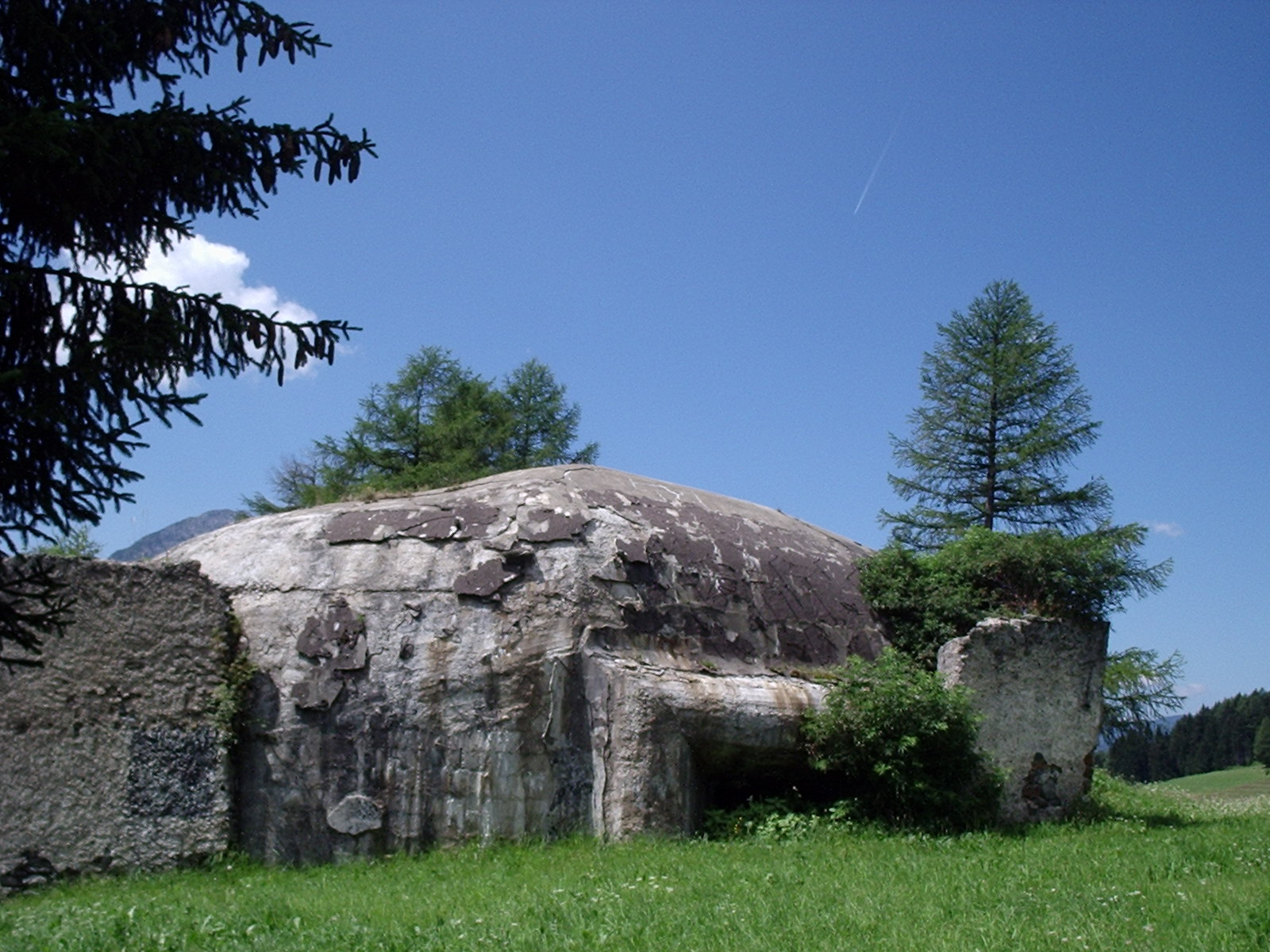
L'opera 9, uno dei bunker difensivi dello Sbarramento Dobbiaco

Durante il periodo fascista, soprattutto per l'operato di Ettore Tolomei, venne attuata un'opera di italianizzazione all'interno della regione: naturalmente ne pagò le conseguenze la popolazione di madrelingua tedesca, in quanto fu proibito l'uso della loro madrelingua e vi fu l'abolizione della scuola in lingua tedesca.
Poiché Dobbiaco è situata nelle vicinanze del confine di stato, dal 1939 vennero erette delle opere di fortificazione al fine di impedire, o comunque rallentare, un'invasione dell'Italia da parte dei tedeschi. Sono stati così realizzati lo sbarramento Dobbiaco e lo sbarramento della Val di Landro, facenti parte del Vallo alpino in Alto Adige.
Nonostante ciò, a Dobbiaco e in tutto l'Alto Adige non vi furono quasi combattimenti durante la seconda guerra mondiale; gli americani arrivarono a Dobbiaco il 4 maggio 1945. Nonostante non vi si combattesse, a Dobbiaco, in località Nasswand, entrò in funzione un piccolo sottocampo del campo di transito di Bolzano, che ospitava circa 300 persone, liberate poi dagli americani soltanto l'8 maggio 1945.

### Dal 1945 al terzo millennio
Nel 1948 fu sottoscritto lo '"Statuto di Autonomia" tra la regione Trentino-Alto Adige e il governo italiano, con cui si tutelano le minoranze linguistiche e si garantisce la pacifica convivenza dei tre gruppi linguistici (tedesco, italiano e ladino).
Nel dopoguerra il paese ebbe un nuovo sviluppo economico, grazie anche alle Olimpiadi invernali della vicina Cortina nel 1956, durante le quali il dobbiacense Eugenio Monti vinse una medaglia d'argento nel bob a due. Dobbiaco già in questi primi anni del dopoguerra richiamava molte persone importanti come Ernest Hemingway, che visitò il paese il 12 ottobre 1948.
La ferrovia delle Dolomiti cessò i suoi servizi dopo l'ultima corsa da Cortina a Dobbiaco delle ore 18.20 del 17 maggio 1964. Il sedime fra Dobbiaco e Cortina, una volta disarmato, è stato mantenuto in efficienza come percorso di sci di fondo durante l'inverno e come pista ciclabile nelle stagioni estive.
Dagli anni Settanta fu meta delle villeggiature della pittrice triestina Alice Psacaropulo.

### Simboli

#### In uso
Lo stemma del comune di Dobbiaco, adottato ufficialmente il 4 settembre 1967, presenta la seguente blasonatura:
Il motivo araldico è mutuato dalle insegne della nobile famiglia Herbst, un tempo residente nel maniero Castel Herbstenburg, uno degli edifici-simbolo del paese. Conformemente alle prassi araldiche proprie della provincia di Bolzano, da esso mancano i coronamenti esteriori (corona turrita e serto di alloro e quercia) altrimenti propri dei comuni italiani.
A livello internazionale lo scudo presenta notevoli similitudini (puramente coincidenziali) con l'emblema comunale di Oberkappel, in Austria, e con la bandiera della Groenlandia.

#### Desueti
In precedenza, con il regio decreto del 1º febbraio 1940 era stata concessa al comune un'arma differente:
Lo stemma, conformemente ai dettami araldici dell'epoca fascista, doveva essere integrato col capo del Littorio; il gonfalone era un drappo azzurro ornato con ricami d'argento. È plausibile che le crescenti difficoltà di comunicazione seguite alla discesa in campo dell'Italia nella seconda guerra mondiale abbiano fatto sì che tale atto non venisse mai notificato all'amministrazione comunale di Dobbiaco.

## Monumenti e luoghi d'interesse

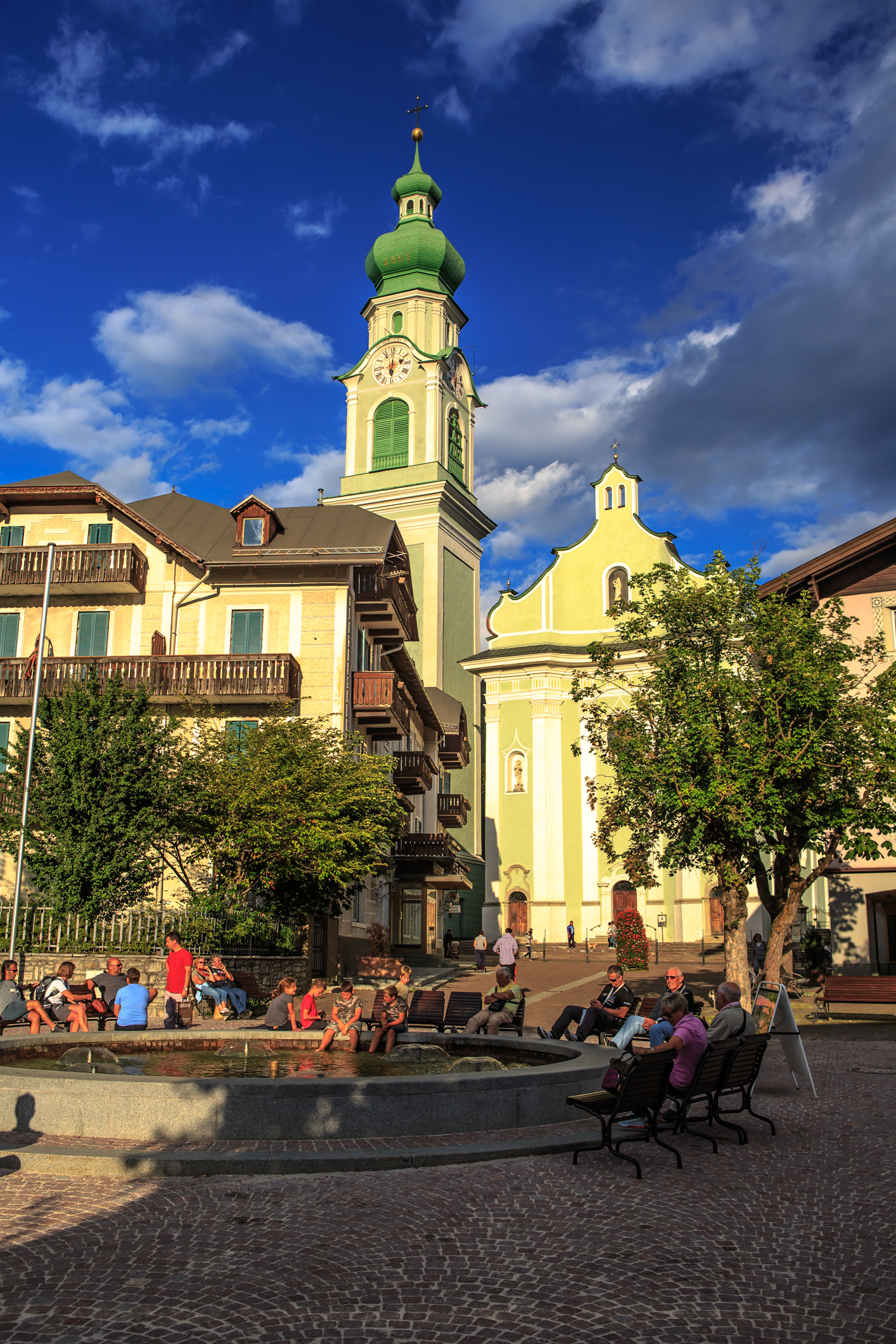
La chiesa parrocchiale

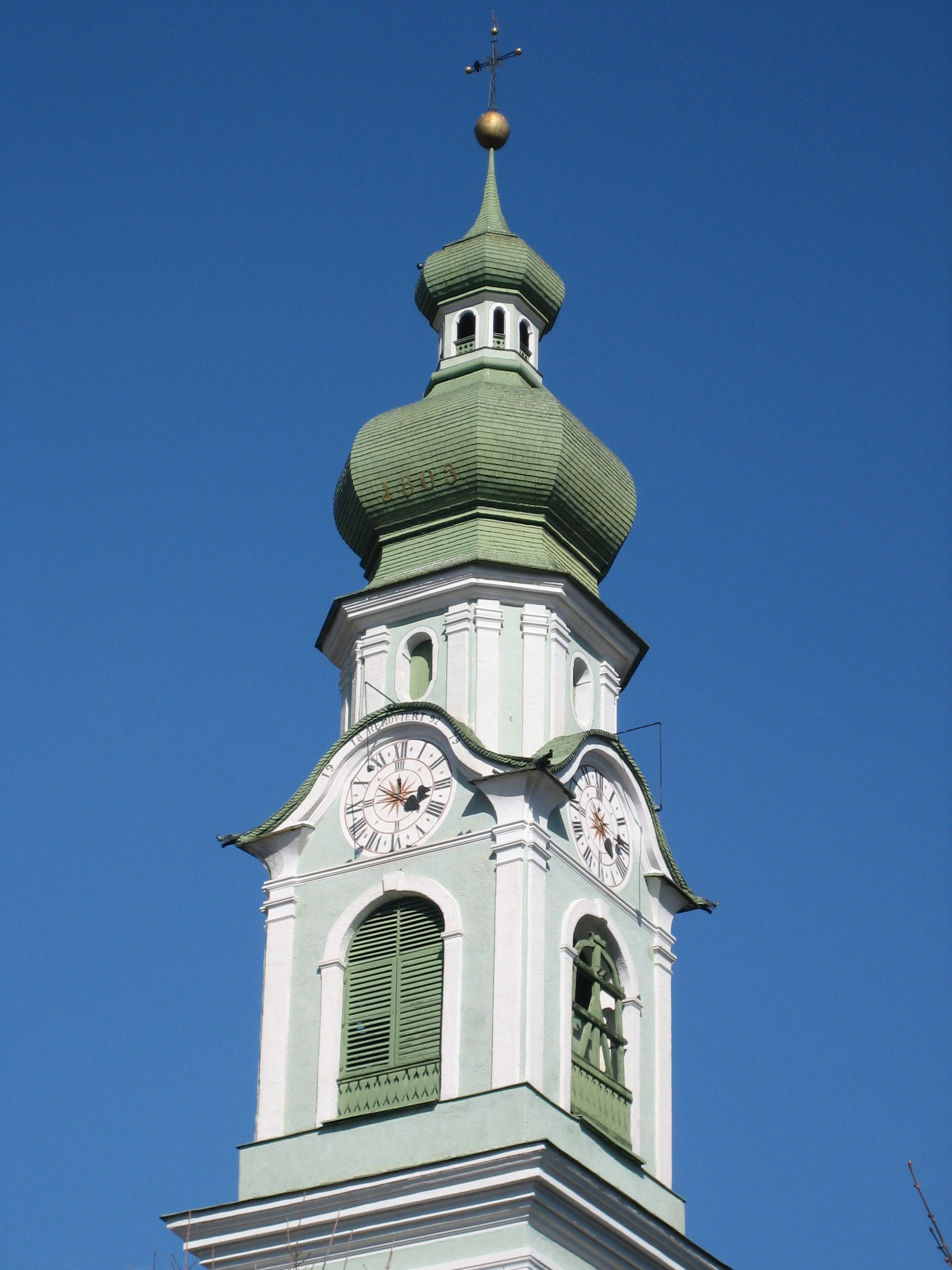
Campanile della Chiesa di San Giovanni Battista

### Architetture religiose

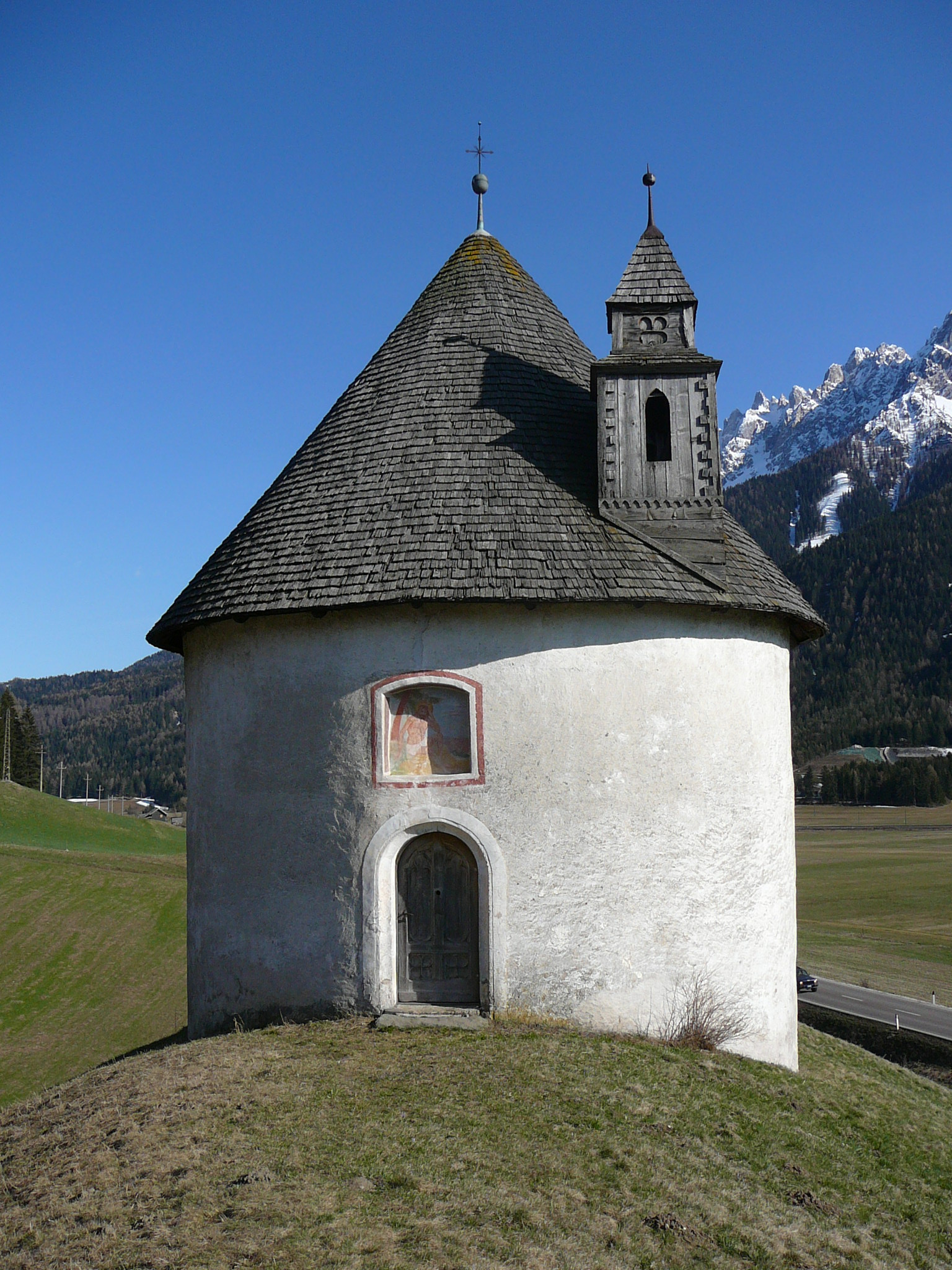
La cappella del Santo Sepolcro di Lerschach, che conclude la Via Crucis

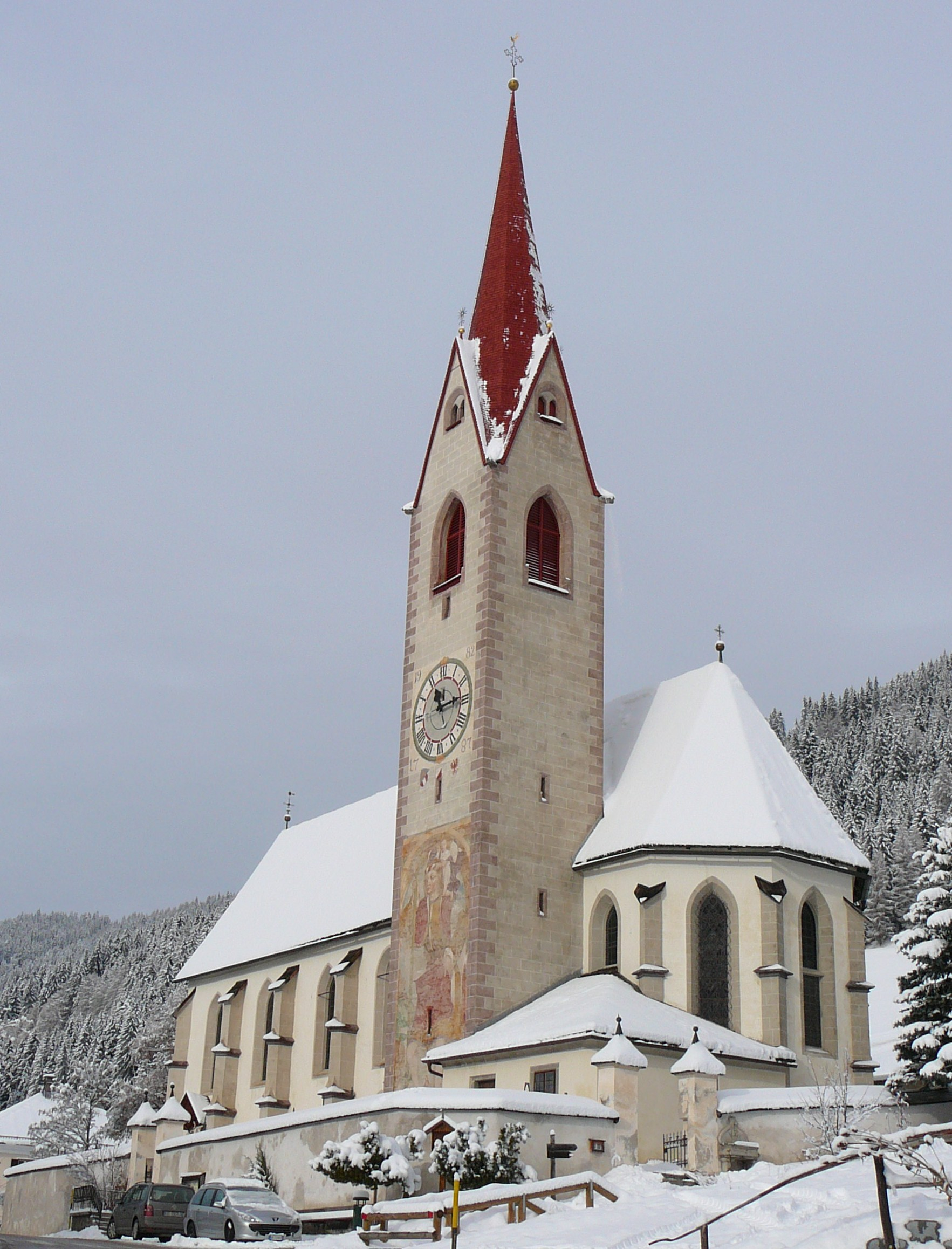
Santuario di Santa Maria

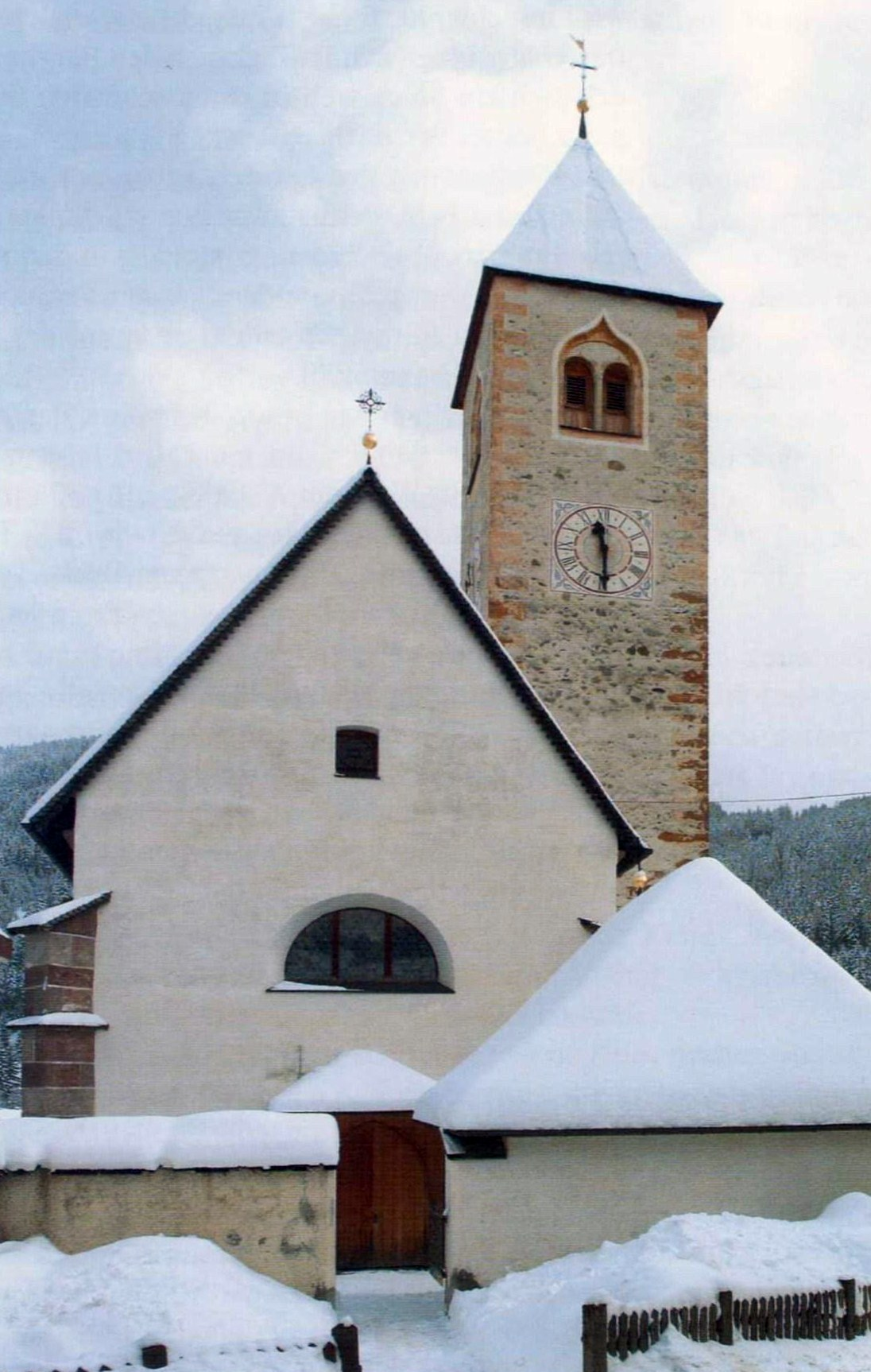
Chiesa di San Nicolò ricoperta di neve

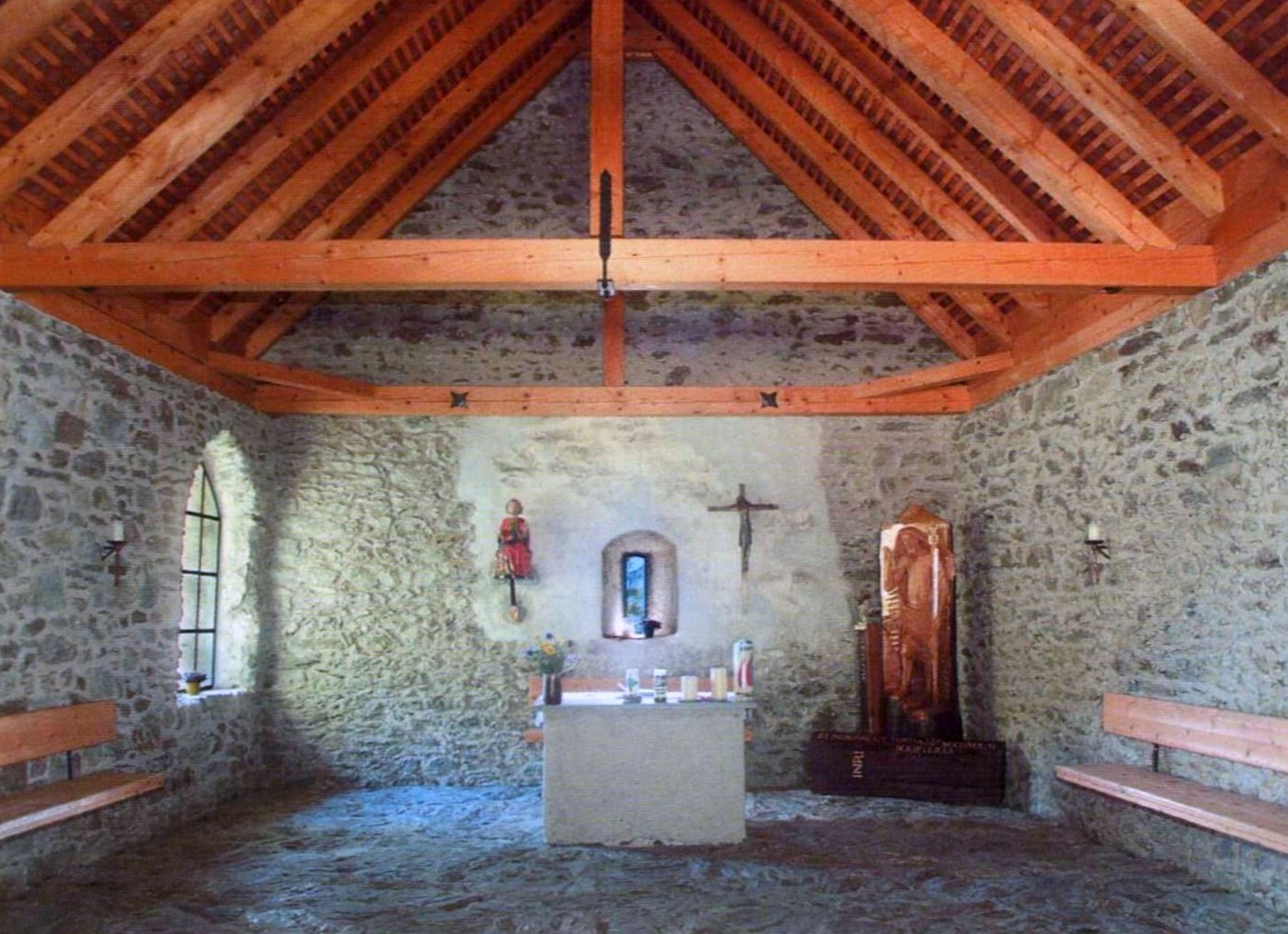
Interno della chiesa di San Pietro in Monte

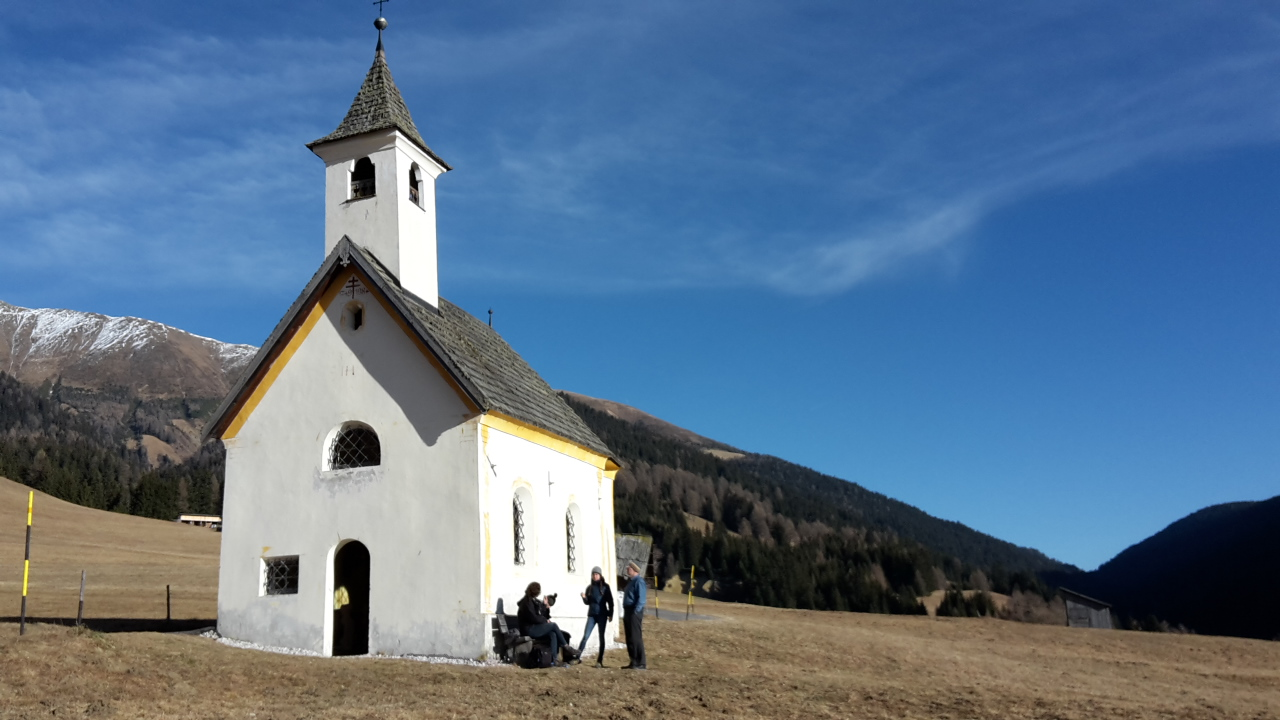
Chiesetta di Candelle

- Chiesa di San Giovanni Battista. Chiesa parrocchiale, principale edificio religioso del paese. Sorge sui resti, non più visibili, di quella costruita dai benedettini nella prima metà del IX secolo. L'attuale struttura, progettata dall'architetto dobbiacense Rudolf Schraffl, risale al periodo tra 1764 e il 1774. La torre campanaria, che si trova sul lato nord-ovest della navata centrale, fu completata soltanto nel 1804.[41] La parrocchiale di Dobbiaco è considerata la più importante e riuscita chiesa barocca della val Pusteria. Risparmiata dagli appesantimenti, dagli orpelli indiscriminati e dagli svolazzi rococò che contraddistinguono molte chiese dell'Alta Pusteria edificate nel medesimo stile, il suo impianto offre all'esterno linee leggere e forme ben proporzionate.[41] Gli affreschi del soffitto, raffiguranti la storia di San Giovanni Battista, così come la pala dell'altare e la maggior parte degli altri dipinti, sono opera di Franz Anton Zeiller. A Johann Perger si devono invece i bei complessi scultorei dell'altare maggiore e del tabernacolo. Tre sono i San Giovanni rappresentati: infatti oltre al Battista sono raffigurati San Giovanni Nepomuceno (nella statua antistante alla chiesa) e San Giovanni evangelista.[41] La scelta di San Giovanni Battista come patrono della chiesa è attribuibile alla profonda devozione che per questo santo aveva l'Ordine dei Benedettini, che fin dall'VIII secolo era presente nella vicina San Candido.[41] Il 7 luglio 1916 una granata austriaca cadde sul luogo di culto, causando gravi danni. In memoria di questo avvenimento, l'ordigno venne in seguito incassato nella parete laterale destra della chiesa.[N 7]
- Via Crucis delle cappelle della passione. La Via Crucis delle cappelle della passione costituisce il cosiddetto "monte Calvario" (Kalvarienberg), ovvero cinque tabernacoli a forma di cappella con il rilievo in marmo, attribuite a Michael Parth, raffiguranti la passione di Cristo. Le cappelle furono costruite nel 1519 su commissione degli Herbst, signori di Dobbiaco. La quinta cappella è la maggiore e presenta tre archi rotondi su pilastri quadrangolari; è denominata la "croce di pietra". Fanno parte della Via Crucis anche l'originale cappella dei marchesi di Gorizia, nella chiesa parrocchiale, e la cappella rotonda di Lerschach.[41] Le stazioni si snodano lungo il paese, fino a raggiungere la cappella di Lerschach, consacrata a San Giuseppe, il cui tabernacolo di forma circolare è stato edificato sui resti di una precedente chiesetta romanica. La cappella si trova ai piedi di Costanosellari (Haselsberg), sul Colle della Vittoria (Viktoribühel)[42]: fu voluta da Massimiliano I, così come le altre cappelle della Via Crucis, e ricevette la propria consacrazione solo nel 1568, dal vescovo ausiliare di Bressanone Johann von Spaur; le sue campane e quelle di altri edifici religiosi furono messe all'asta per volere di Giuseppe II.[43] La via è lunga esattamente coma la via Crucis di Gerusalemme: 1200 piedi. È la più antica del Tirolo e la seconda più antica dell'area Mittel-europea.[43]
- Santuario di Santa Maria. Il santuario è collocato nell'omonima frazione, che in tedesco è Aufkirchen, ovvero, tradotto letteralmente, chiesa collocata in alto: si trova infatti a 1322 m, un chilometro ad ovest di Dobbiaco Vecchia. La chiesa fu edificata nel 1262, e nella prima metà del XIV secolo divenne un'importante meta di pellegrinaggio, nota almeno quanto a Maria Saalen. Si sa che a quei tempi le feste della Madonna venivano celebrate qui invece che nella chiesa parrocchiale di Dobbiaco.[10][44] Poiché la primitiva chiesa risultò sempre meno adatta ad accogliere i pellegrini, nel 1470 se ne costruì una nuova in stile gotico. Questa chiesa fu consacrata dal vescovo di Bressanone Georg Golser cinque anni dopo. Nel 1730 la chiesa fu nuovamente ingrandita, così come nel 1877, quando fu sottoposta ad un restauro radicale in stile neogotico.[44] Nel 1983, nel corso di ulteriori interventi, affiorarono affreschi del Quattrocento raffiguranti vari santi e alcuni stemmi nobiliari, a conferma dell'importanza del santuario nella devozione dei tirolesi.[44] Il campanile è affrescato con un'inconsueta ed enorme immagine di San Cristoforo che porta sulle spalle Gesù Bambino, e con i blasoni di Gorizia e del Tirolo, probabilmente realizzati da Simone da Tesido all'inizio del Cinquecento.[44]

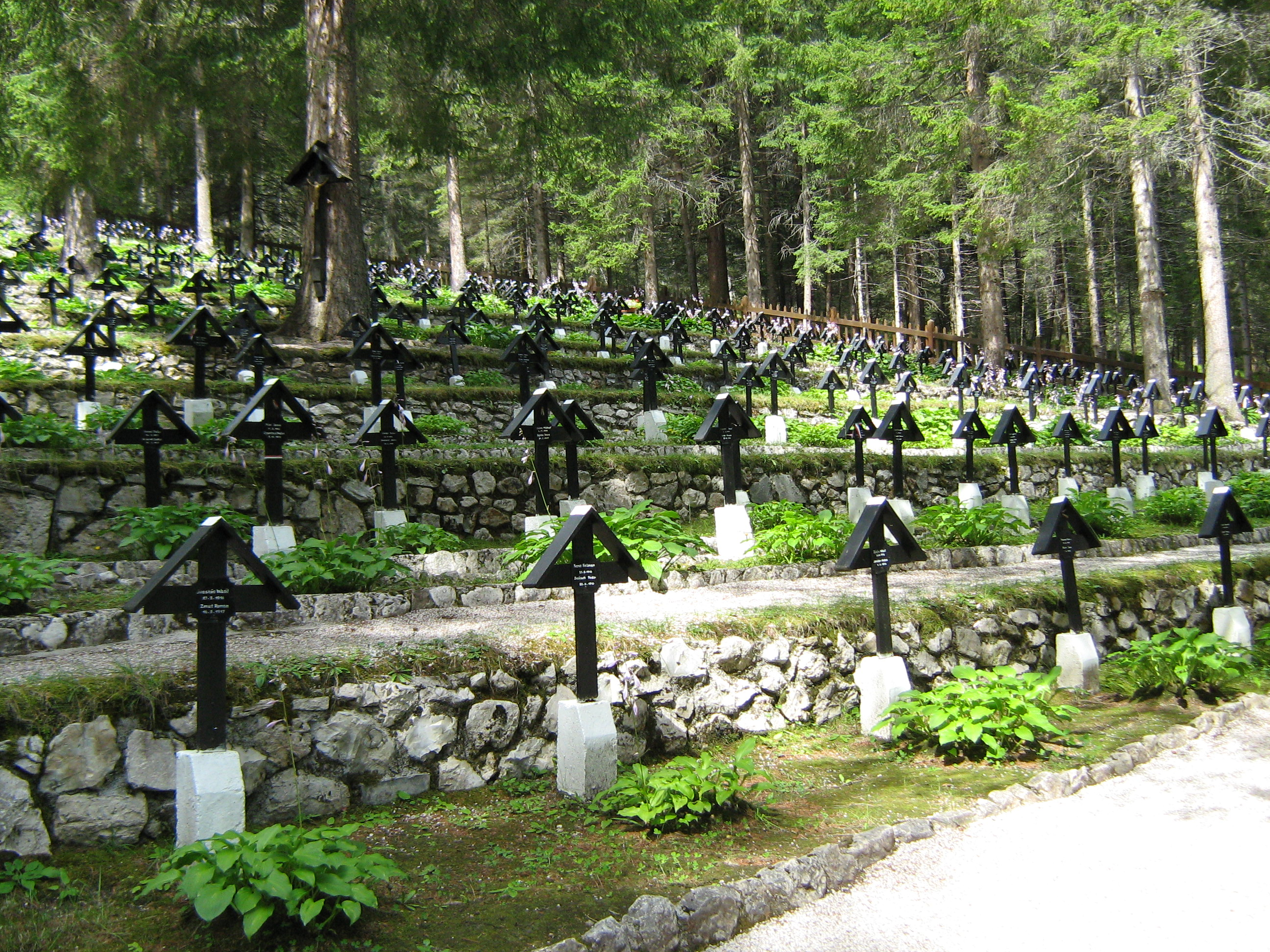
Cimitero austro-ungarico di Dobbiaco

- Chiesa di San Nicolò. La chiesa della frazione di Valle San Silvestro (Wahlen) esisteva già nel XV secolo e probabilmente anche prima. È perfettamente comprensibile la ragione per cui Valle scelse tale patrono, essendo San Nicolò un protettore contro gli straripamenti delle acque e le cadute di slavine, oltre che patrono dei viaggiatori (il paese di Valle, infatti, è stato diverse volte minacciato dal rio San Silvestro). Nel 1512, sotto la guida del maestro costruttore Andreas Firtaler di San Candido, venne fabbricato il presbiterio con la navata centrale della chiesa, che rimangono le parti più antiche dell'edificio. La figura di San Cristoforo alla base del campanile risale invece agli inizi del XVII secolo.[44] Come molte altre chiese, anche questa subì alcuni restauri, fino ad essere trasformata in stile barocco: vennero aperte due finestre ai lati, sorse un nuovo altare e gli altari laterali. Altri rinnovamenti radicali vennero intrapresi nel 1865, rendendo neogotico lo stile della chiesa.[44] Il 15 ottobre 1960 Valle San Silvestro fu elevata a parrocchia indipendente e l'anno successivo, sotto il parroco Francesco Michalcik, venne nuovamente restaurata; nel 1964 ebbe un nuovo organo.[10]
- Sentiero di meditazione a San Pietro in Monte. Sulla collina boscosa sovrastante la frazione di Santa Maria (località abitata già in epoca preistorica) sorge a 1450 metri s.l.m. l'antica chiesetta di San Pietro in Monte (St. Peter am Kofl), ricostruita nel 1996 a partire da un cumulo di pietre in rovina. La chiesa è realizzata in uno stile sobrio che ben si accorda al bosco circostante, ed è raggiungibile in circa venti minuti dalla chiesa della frazione di Santa Maria, seguendo un sentiero di meditazione: si tratta di un tracciato nel bosco, attrezzato di corrimani, panchine e piazzole, in cui sono stati posti monoliti granitici con piccole statue in bronzo, ad opera dell'artista della valle Aurina Jackob Oberhollenzer. L'intero ciclo è ispirato alla vicenda biblica di San Pietro apostolo. Il primo riferimento alla chiesa è dell'anno 1329. Sotto Giuseppe II viene sconsacrata e chiusa al pubblico, le campane vengono messe all'asta e l'antico altare gotico trasferito nel castello di Ambras, presso Innsbruck. Il luogo di costruzione della cappella non è per nulla casuale: infatti il giorno del solstizio d'inverno (21-22 dicembre), a mezzogiorno, i raggi di sole penetrano all'interno della cappella, formando un perfetto quadrato sull'altare. Di originario, si conservano ancora i muri del frontone e delle pareti laterali, come pure i resti di un affresco sul lato esterno meridionale della cappella, raffigurante un San Cristoforo del XVI secolo.[44]
- Chiesetta vecchia di Franadega. La chiesetta chiamata Altes Kirchl si trova nei pressi del maso Taschler, in località Franadega (Frondeigen), dove un tempo si trovava il percorso che collegava Monguelfo a Dobbiaco, passando per la Valle di Casies. La data di origine della cappella non è nota, né determinabile; è noto invece che la parte più recente risale al 1595, così come si può leggere da una pietra posta presso la porta di accesso.[44] Quello era un periodo in cui il paese di Dobbiaco aveva sofferto per la fame in seguito a raccolti non sufficienti; tutta la zona inoltre nel 1564 aveva visto morire molte persone per la peste. È lecito quindi supporre che l'aggiunta rappresenti uno dei tanti "tabernacoli della peste" che si incontrano nella zona.[10]
- San Silvestro in Alpe. A 1.912 metri d'altezza, sull'antica strada che dalla Valle della Drava conduceva a Monguelfo, si trova il santuario di San Silvestro in Alpe, molto frequentato durante la stagione estiva. La cappella sorse nel XII secolo e nel 1440 fu ampliata. Il 3 agosto 1441 ricevette una nuova consacrazione e nel 1445 fu arricchita di indulgenze dal vescovo di Bressanone Nicola Cusano. Nel 1786 l'imperatore Giuseppe II nel quadro delle sue riforme fece chiudere la chiesetta; in breve tempo il tempio sull'alpe incominciò così a decadere. Solamente nel 1899 esso venne restaurato.[10]
- Chiesetta a Candelle. La chiesetta si trova in località Candelle dove si procede per raggiungere la Bonner Hütte e quindi il Corno di Fana. La chiesetta è stata restaurata nel 1982.
- Cimitero austro-ungarico. Si trova in direzione di Cortina d'Ampezzo lungo la val di Landro, altrimenti conosciuto come cimitero delle Sorgenti. Qui durante la prima guerra mondiale furono sepolti 1.259 militari deceduti e tutti appartenenti all'Impero austro-ungarico.[45]

### Architetture civili

#### Grand Hotel

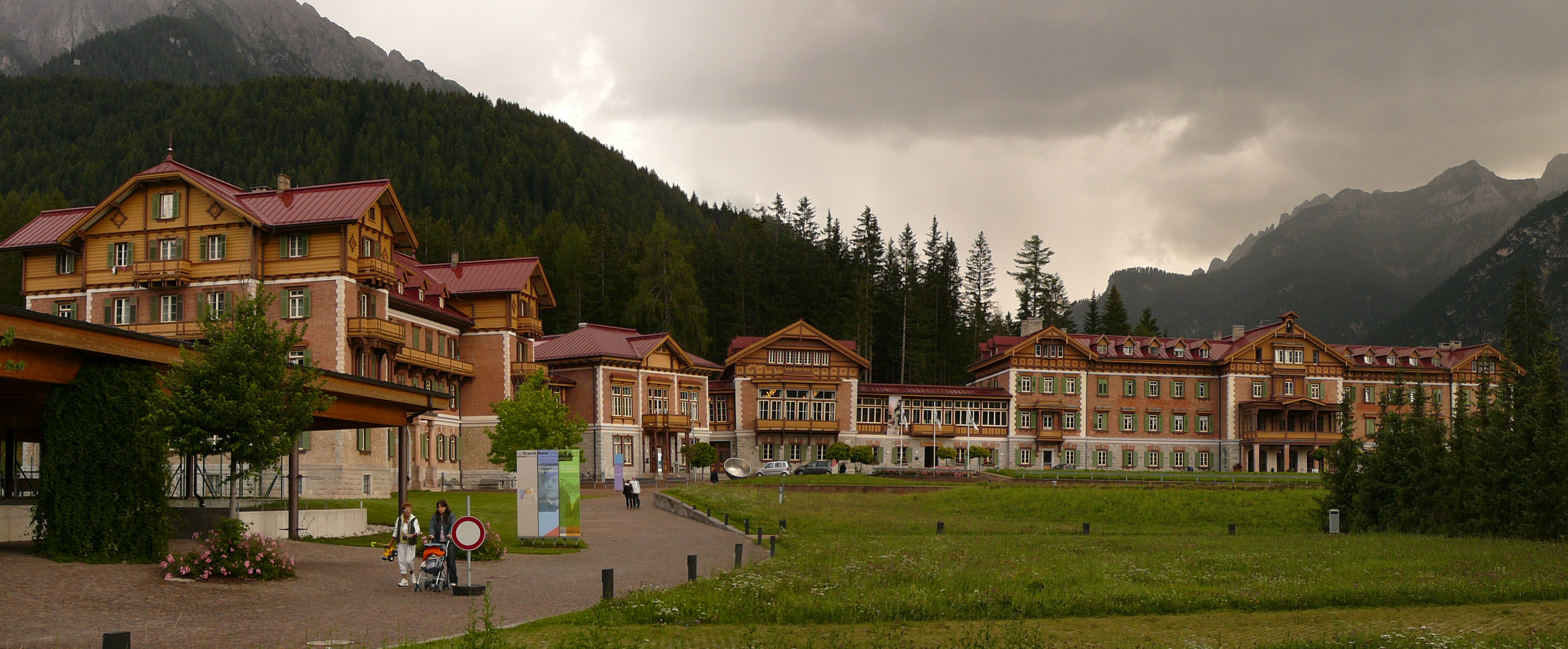
Panoramica del Grand Hotel dopo il restauro negli anni 2000

Il complesso del Grand Hotel fu edificato nel 1877, e la prima proprietaria nel 1894 fu Elise Überbacher. Oltre ad essere stato il primo albergo di Dobbiaco, fu anche uno dei primi della val Pusteria, e all'epoca era ritenuto uno degli hotel più all'avanguardia. Il nome originario era Südbahnhotel in quanto, secondo il piano originario, assieme ad esso si doveva costruire anche la linea ferroviaria Südbahn che avrebbe collegato Lienz e Fortezza.
L'edificio vide fra i suoi ospiti molti nobili, tra cui il principe ereditario tedesco Federico Guglielmo, il re Alberto di Sassonia, la principessa ereditaria austriaca granduchessa Stephanie del Belgio (vedova dell'arciduca Rodolfo), il re Milan di Serbia assieme a suo figlio Alessandro I di Serbia, il barone Natanaele Rothschild di Vienna ed il barone Leopoldo Rothschild di Parigi.

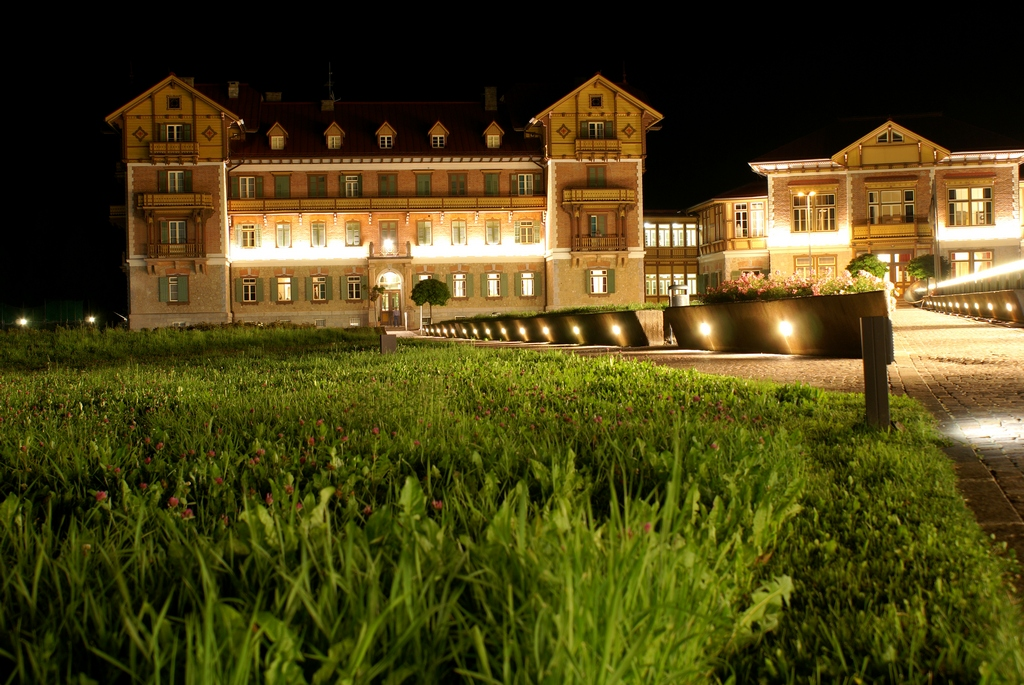
L'ostello della gioventù, presso il Grand Hotel di Dobbiaco

Durante il primo conflitto mondiale l'albergo subì alcuni danni, mai riparati; alla fine della guerra il complesso fu quindi totalmente abbandonato.
Nel 1934 l'edificio, messo all'asta, venne comprato dall'"Istituto di Credito Fondiario delle Tre Venezie". Nel 1957 vi furono anche girate alcune scene del film Addio alle armi, ma la sua rinascita dovette attendere ancora molti anni: da allora, infatti, la struttura cambiò diversi proprietari, tra cui lo stesso Stato italiano, finché nel 1991 il complesso passò alla Provincia autonoma di Bolzano, che ne curò il restauro, conservandone la struttura originale ma cambiandone la destinazione.
Il Grand Hotel è adibito a diverse funzioni: centro congressi e culturale, ostello della gioventù, centro vacanze, bar, centro visite dei parchi naturali, scuola di musica, servizio per i giovani, centro di formazione, appartamenti sociali e una casa per ferie della curia. Fiore all'occhiello del complesso è la "sala auditorium Gustav Mahler", in funzione dal 1999 con 378 posti ed una buona acustica, nella quale si tengono numerosi concerti, oltre a svariate conferenze. Mahler lavorò in modo intenso alla composizione della decima sinfonia nell'estate del 1910, nel periodo trascorso a Dobbiaco. 

#### Edificio comunale

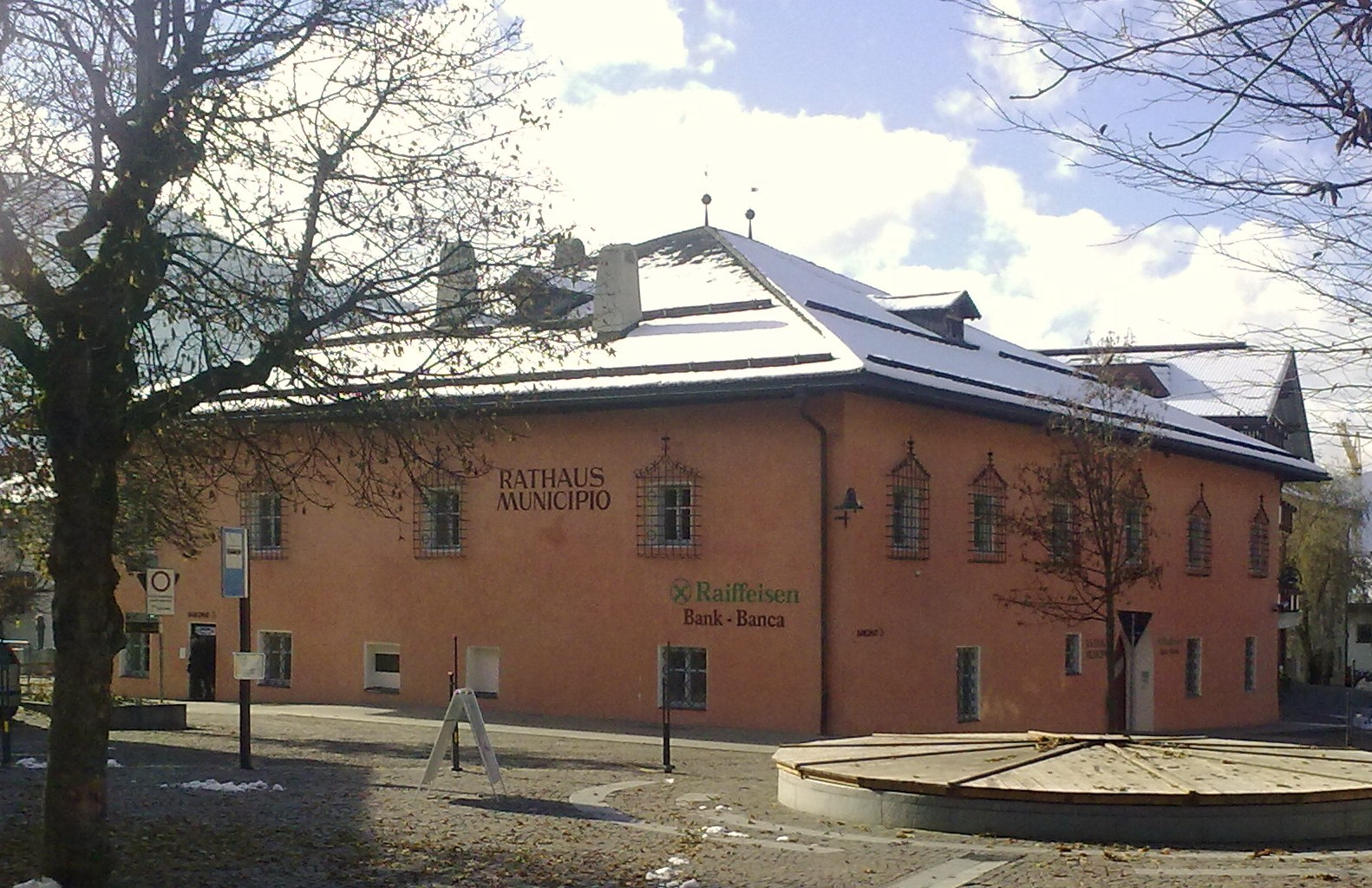
L'edificio che ospita gli uffici comunali. In primo piano la fontana (dismessa durante il periodo invernale)

Lo stabile che ospita la sede del comune del paese è stato eretto nel 1550 dai Conti Künigl di Casteldarne, che amministrarono la giustizia e la riscossione delle tasse a Dobbiaco e a Monguelfo dal 1533 fino al 1826 (salvo una breve interruzione tra il 1810 e il 1814, quando il territorio passò all'amministrazione del Regno d'Italia). Il primo della famiglia ad ottenere questo incarico fu Caspar von Künigl. L'interruzione si ebbe in seguito al protocollo, firmato a Bolzano da una commissione franco-bavarese il 7 luglio 1810, in virtù del quale venivano ridisegnati i rispettivi confini e gran parte del territorio di Dobbiaco venne di fatto annesso al Regno d'Italia (dipartimento del Piave). Questo regime di fatto si dissolse col ritiro delle truppe francesi nel settembre del 1813, anche se solo nel marzo del 1817 si ebbe ufficialmente il ritorno alla situazione precedente.
L'asciutto ed elegante edificio è a pianta quadrata, e fu usato dai conti durante tutta la loro giurisdizione. Durante la sua storia, ha ospitato gli uffici comunali ed è diventato anche sede di una banca locale.

#### Fontane
A Dobbiaco vi sono diverse fontane pubbliche in paese e nelle zone limitrofe, per la maggior parte molto rustiche e artigianali in legno. Di rilievo sono invece due fontane situate nel centro del paese. La prima è sita nella piazza principale, di fronte alla chiesa parrocchiale, dove durante il periodo estivo produce uno o più spruzzi verticali, mentre durante il periodo invernale è sormontata dalla corona d'Avvento. Una seconda fontana degna di nota si trova invece nella piazza della scuola.

##### Tesori dell'acqua

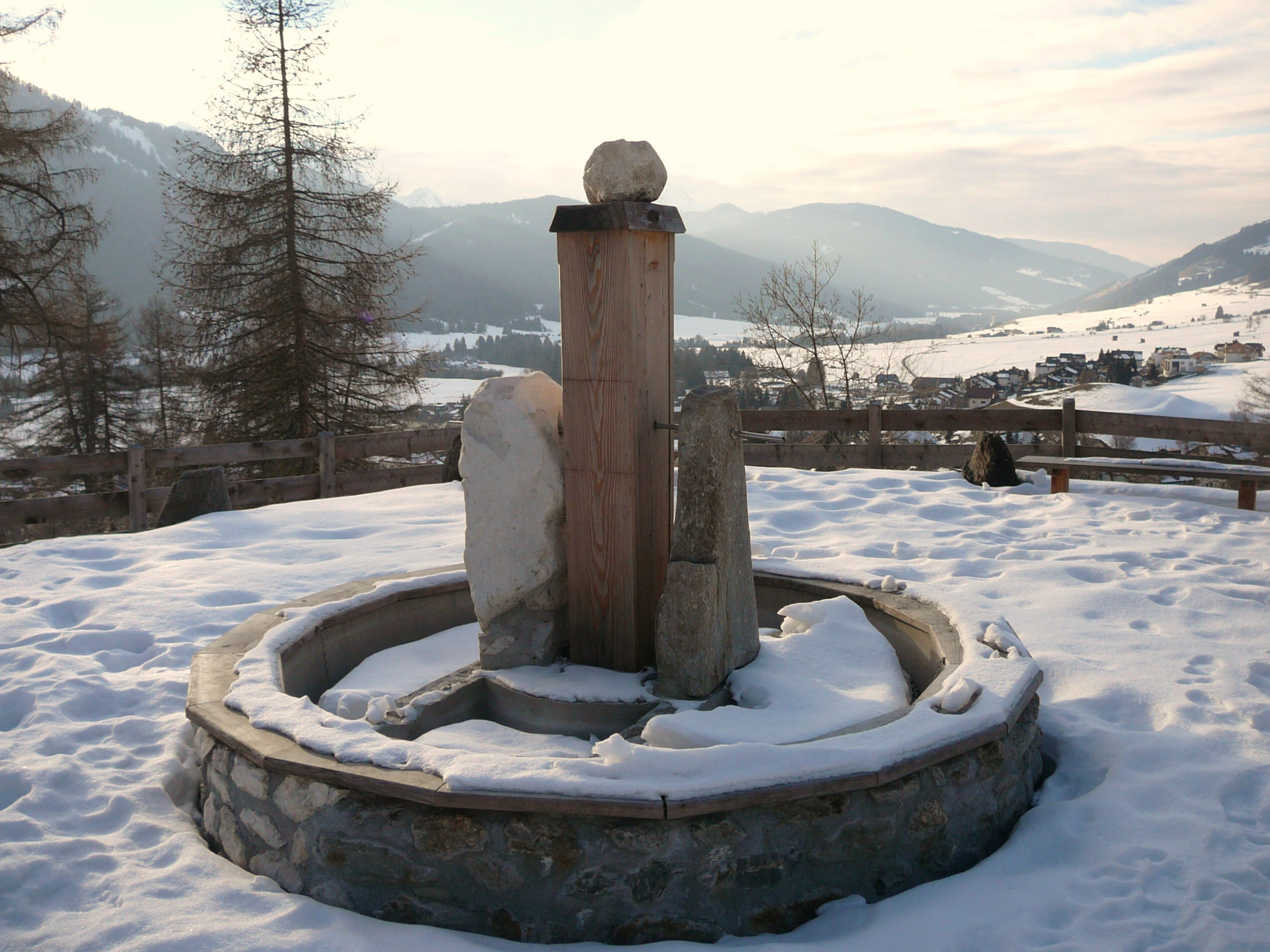
La fontana delle Due Acque (ZweiWasserBrunnen)

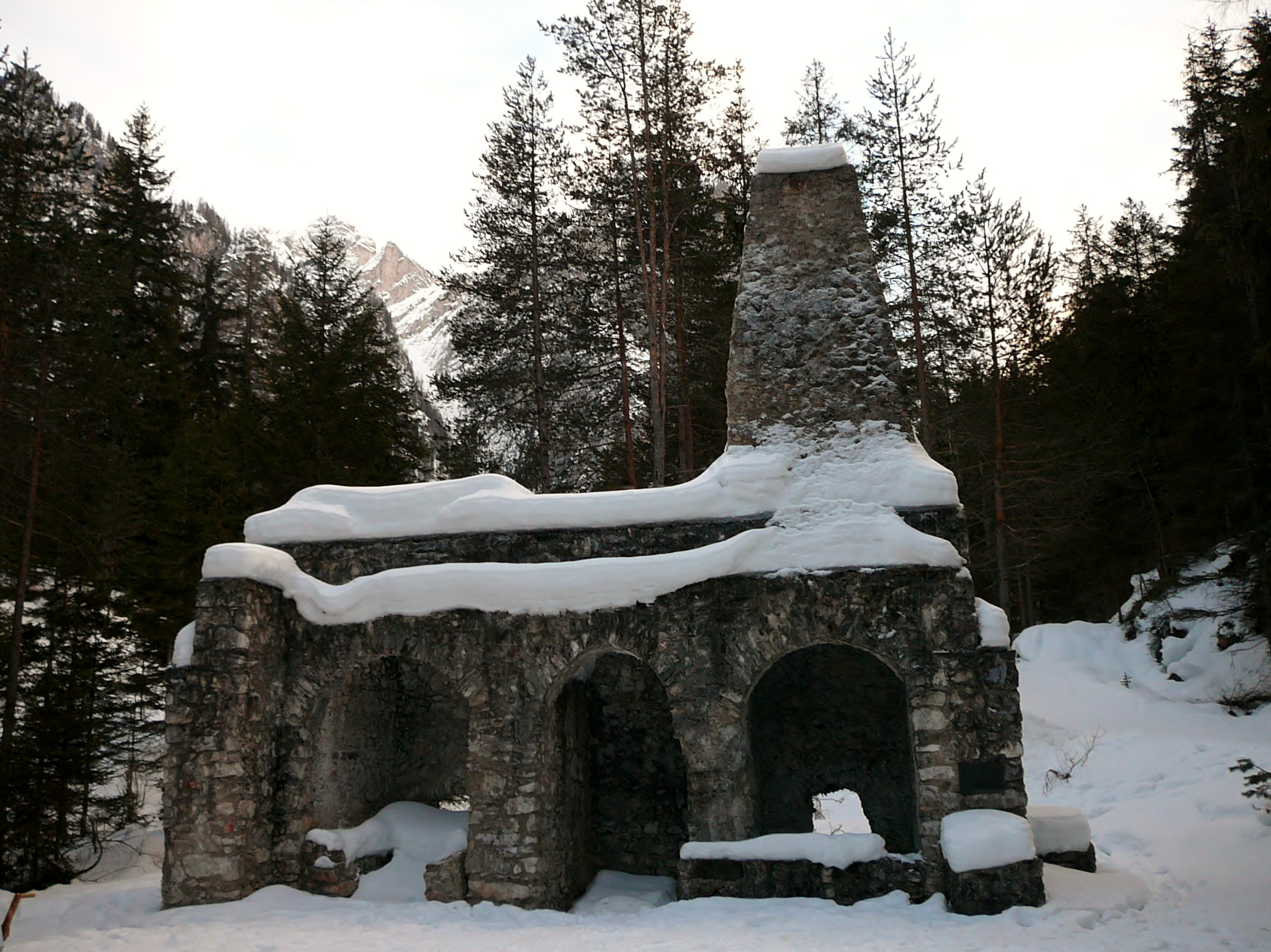
I forni fusori

Dall'ottobre 2010 l'associazione turistica di Dobbiaco ha istituito la mostra permanente "Tesori dell'acqua". Questo progetto consiste in diverse fonti e fontane distribuite attorno al paese. Questi punti sono 7:
- la "fontana delle Due Acque" (ZweiWasserBrunnen) dalla quale fuoriescono appunto due diverse acque, quella calcarea proveniente dalla località "Sorgenti" (Nasswand) e quella più ferrosa proveniente dalla malga Bergalm;
- la fonte della Drava;
- le stazioni della Drava, dove ad ogni metro corrispondono 1,4 chilometri di lunghezza effettiva del fiume;
- il "labirinto - fonte d'energia e forza", presso il ristorante Genziana, in Valle San Silvestro;
- l'installazione "Acqua" presso il Grand Hotel;
- la "piattaforma panoramica al lago di Dobbiaco";
- la "centrale elettrica Schmelze";
- i "forni fusori", azionati ad acqua in località Klauskofel in val di Landro.

### Architetture militari

#### Castel Herbstenburg

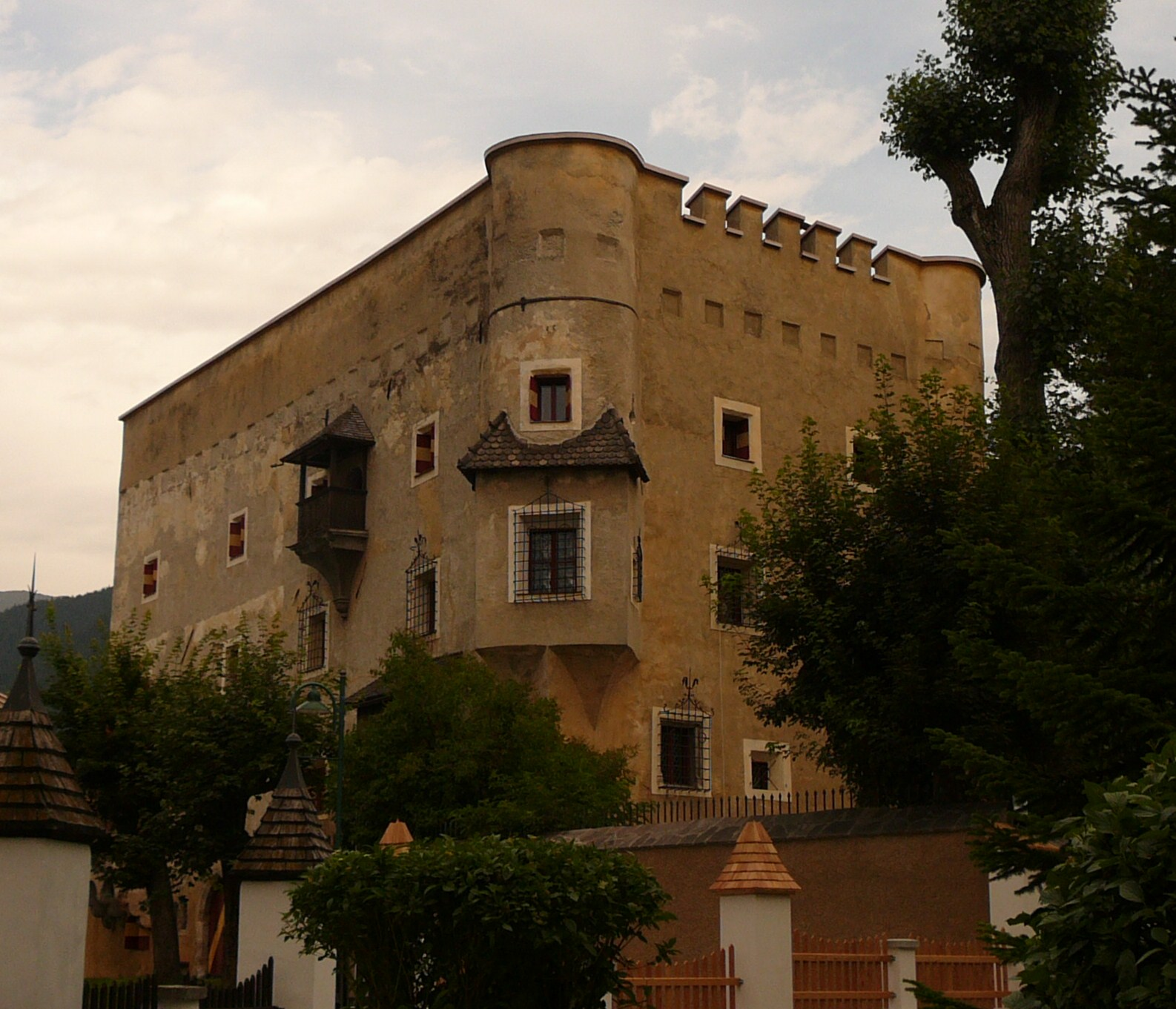
Castel Herbstenburg, la fortezza dei fratelli Herbst

Nel centro cittadino, dietro la chiesa parrocchiale, si trova il castel Herbstenburg: una struttura imponente, difesa da alte mura merlate, costruito su di un antico torrione risalente al Medioevo, che ha cambiato molte volte proprietario e funzione.

#### Torre Rossa

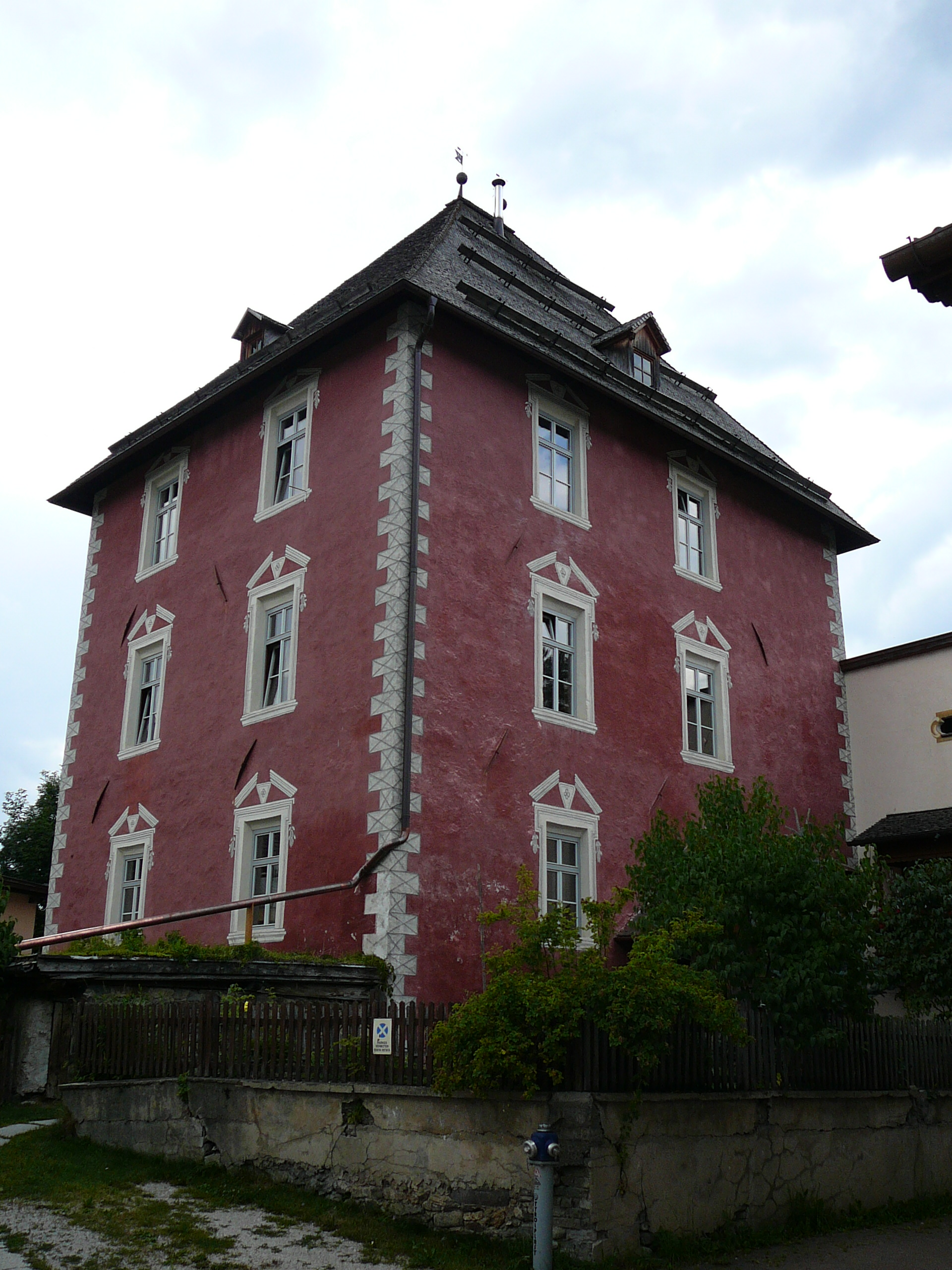
La Torre Rossa (Roter Turm) di Dobbiaco

Il nome originario della torre è Hornberger Turm, dal nome del suo costruttore, originario della Carinzia, il quale la edificò nel 1430 per scopi difensivi. Successivamente il nome fu tramutato in Roter Turm, tradotto in seguito in italiano in "Torre Rossa", in quanto le sue pareti esterne furono ridipinte di tale colore.
La torre ha una foggia insolita: non è particolarmente alta e si sviluppa con una forma quadrata e piuttosto tozza. La sua esigua altezza è dovuta al fatto che nel XIX secolo il rio della vicina frazione di San Silvestro straripò, provocando un'alluvione nella parte vecchia del paese.
Nel corso dei secoli, diversi furono i proprietari dell'edificio, tra cui Konrad Kurz nel 1559 (che oltre alla proprietà, acquisì anche un nuovo cognome: Kurtz zu Thurn) e Heinrich Winkelhofen nel 1580, fino a quando la stirpe Winkelhofen si estinse nel 1736; l'edificio passò quindi di mano in mano, fino a che nel 1968 la famiglia nobiliare Taschler, che ne è anche proprietaria, l'acquisì (in passato affittava anche gli appartamenti all'interno dell'edificio). La Torre Rossa fu importante sia durante il periodo degli Herbst (in quanto collegata al castello da loro acquistato), sia successivamente durante il periodo dei fratelli Künigl.
Rispetto all'impianto originario, lo stabile ha perso alcune strutture difensive ai suoi angoli: vi erano infatti quattro rondelle angolari, delle quali si può solamente intuire l'originaria presenza. Inoltre, come accennato sopra, nel passato vi era un passaggio sotterraneo che univa la torre alla Herstenburg, costruito per consentire un'eventuale fuga da un assedio al castello: non sono mai stati effettuati scavi di tipo esplorativo del cunicolo per constatarne le dimensioni e il tragitto, oltre all'attuale solidità.
Secondo le guide locali, in una delle sale della torre, la "Sala dei Cavalieri", si trovava un quadro di Tiziano; non se ne sa più nulla, in quanto il fabbricato è ora in mano a privati e quindi non visitabile.

#### Caserma militare Piave
La caserma Piave a Dobbiaco, abbandonata, fu la sede storica del Gruppo artiglieria da montagna "Asiago". Successivamente è anche stata sede di una parte del 6º Reggimento alpini.

### Aree naturali

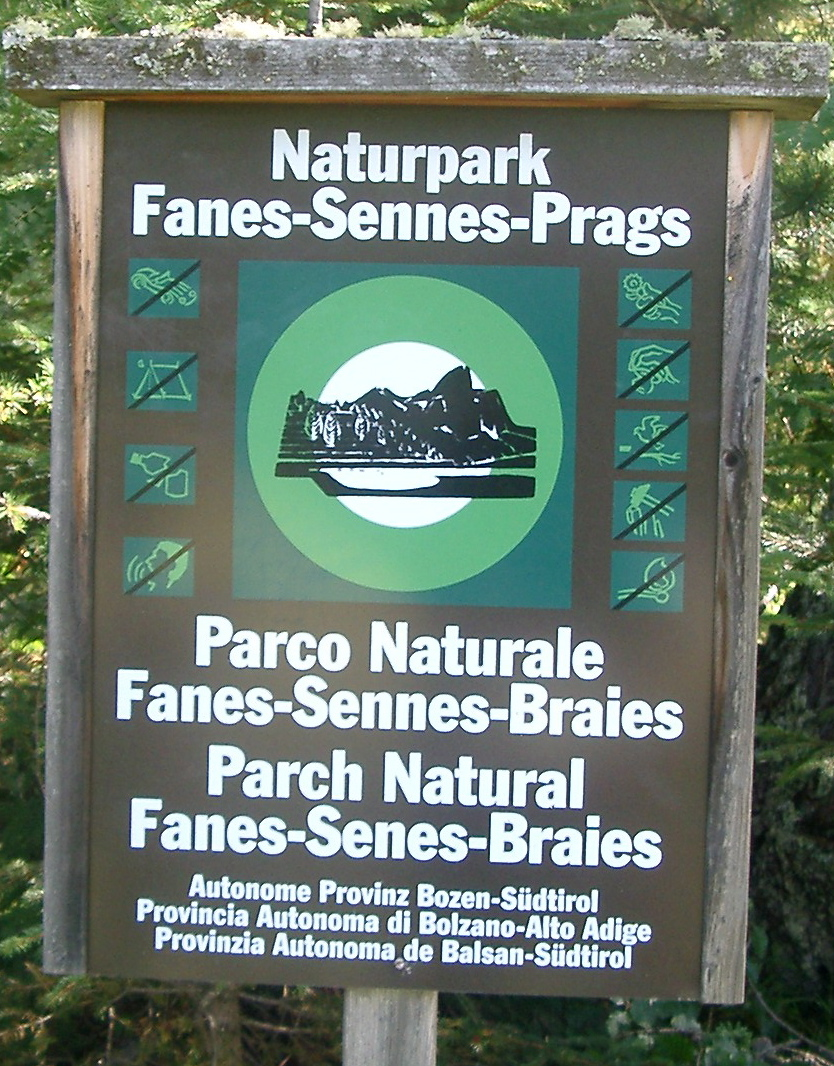
Insegna del parco naturale Fanes - Sennes e Braies

Il comune di Dobbiaco ospita parte del territorio di due aree protette: il parco naturale Tre Cime e il parco naturale Fanes - Sennes - Braies.

## Società

### Evoluzione demografica
Abitanti censiti

Nel 1844 a Dobbiaco si contavano 1 529 abitanti in 204 abitazioni. Nel 1880 le case erano divenute 231, con 1 716 abitanti. Nel 1900, invece il numero di abitanti scese, ma quello delle case aumentò fino a 281, soprattutto grazie allo sviluppo del turismo. Dieci anni dopo gli abitanti salgono a 1826, con un aumento del 2,5% di italiani e ladini, i primi concentrati soprattutto a Dobbiaco Nuova la quale, secondo Jentsch e Lutz, nel 1951 era abitata per due terzi da italiani. Nel 1971 la popolazione di Dobbiaco ammontava a 2 660 abitanti, con una densità di 21 per km², distribuiti in 560 case.

### Ripartizione linguistica
Nell'ultimo censimento del 2024 gli abitanti di Dobbiaco si sono dichiarati in maggioranza di madrelingua tedesca:
| %      | Ripartizione linguistica (gruppi principali) |
| ------ | -------------------------------------------- |
| 81,59% | madrelingua tedesca                          |
| 18,15% | madrelingua italiana                         |
| 0,26%  | madrelingua ladina                           |

### Qualità della vita
Il comune di Dobbiaco è stato premiato nella primavera 2008 a Roma da Legambiente quale "Comune Rinnovabile", ovvero municipalità che a livello nazionale utilizza, raffrontato al numero di abitanti, la maggior percentuale di energia rinnovabile per far fronte al bisogno di calore ed energia elettrica. Questo premio è dovuto alla centrale termica, all'azienda elettrica e ai pannelli solari e impianti fotovoltaici dei singoli cittadini. Da notare come, fra i primi dieci comuni classificati, cinque siano altoatesini.
Nel 2011, a Praga Dobbiaco si è classificata al terzo posto, dopo Brunico e Bolzano, al "Premio europeo per le energie rinnovabili".

## Cultura

### Biblioteche
- Biblioteca ecclesiastica, in via Herbstenburg;
- Biblioteca Hans Glauber, in piazza delle scuole.[53]

### Scuole
In tutto il Tirolo le istituzioni scolastiche presero realmente piede con il decreto di Maria Teresa d'Austria nel 1774, ma a Dobbiaco già molto prima di questa data vi era una scuola: in un Urbario del 1370 sono ricordati i ragazzi corales, i quali rallegravano con i loro canti le funzioni di chiesa.
Ma la scuola a Dobbiaco, così come in tutto l'Alto Adige subì un periodo nero durante il tempo fascista, quando nel 1923, attraverso la legge Gentile, venne proibito l'insegnamento in lingua tedesca: nacquero così le Katakombenschule, le "scuole delle catacombe". Anche a Dobbiaco si riuscì a costituirne una, dove è d'obbligo riportare i nomi delle coraggiose insegnanti: Maria Strobl-Abarth, Amalia Lanz, Rosa Walder e Agnes Baur-Oberhammer (tutte in seguito ricevettero una multa pari a lire 1000). Solo nel 1943 fu nuovamente possibile riprendere l'insegnamento in lingua tedesca.
Dobbiaco ha due scuole dell'infanzia, due primarie, due secondarie di primo grado, rispettivamente in lingua italiana e in lingua tedesca.
I tre cicli scolastici sono stati raggruppati in istituti comprensivi, ma sempre separati per la lingua d'insegnamento: uno italiano e uno tedesco.
Anche nella frazione di Valle San Silvestro è presente una scuola materna e una elementare in lingua tedesca.

### Cinema

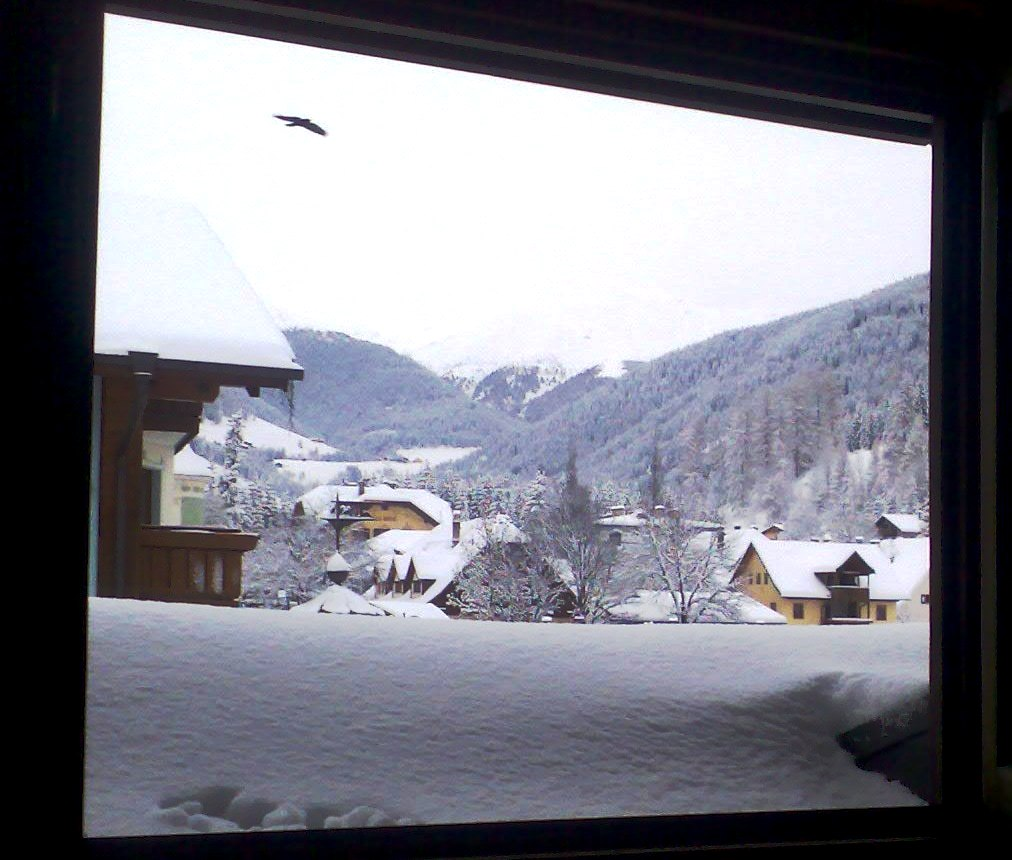
Finestra su un cortile di Dobbiaco

Nel seguito si riportano alcuni film che hanno avuto almeno alcune scene girate nei dintorni di Dobbiaco (Val di Landro compresa):
- Addio alle armi: film storico del 1957, di John Huston e Charles Vidor, con Vittorio De Sica e Alberto Sordi
- Amanti: del 1968, regia di Vittorio De Sica, con Marcello Mastroianni
- La Pantera rosa: del 1962, regia di Blake Edwards, con Peter Sellers
- Mercoledì delle ceneri: di Larry Peerce, del 1973, con Elizabeth Taylor
- La svastica nel ventre: film erotico nazista, del 1977, di Mario Caiano
- Solo per i tuoi occhi: del 1981, diretto da John Glen, con Roger Moore

### Musica

#### Banda musicale di Dobbiaco

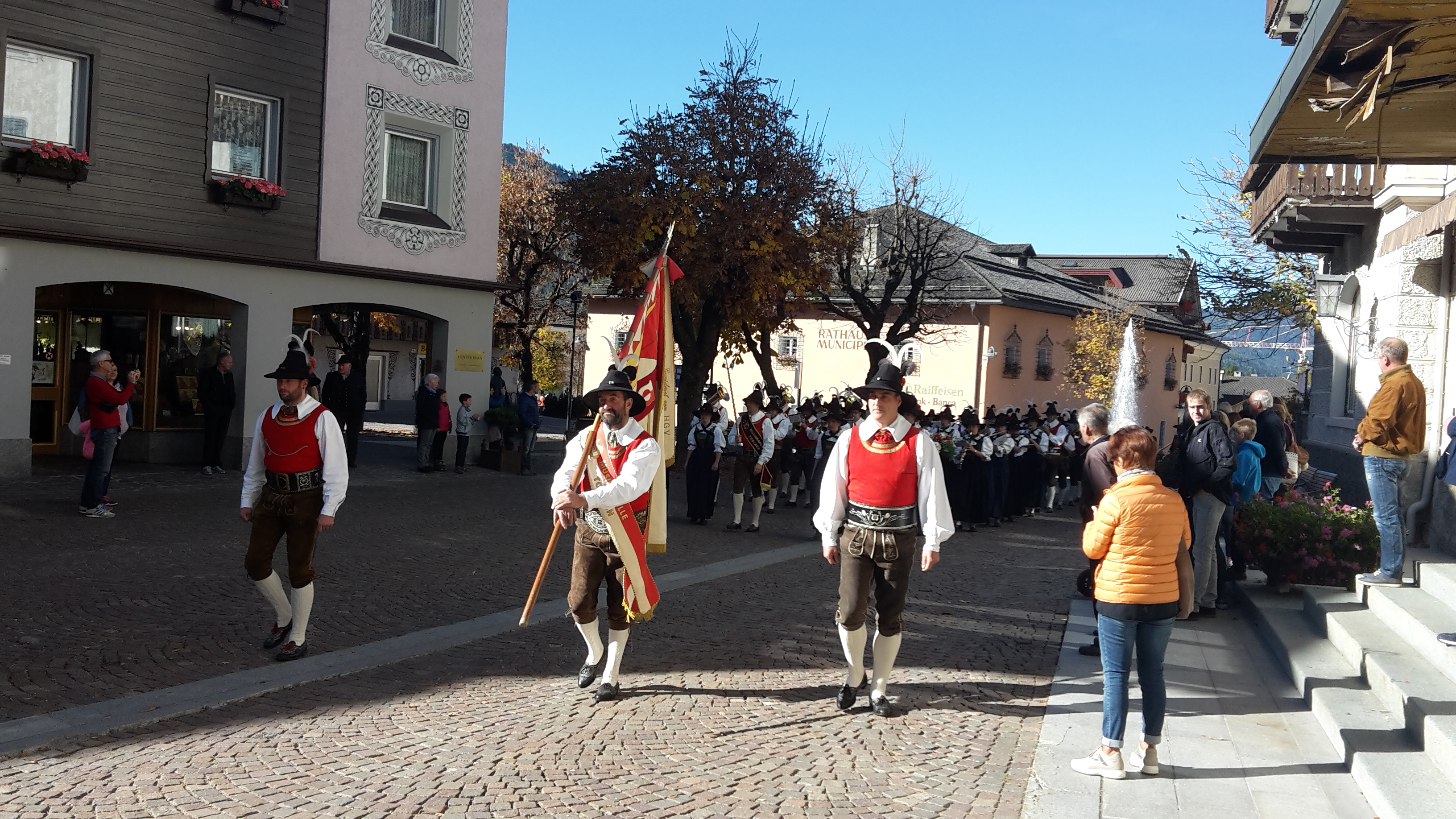
La Musikkapelle

Come ogni paese del Tirolo e non solo, anche a Dobbiaco esiste la banda musicale del paese, la Musikkapelle. Questa di Dobbiaco in particolare vanta una lunga tradizione: fu fondata nel 1821 da Sebastian Baur, con il debutto nel 1825 accompagnando gli Schützen al lago di Landro in occasione della visita dell'arciduca ereditario Ferdinando d'Asburgo-Lorena. Nel 1886 la banda ricevette la sua prima divisa ufficiale.
Durante il periodo delle due guerre mondiali la banda non ha passato dei bei tempi, andando a sgretolarsi anche per problemi con il regime fascista. Fu solo nel dopoguerra che Franz Strobl decise assieme al capobanda Johann Baur di ricostituire la banda musicale che continua il suo operato sia durante le feste religiose che quelle laiche come ad esempio concerti vari.

### Eventi
- Gennaio:

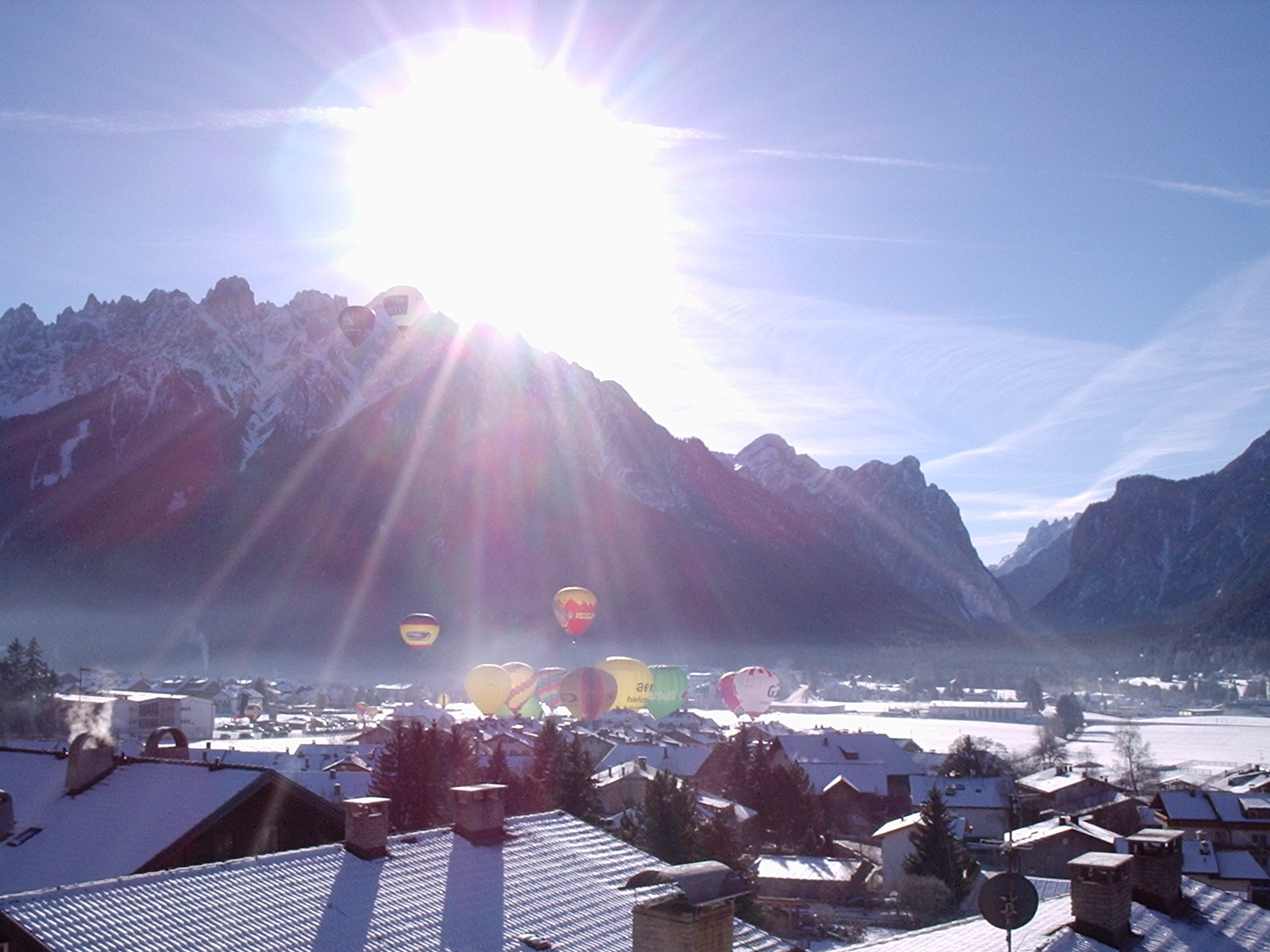
Il festival delle mongolfiere

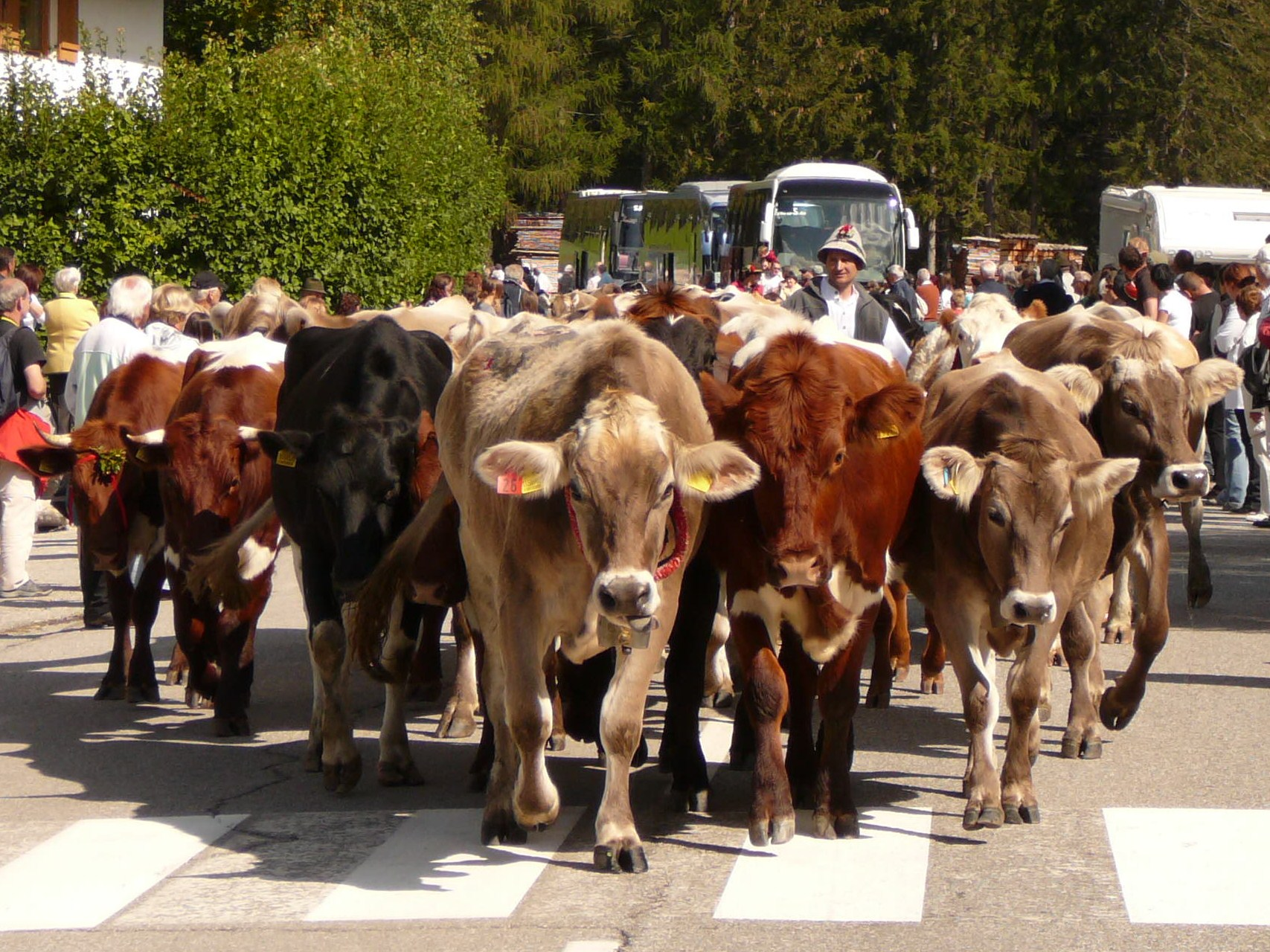
Transumanza (Almabtrieb) a Valle San Silvestro (Wahlen)

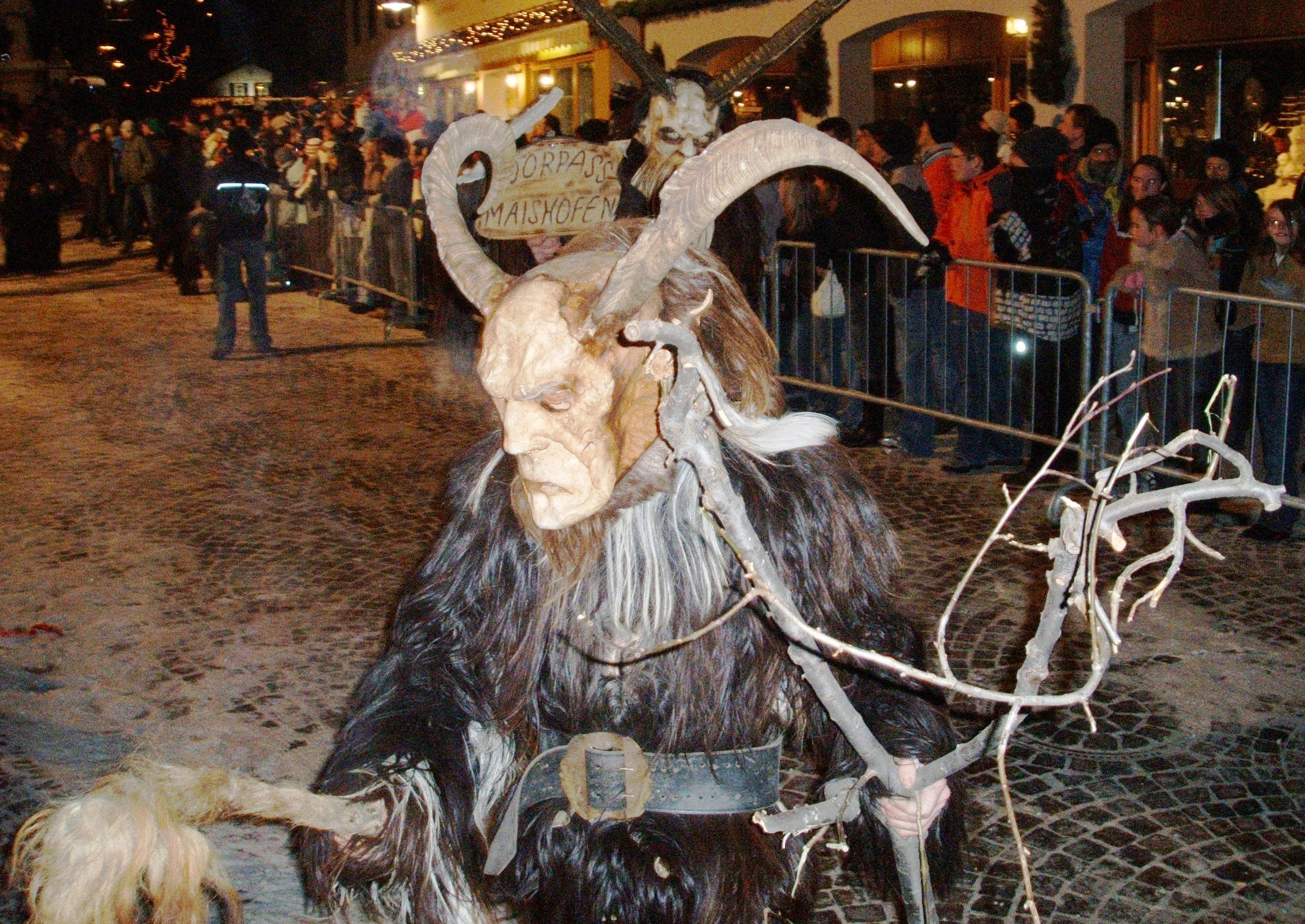
Un krampus lungo le vie di Dobbiaco

  - il "Dolomiti Balloonfestival" dove il cielo di Dobbiaco si riempie di mongolfiere;[55]
- Giugno:
  - il "Festival Internazionale di Canto Corale Alta Pusteria";[56]
- Luglio:
  - le "Settimane Musicali Gustav Mahler", in onore del compositore boemo Gustav Mahler, nel periodo estivo attraggono un pubblico di qualità;[57]
- Agosto:
  - il "Grande Corteo di Costumi Tradizionali", effettuato per tradizione il 15 agosto;
- Settembre:
  - la transumanza o l'alpeggio una sagra per il ritorno delle mucche dai pascoli alpini (in ted. Almabtrieb);
- Novembre:
  - il Kirchtagsmichl (traducibile in "Michelino del giorno di festa"), festa di tre giorni di origine bavarese;
- Dicembre:
  - i Krampus, la più antica sfilata dell'Alto Adige, a cui partecipano circa 250 personaggi in costume da diavoli per la festa del Nikolaus.

## Geografia antropica - Frazioni
Il paese di Dobbiaco ha due frazioni: Santa Maria (Aufkirchen) e Valle San Silvestro (Wahlen).

### Santa Maria (Aufkirchen)

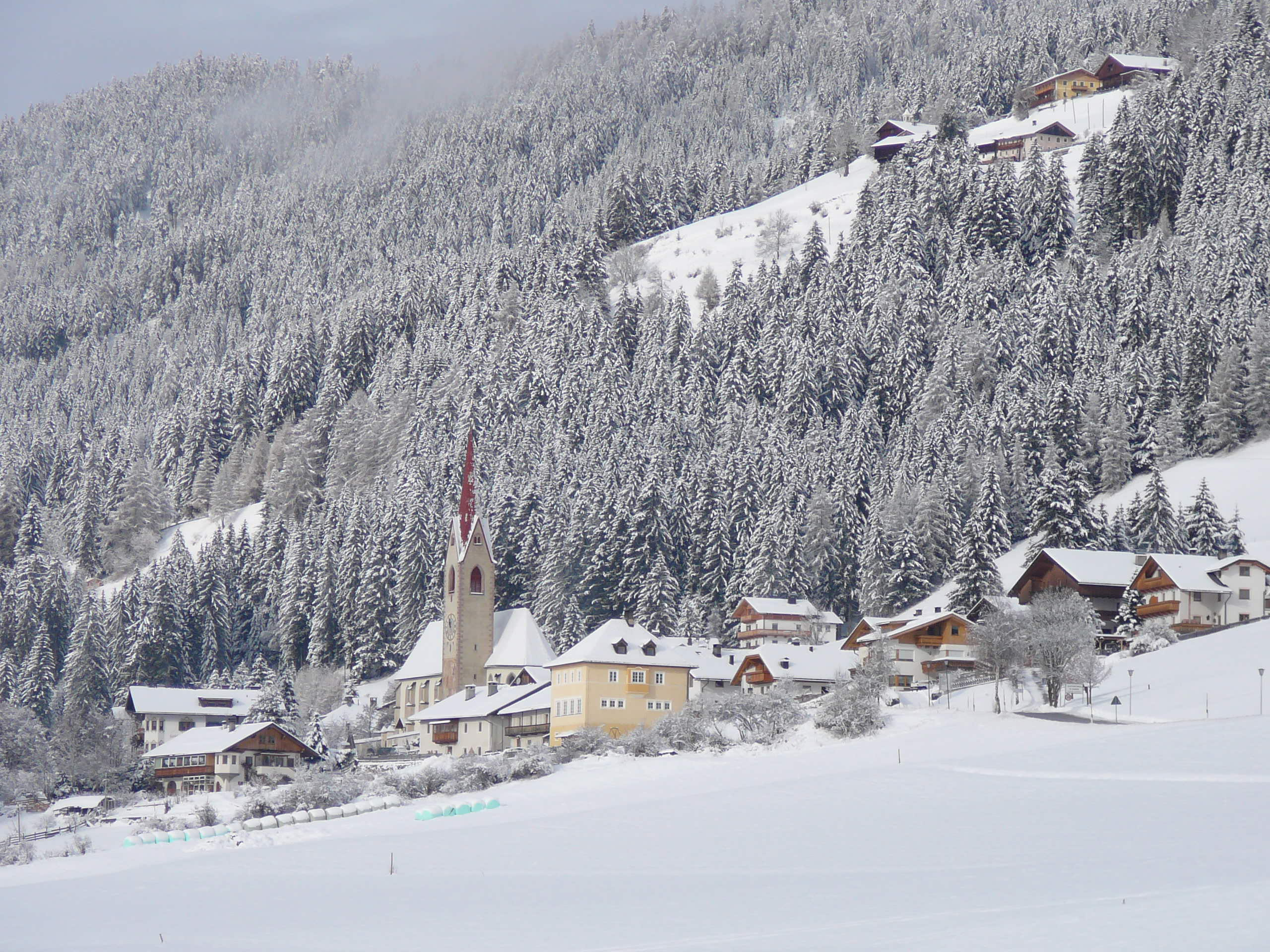
Il piccolo centro di Santa Maria (Aufkirchen)

È un piccolo centro abitato che sorge a 1337 m attorno al più noto santuario mariano della Pusteria. La prima annotazione della località - Vofchirchen - risale al 1262, Aufchirchen è attestata nel 1322. Etimologicamente Aufkirchen, con il suo suffisso auf- sta a indicare la chiesa "collocata in alto": una bella chiesetta tardo gotica del 1475.

### Valle San Silvestro (Wahlen)

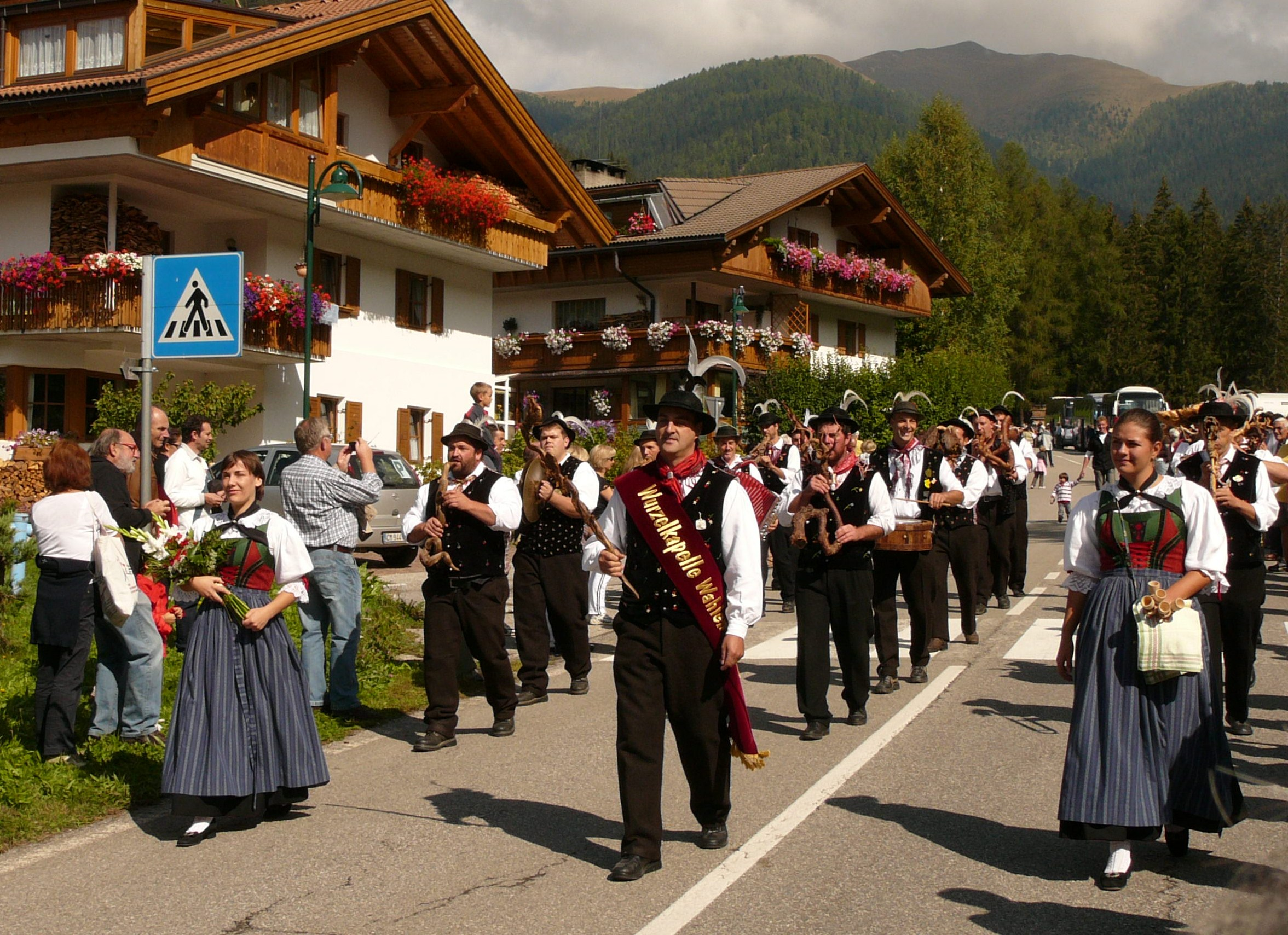
La banda "Wurzelkapelle-Schramml" di Valle San Silvestro

È un piccolo centro che sorge sulla destra orografica dell'omonima valletta, a 1.440 m s.l.m., lungo il vecchio tracciato che collegava Dobbiaco, attraverso Franadega (Frondeigen), alla Valle di Casies. Il toponimo Wahlen (attestato nel 1248 come Wâl e nel 1259 come Walen) contiene la radice walch-, con la quale si indicava nella germanica il termine "romanzo". Appare quindi assai probabile che a Valle Wahlen risiedesse fino al X secolo una popolazione romanza. Il piccolo paese appartenne fino a poco dopo la prima guerra mondiale (1919) alla giurisdizione di Sillian ed era un centro del dominio frisinghense di San Candido. L'omonimo torrente che scorre ai piedi del centro abitato è esondato più volte nel corso dei secoli, danneggiando gravemente Dobbiaco. Questo rio che taglia per il paese è stato messo in sicurezza e deviato lungo un canale.
Una nota vuole la banda musicale locale, la Wurzelkapelle-Schramml (dove Wurzel sta per radice e Kapelle sta per banda), fondata nel 1750. Questa banda ha la caratteristica di essere composta da alcune fisarmoniche, un tamburino, una grancassa e molti suonatori di radici. Queste radici altro non sono che pezzi di albero lavorati a mano per far sì che questi possano emettere alcuni fischi, in modo particolare che riproducono due tipi di timbri, acuti e bassi.

### Altre località del territorio
Il territorio del comune di Dobbiaco, che comprende un'estensione di 126,33 km², è composto da parecchi piccoli centri abitati, frazioni e fattori solitarie.

#### Carbonin (Schluderbach)
La località Carbonin, più che un centro abitato è un luogo di villeggiatura, costituito da un piccolo complesso di caseggiati nei pressi del lago di Landro, alla fine della val di Landro. La località è sostanzialmente costituita da una casa per ferie, denominata "Residence Villaggio Ploner".

#### Candelle (Kandellen)

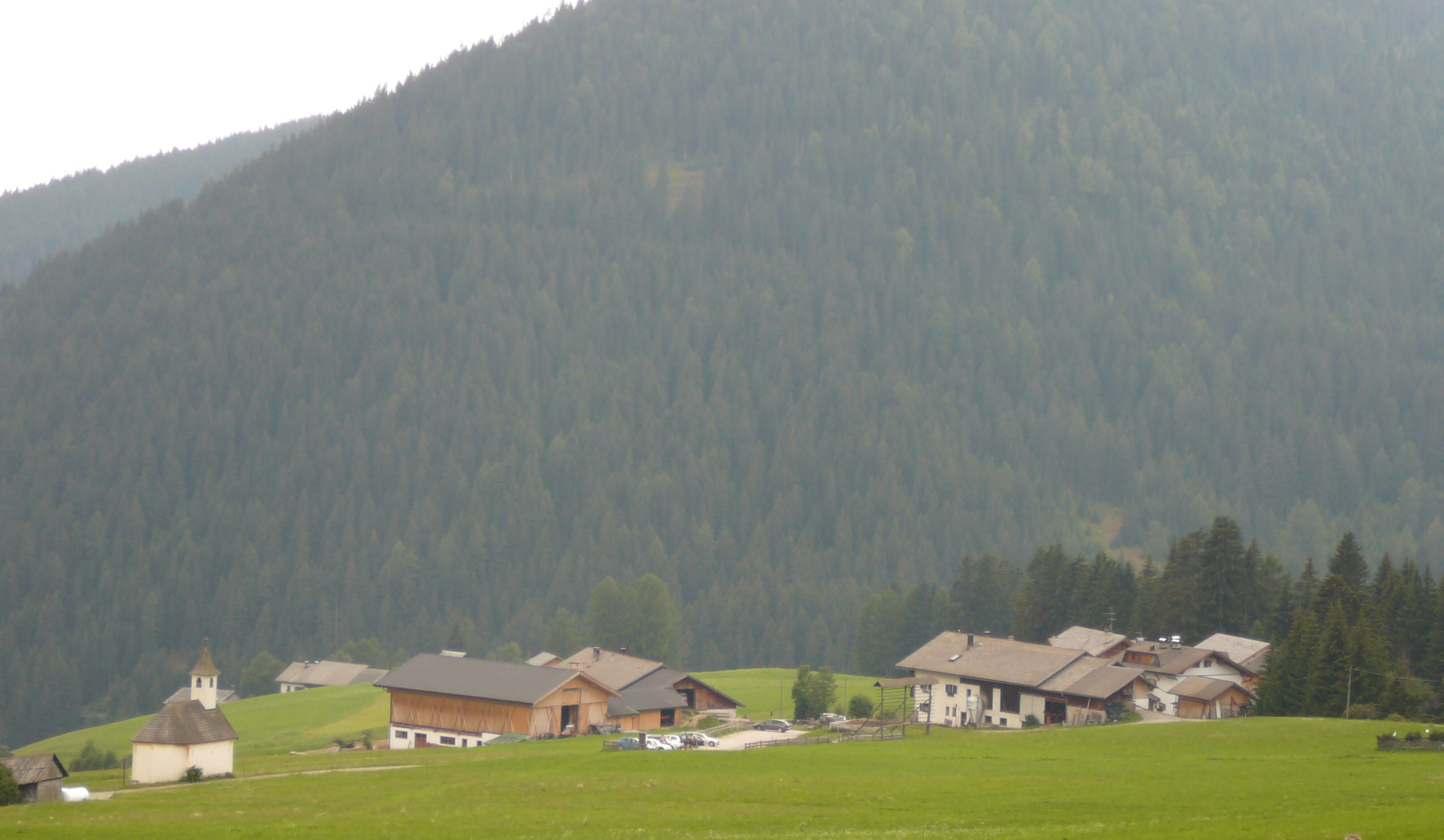
La località di Candelle (Kandellen)

Insediamento di masi sparsi, afferenti alla frazione di Valle San Silvestro, siti a nord-est di tale frazione. Il nome è documentato nel 1317 come Kamedelle e nel 1770 come Kandellen, dialettalmente Kondäll. Tale toponimo è riferibile alla radice latina cubitellus, che significa gomito: proprio a forma di gomito appare il piccolo altipiano dove la località si sviluppa.
In italiano accanto alla località Candelle si trovano anche le diciture Caminatella e Gandelle.
Qui parte si trova la cappella di Candelle e parte il sentiero per raggiungere la Bonner Hütte (2340 m) e il Corno di Fana (2663 m).

#### Costanosellari (Haselsberg)

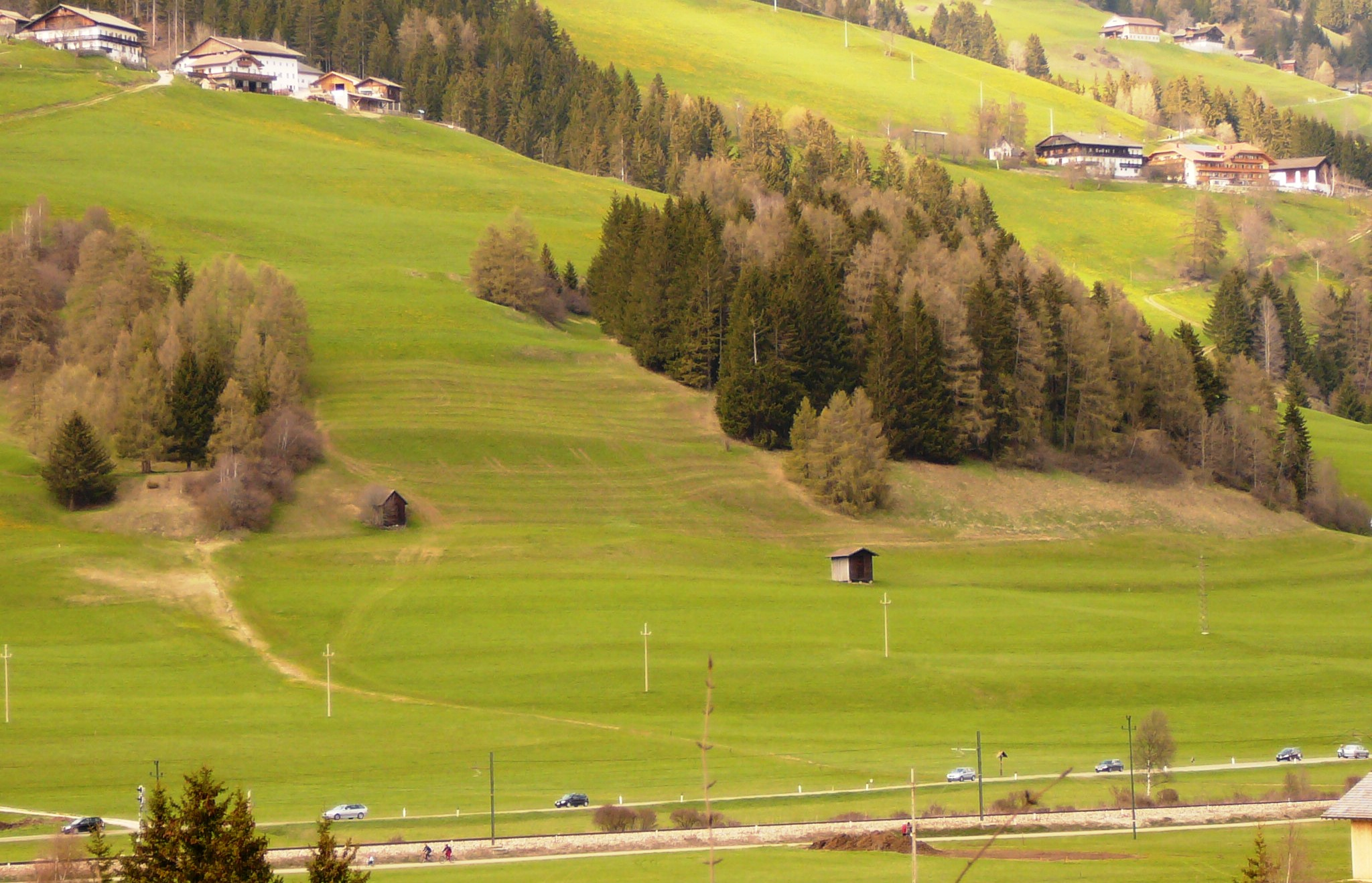
Vista di Costanosellari (Haselsberg)

Complesso d'edifici masali che si sviluppano sulle pendici rivolte a mezzogiorno del monte che collega Dobbiaco con San Candido. Il nome della località viene citato nel 1404 come Haselberg e nel 1780 come Haslsberg, dialettalmente Haslspärk. Etimologicamente riferibile alla radice tedesca hasala o hasele, entrambe dizioni dal preciso significato di "arbusto di nocciolo".

#### Fienili (Stadlern)
Si tratta di un raggruppamento di edifici masali situati sopra l'abitato di Valle San Silvestro. Il nome deriva dalla più antica denominazione risalente al 1299 di Staedelin o dialettalmente Schtadlan: significano appunto "fienili", "granai", "piccole costruzioni rurali".

#### Franadega (Frondeigen)
Insediamento masale molto antico in frazione Valle San Silvestro, sito sulla destra orografica del rio Kühbach. La denominazione appare già nel 1299 nella forma arcaica di Frumendoeigen e nel 1300 di Frumdaigen, dialettalmente Frondáign, la cui etimologia potrebbe essere riferita alla radice vrongedige interpretabile come soggetto alla signoria di: insomma un gruppo di masi sottoposti ad una signoria poderale.

#### Grazze (Gratsch)
Insediamento, al confine occidentale del comune, in orografica destra della Rienza. Qui fu trovata nel 1955 una pietra miliare romana dell'epoca dell'imperatore Decio (249-251). La denominazione Gratsch (pronunciata con la "a" lunga) è già attestata come tale nel 1288, nel 1770 nella forma Grätsch, termine che ha come fonte lo slavo gradisc- (ovvero una zona fortificata). Quest'ultima ipotesi è verosimile se si ipotizza che in quella zona si attestarono gli slavi per parare l'assalto dei baiuvari nel VII secolo.

#### Landro (Höhlenstein)

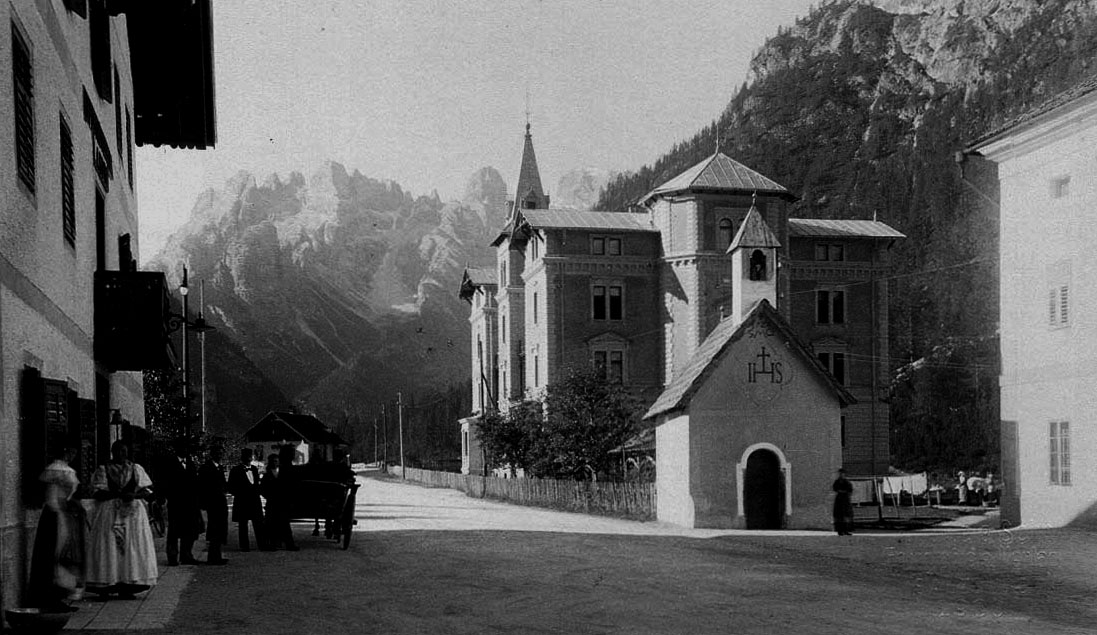
Una foto storica del paese di Landro

Landro era precedentemente la prima guerra mondiale una frazione di Dobbiaco. Ma nel 1915, qualche giorno prima dell'inizio del conflitto, per questioni strategiche fu raso al suolo. Rimangono le tracce degli hotel del paese nella parte orientale della vallata in mezzo alla foresta, mentre a ovest si trova il Grand Hotel Baur e una piccola cappella che ha resistito fino ai giorni nostri. Da qui si ha un buon punto panoramico sulle Tre Cime di Lavaredo.

#### Melate (Mellaten)

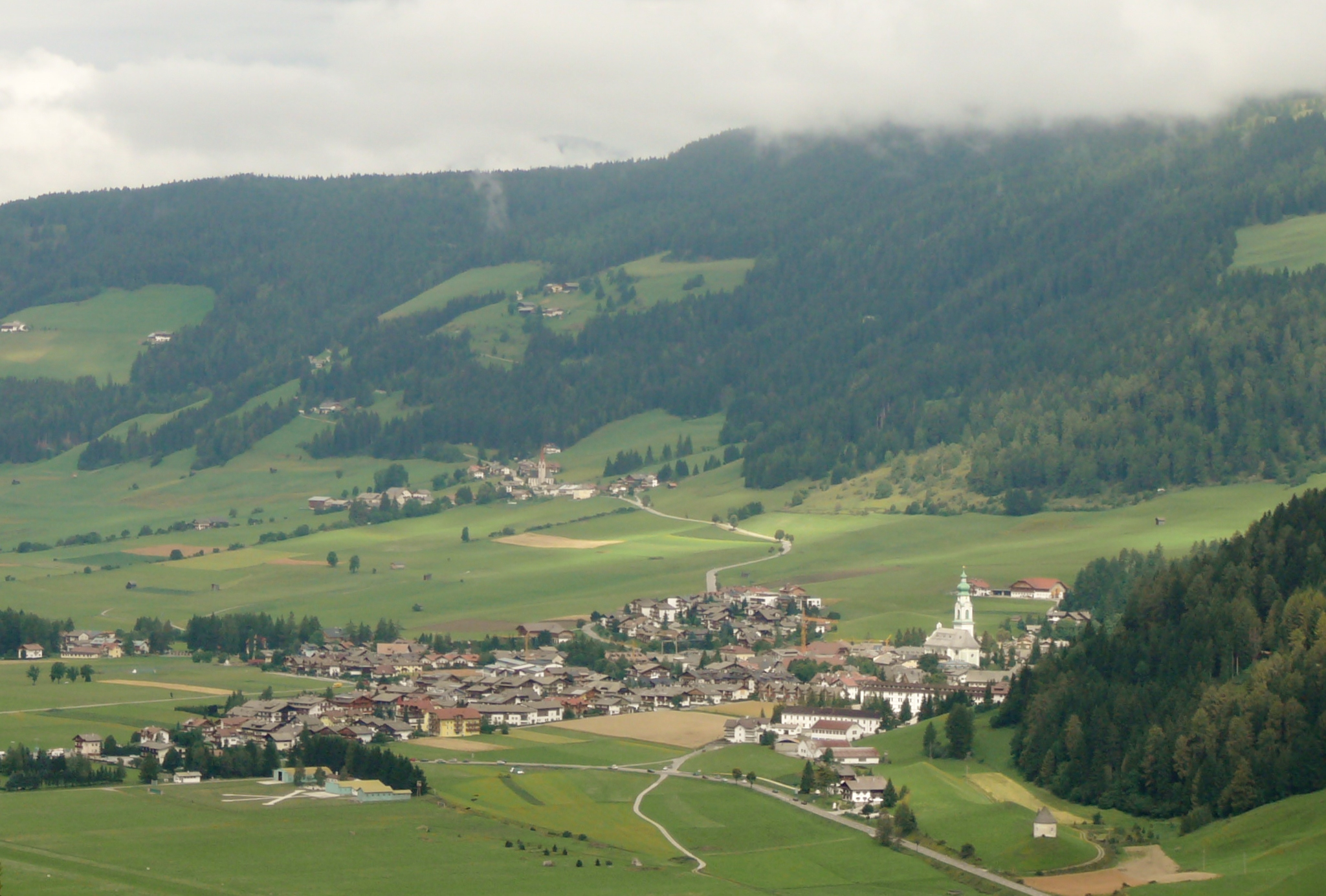
Vista di Dobbiaco da est

La piccola località ha radice etimologica risalente all'epoca preromana. Il nome è attestato nel 1299 come Moella, nel 1414 come Melleyten e nel 1780 come Melaten. Il gruppo di masi è situato a 1.414 m s.l.m., sopra la frazione di Santa Maria (Aufkirchen).

#### Monte Rota (Radsberg)

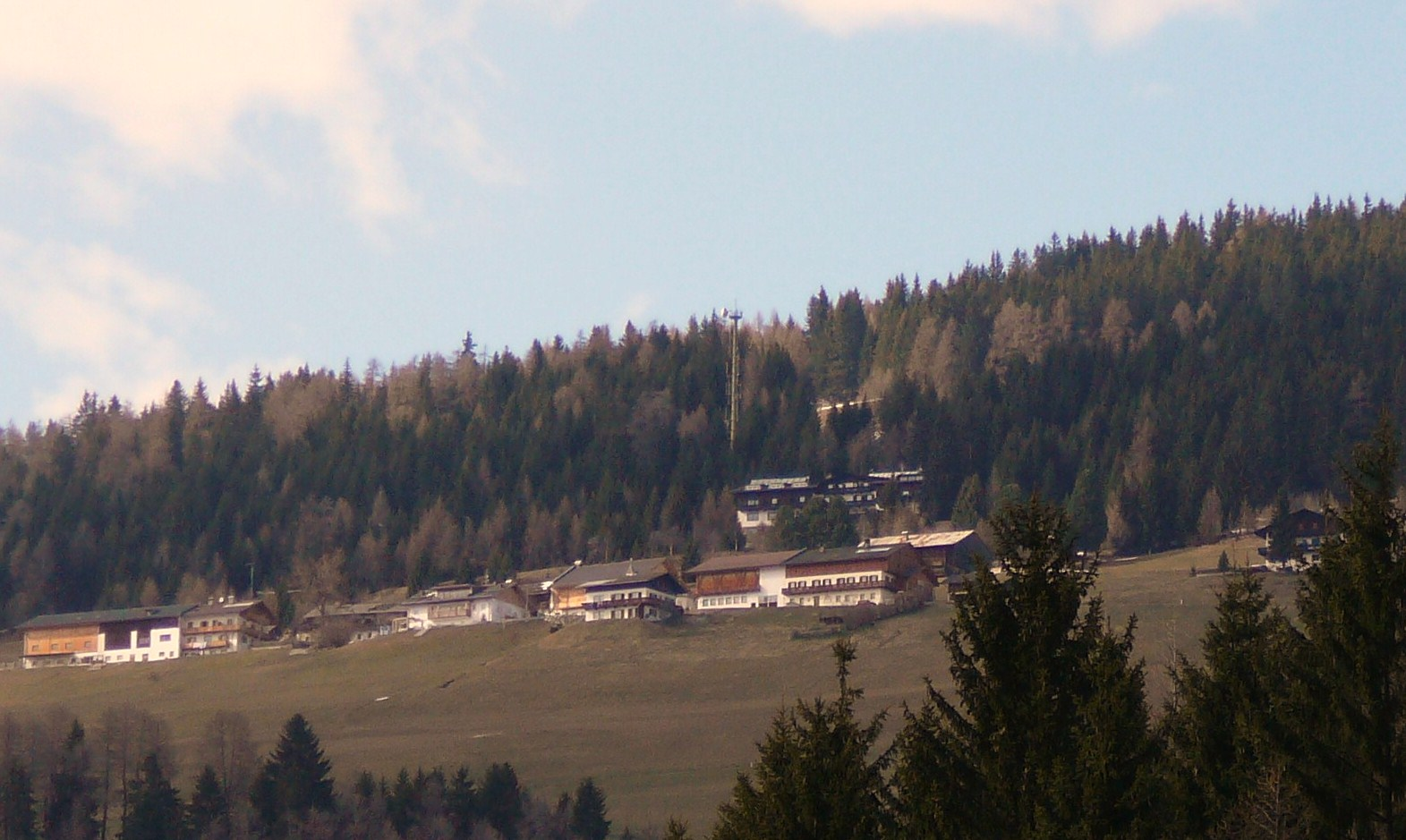
La località di monte Rota

L'insediamento monte Rota è sito a monte della frazione di Santa Maria. Il nome deriva dall'antico Ratsperch, attestato già nel 1305 in questa forma (e nel 1780 come Radsberger Felder), che significa "prati umidi": definizione assolutamente logica se si conoscono i bellissimi prati di montagna e le torbiere che si estendono vicino all'abitato, tanto che molti di essi sono stati individuati quali biotopi naturali e sottoposti alla specifica tutela.

#### Costabella (Schönhuben)
Ameno gruppo di masi a nord ovest della frazione di Santa Maria, in prossimità del confine comunale con Villabassa. Il nome Schönhuben (attestato nel 1885) e la dialettale Schienhuibe contengono entrambi la radice Schön, da interpretarsi però non tanto come bello esteticamente quanto come gratificante in termini di resa gestionale dell'azienda agricola. Con il termine Huobe si intende mezzo maso, il che sta ad esplicitare che la Schönhube era primariamente costituita da un unico maso ampliatosi nei secoli e suddiviso poi in piccole unità. Si ha notizia di una consegna di prodotti agricoli provenienti da Schenhuben al monastero di San Candido nel 1140. La forma italianizzata del nome risulta essere ancora "Belmaso" nel 1940.

#### Seghe (Säge)
Questa gradevole località è sita all'imbocco della Val di Landro, a metà strada tra Dobbiaco Nuova ed il lago di Dobbiaco. La moderna denominazione Säge era preceduta da quelle più antiche del XVIII secolo Saag e Saagerbau e, del secolo successivo, Sage e Saghäuser. Tutti questi nomi sono però concordi nell'indicare che in tale luogo vi fosse una segheria.

## Economia
Nonostante il paesaggio locale sembra essere sempre dominato da agricoltura e dalle foreste (dell'area catastale, il 43% è sfruttato dall'economia rurale e il 41% da quella forestale), negli ultimi anni questi valori sono in discesa; pur rimanendo importanti settori nel primario l'allevamento di bestiame (bovini per lo più, ma anche ovini e pollame) e l'agricoltura (molto famosa è la patata pusterese), il turismo negli ultimi anni è esploso.
Importante è anche l'industria forestale (selvicoltura), in cui nel territorio di Dobbiaco esistono circa 5000 ettari boschivi di cui più della metà sono boschi privati.

### Centrale di teleriscaldamento

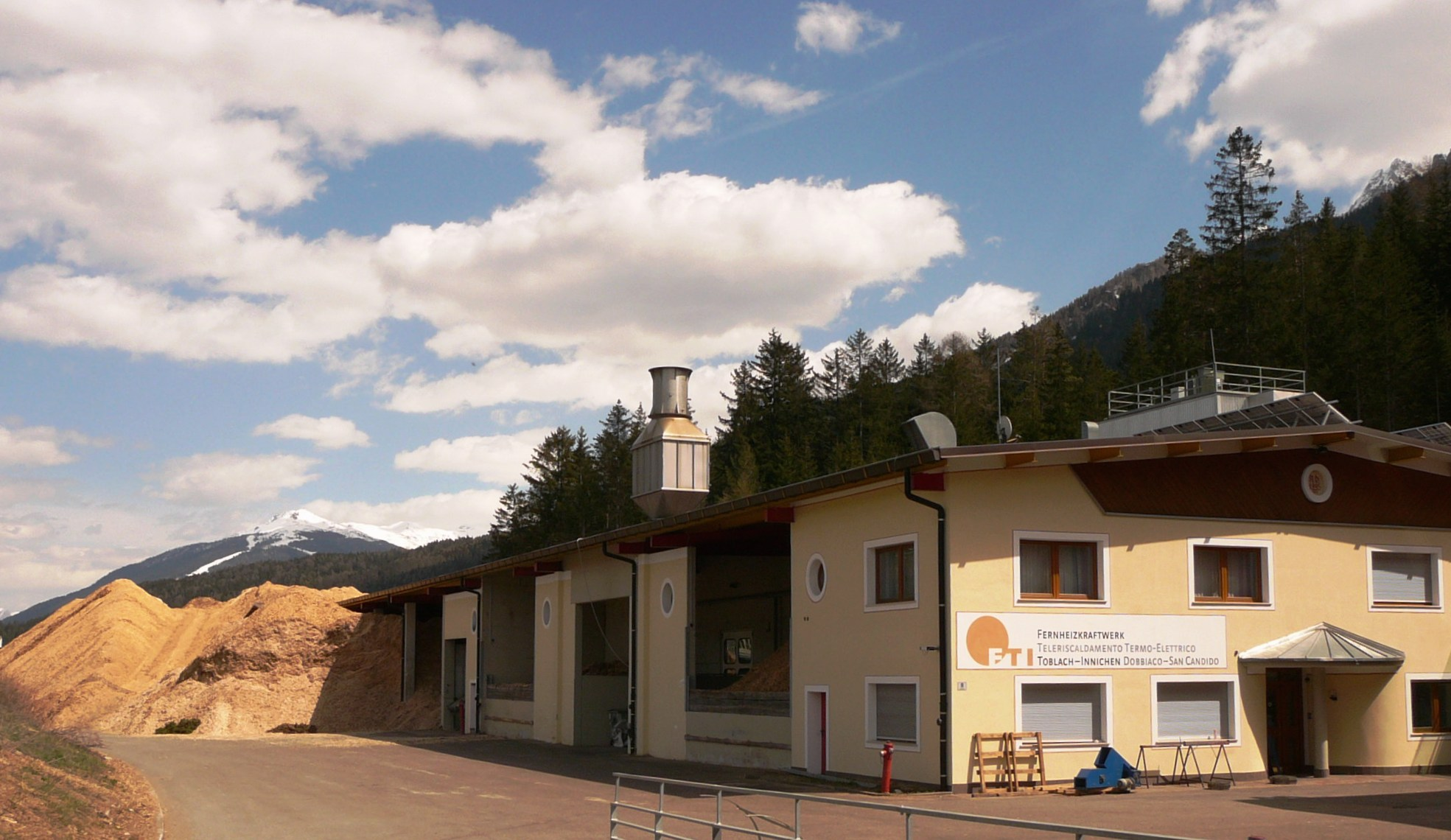
La centrale di teleriscaldamento

Dal 1998 esiste a Dobbiaco una centrale di teleriscaldamento, a cui si è collegata anche la rete del limitrofo comune di San Candido. Il 24 settembre 1999 Dobbiaco e San Candido sono due dei sei soci fondatori del "Consorzio Biomassa Alto Adige".
Il 25 giugno 2005 la centrale è stata ampliata e radicalmente ristrutturata con il nuovo gruppo per la produzione combinata di energia termoelettrica: un impianto che nel suo genere è il maggiore d'Europa. L'impianto produce e diffonde energia termica eco-compatibile per i comuni di Dobbiaco e San Candido e per le loro frazioni.
Nell'ottobre 2013 è stata inaugurata una nuova centrale presso San Silvestro, con cui Dobbiaco è divenuta totalmente indipendente dal punto di vista energetico.

### Produzioni casearie

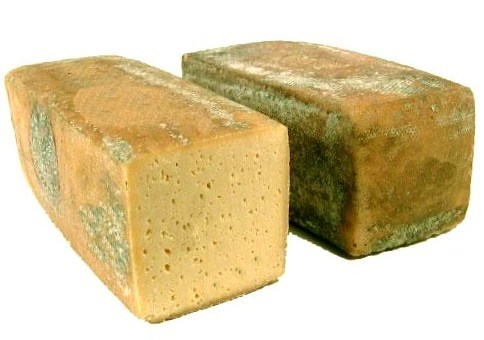
Il tipico formaggio di Dobbiaco: la "stanga di Dobbiaco" (Toblacher Stangenkäse)

La produzione lattiero-casearia di Dobbiaco è caratterizzata dalla presenza di una latteria sociale, costituita in forma cooperativa nel 1883, e pertanto una delle più antiche dell'Alto Adige. Dopo la fusione con l'analoga associazione di San Candido, nel 2004 si è inaugurata la nuova sede della latteria, permettendo al visitatore di seguire da vicino tutte le fasi della lavorazione del latte. I prodotti caseari della cooperativa sono soprattutto formaggi, come ad esempio la Stanga di Dobbiaco (Toblacher Stangenkäse), tipico di Dobbiaco, e l'Hochpustertaler ("formaggio Alta Pusteria"), entrambi inseriti nella lista dei prodotti agroalimentari tradizionali italiani. Oltre a questi prodotti, la latteria produce anche burro, Bergkäse (formaggio a pasta morbida) e Rigatino (un prodotto molto aromatico).
La latteria conta 180 soci circa, per un totale di 2.500 mucche, che apportano giornalmente circa 30.000 litri di latte.
Una prima parte del percorso si trova nel piccolo museo, ed è incentrata sulla storia e lo sviluppo delle tecniche di lavorazione casearia nel corso dei secoli. Successivamente l'itinerario prevede una visita guidata alla zona di produzione.

### Produzione di speck
Nonostante nella vicina San Candido vi sia un'importante azienda alimentare internazionale, anche Dobbiaco vanta una sua piccola macelleria, che riesce a sopravvivere nel suo piccolo.

### Unda Radio

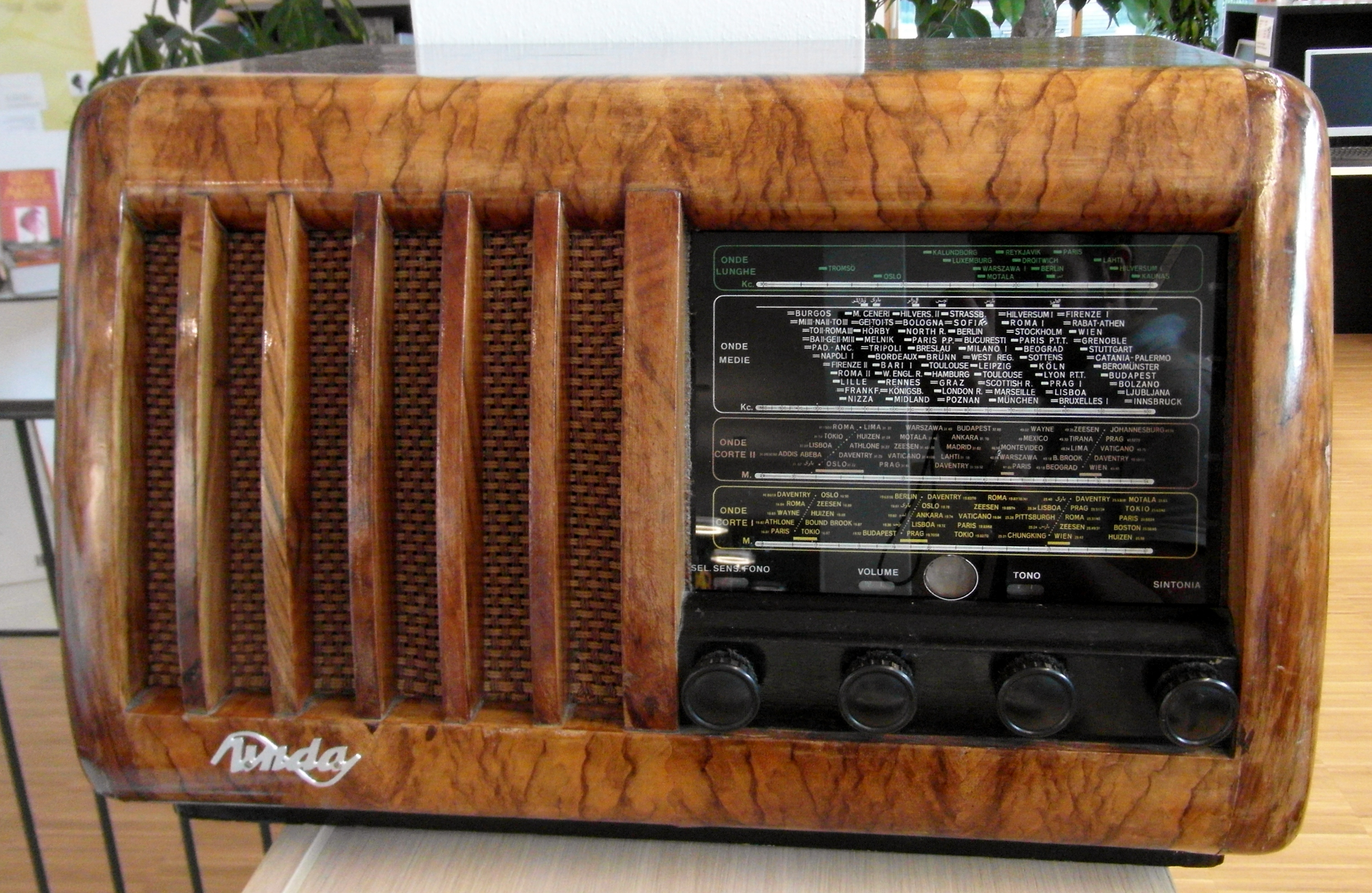
Modello Quadri Unda 545

La Unda - Società per la Fabbricazione di Apparecchi di Meccanica Fine, fu fondata il 22 agosto 1925, con la licenza di costruzione numero 4, ovvero una delle prime in Italia. L'azienda si costituì con un capitale iniziale di 75.000 lire e 15 dipendenti, dall'allora ventitreenne Max Glauber.
La società ebbe subito una grande notorietà in quanto era famosa per le sue produzioni di alta precisione, soprattutto di condensatori variabili a minima perdita, esportati in Francia, Paesi Bassi, Belgio e Svizzera; durante gli anni trenta fu molto affermata, e partecipò a diverse fiere e mostre a Milano.
A seguito degli accordi italo-germanici del 23 giugno 1939, durante la primavera del 1940 Unda Radio si dovette trasferire a Como.

### Turismo

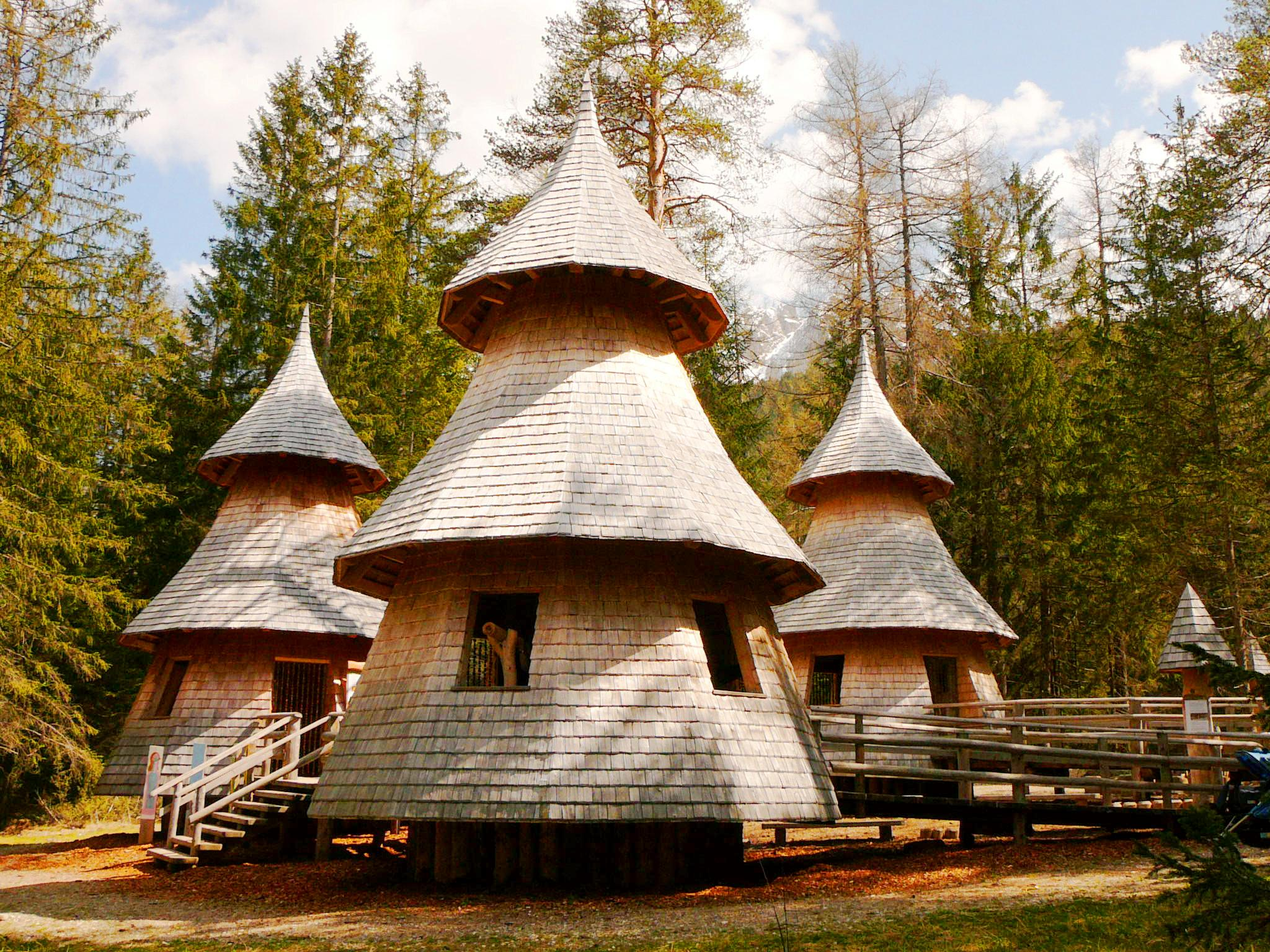
Le tre casette del "mondo magico della foresta", circuito informativo sito nel bosco alle spalle del Grand Hotel

Dobbiaco vanta una tradizione secolare in campo turistico. Fin dall'inizio del XIX secolo, mediante carrozza o a piedi, arrivarono i primi turisti. Nel 1823 venne costruita la strada tra Dobbiaco e Cortina che ha agevolato il flusso turistico. Nel 1861 Josiah Gilbert e G.C. Churchill soggiornarono a Landro. Nel 1871 anche grazie all'entrata in servizio della ferrovia della Val Pusteria il turismo aumentò nuovamente, fino a portare nel 1877 in zona uno dei pionieri delle scalate dolomitiche, Paul Grohmann.
Grazie a questo inizio, Dobbiaco offre un'importante varietà di offerte vacanziere. La favorevole posizione geografica, la vicinanza alle vette più famose delle Dolomiti (tra cui le rinomate Tre Cime di Lavaredo), il clima e le molteplici attività culturali e sportive, sono alcuni dei motivi che hanno reso il paese una tra le tante località note dell'Alto Adige. Un interessante panorama artistico e naturale si spalanca davanti al visitatore: cappelle, antichi masi, sentieri presso prati coltivati e non, specchi d'acqua, boschi ombrosi ed estesi parchi naturali, i quali sono ricchi di flora e di fauna.
Di Dobbiaco si parlò in tutto il mondo in seguito al soggiorno di tre settimane del principe ereditario di Germania Federico Guglielmo (divenuto in seguito l'imperatore Federico III di Germania) e della sua famiglia nel 1887, quando era già colpito dalla malattia. Questa data è stata da molti vista come quella dell'inizio del turismo nel paese.
Negli anni successivi si iniziarono a costruire i primi alberghi di Dobbiaco; negli anni settanta dell'Ottocento la famiglia Baur eresse in Val di Landro il Grand Hotel Baur, nel 1890 venne inaugurato l'Hotel Germania, e in seguito, nel 1893 il Seehotel, nel 1900 l'Hotel Union e nel 1902 l'Hotel Bellevue. In località Carbonin si costruì invece l'Hotel Schluderbach e poco più in là l'Hotel Sigmundsbrunn. Tutti questi primi alberghi erano dotati di ogni comfort dell'epoca, e quindi avevano prezzi particolarmente elevati.
Data la sua importanza come centro turistico, il paese offre una capacità ricettiva in alberghi e camping di circa 5.828 posti letto, triplicando nelle alte stagioni turistiche la sua popolazione. Durante l'anno turistico sono registrate più di 500.000 presenze, di cui il 75% di nazionalità italiana.

#### Principali luoghi di interesse
- Le Tre Cime di Lavaredo, una delle località più note delle Dolomiti;
- Il lago di Dobbiaco: di origine franosa, si trova a pochi chilometri a sud del paese; è adatto per uscite in pedalò o in barca;
- L'incontaminata val di Landro (ted. Höhlensteintal), con il lago di Landro;
- Il parco naturale Tre Cime ed il parco naturale Fanes - Sennes e Braies;
- Il parco fauna di Carbonin Vecchia (Altschluderbach): ospita una gran varietà di animali alpini (cervi, daini, caprioli, linci, mufloni, cinghiali, fagiani, civette, orsetti lavatori, anatre, oche);
- Il centro visite dei parchi naturali presso il Grand Hotel di Dobbiaco,[80] il mondo magico della foresta e l'oroscopo celtico[81];
- La tenuta Herbstenburg: con le sue torri ed erker, è considerata una delle antiche tenute più belle di Dobbiaco;
- Il museo storico della prima guerra mondiale a monte Piana;
- Il cimitero militare austro-ungarico di Dobbiaco presso la Croda Bagnata (Nasswand), nella val di Landro che ospita le spoglie di 1.259 caduti[82][83] appartenenti alle varie nazioni che componevano l'Impero austro-ungarico, caduti nel corso dei combattimenti della prima guerra mondiale;
- La chiesa parrocchiale: ritenuta la chiesa barocca meglio conservata della val Pusteria;
- Il santuario di Santa Maria: noto sin dai tempi lontani come meta di pellegrinaggio;
- La Via Crucis storica più antica di tutto il Tirolo: si snoda tra le vie del paese;
- Il circuito informativo della centrale termica a biomassa di Dobbiaco: un impianto di teleriscaldamento, alimentato con gli scarti di segheria; la centrale offre il riscaldamento centralizzato ai comuni di Dobbiaco e San Candido[84];
- Mondolatte Tre Cime (Sennerei Drei Zinnen): la latteria sociale di Dobbiaco e San Candido[85].

## Infrastrutture e trasporti

### Strade
Dobbiaco è connessa con tutti i maggiori centri abitati della val Pusteria. Per quanto riguarda la rete stradale, il paese si trova sulla traiettoria che unisce due principali arterie delle Alpi Orientali, quella del Brennero e quella dei Tauri. Si trovano quindi la strada statale 49 della Pusteria che percorre tutta la val Pusteria fino al confine austriaco e la strada statale 51 di Alemagna che da Dobbiaco, dopo l'attraversamento di numerosi centri abitati, come ad esempio Cortina d'Ampezzo e Belluno, è possibile giungere anche a Venezia, dopo circa 190 chilometri.

### Ferrovie

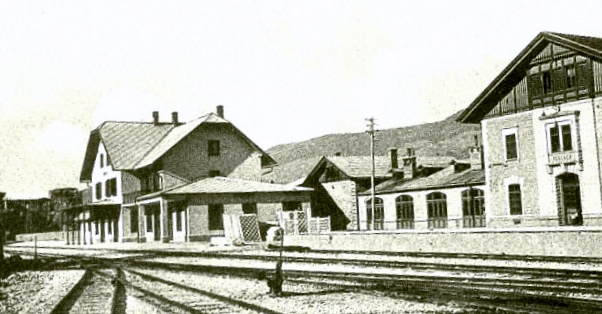
La stazione di Dobbiaco in una cartolina degli anni 1920

La stazione di Dobbiaco, servita da treni regionali svolti da SAD e Trenitalia nell'ambito del contratto di servizio stipulato con la Provincia autonoma di Bolzano, sorge lungo la ferrovia della Val Pusteria. Questa nel 2017 ha ricevuto il riconoscimento come "Stazione dell'anno" da parte dell'"Associazione Amici della Ferrovia - Verein Freunde der Eisenbahn".
Fra il 1921 e il 1962 erano inoltre attive le stazioni di Dobbiaco SFD, Dobbiaco Lago, Sorgenti e Landro, lungo la ferrovia delle Dolomiti il cui percorso, soppresso il servizio, è stato riadattato a pista ciclabile delle Dolomiti in estate e pista da sci di fondo in inverno.

### Aeroporto ed eliporto

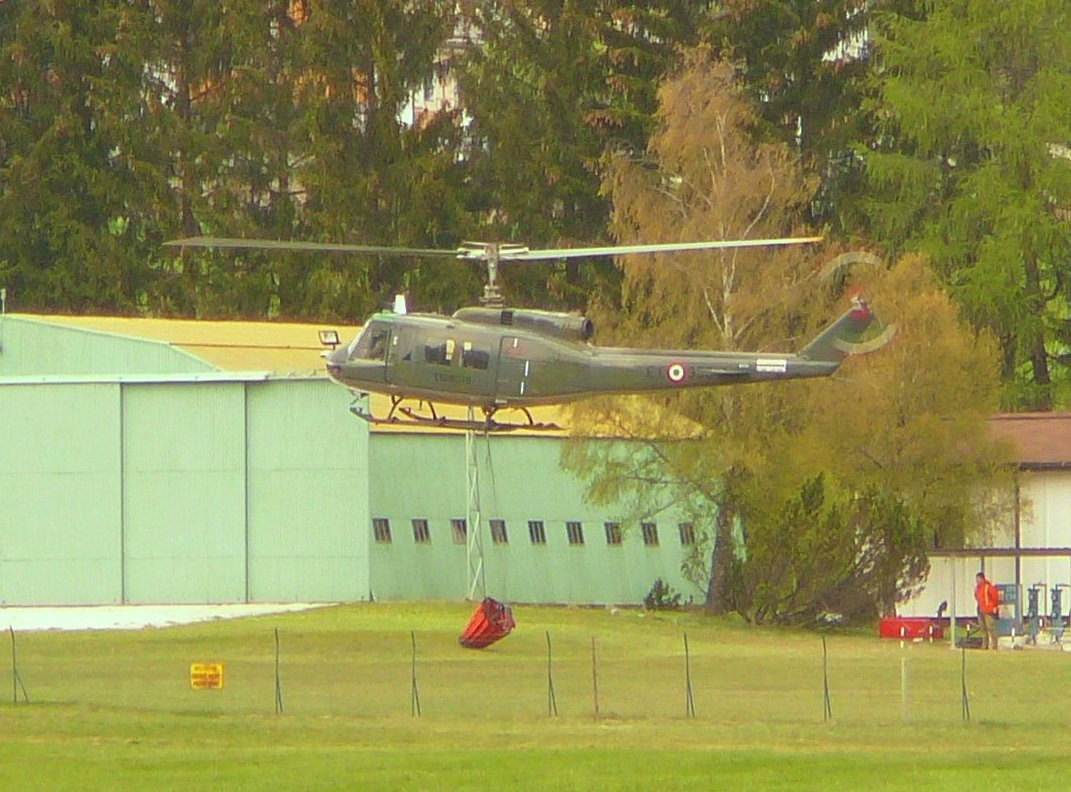
Un elicottero Agusta-Bell AB 205 in decollo dall'eliporto di Dobbiaco

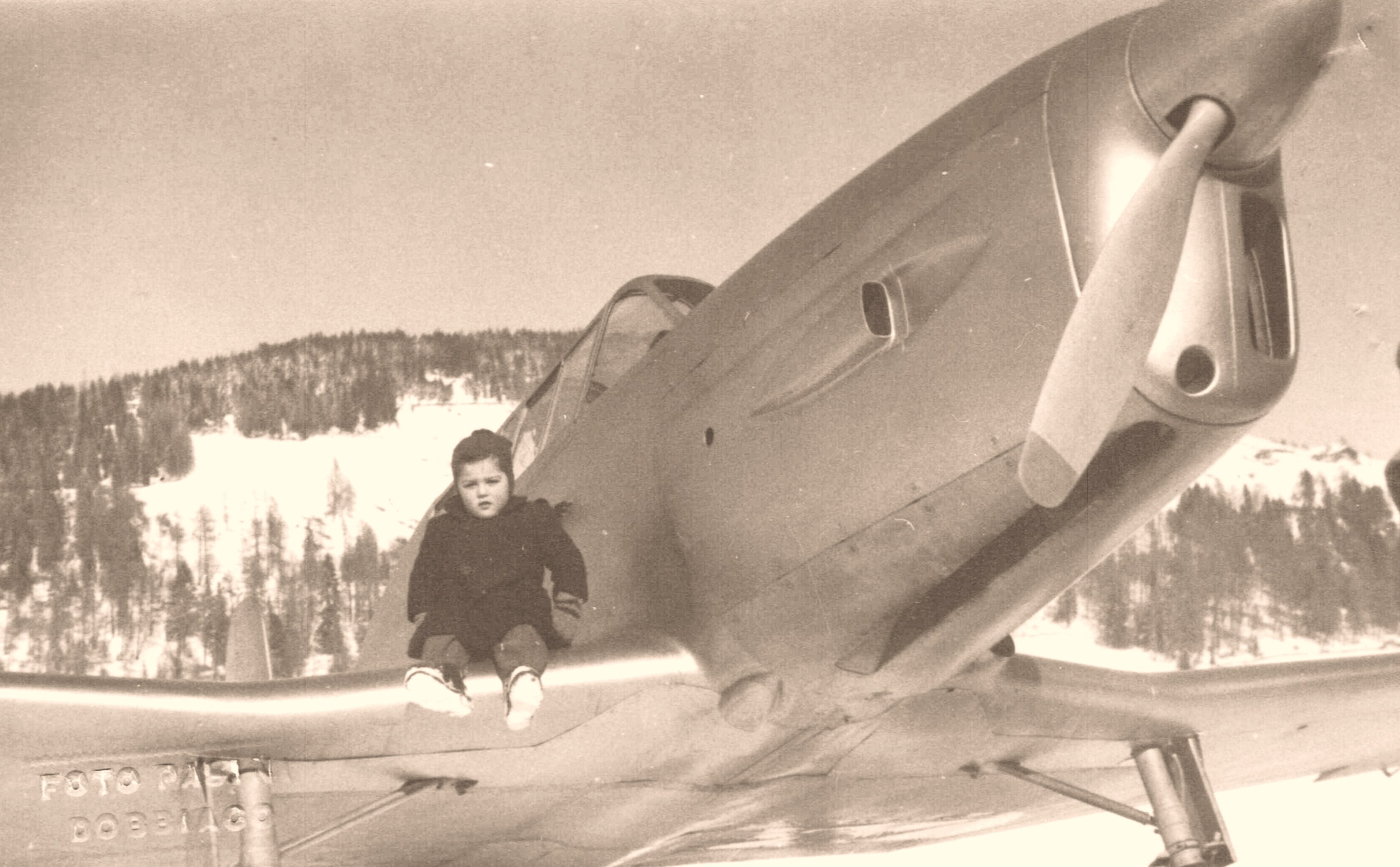
Un giovane di Dobbiaco su un Fiat G.46 a Dobbiaco (1946)

L'aeroporto di Dobbiaco, nato come scalo militare, fu utilizzato durante la prima guerra mondiale dalle truppe austro-ungariche. Dal dopoguerra presso il paese è dislocato un distaccamento aeroportuale dell'Aeronautica Militare.
Presso l'aeroporto era possibile ottenere l'abilitazione al traino d'alianti; durante uno di questi esami morì Dante Vecchi.
L'aeroporto è utilizzato per voli turistici: dal 1953 è gestito dalla società Meteor.
Nelle stagioni estive è possibile atterrare se si è soci dell'"Aeroclub Pusteria", mentre in quelle invernali l'area dello scalo viene a volte utilizzata come punto di partenza per le numerose competizioni di sci di fondo. La pista d'atterraggio è lunga 700 metri e larga 50.
Accanto all'aeroporto ci sono un eliporto e una postazione di rifornimento, di cui si servono anche gli elicotteri dell'Aviazione dell'Esercito Italiano. L'eliporto è pure usato come punto nevralgico per le varie esercitazione militari organizzate dal 6º Reggimento alpini (sia d'inverno che d'estate) nell'Isola Addestrativa "Val Pusteria" (un'area di 150.000 metri²) per le truppe italiane, quelle NATO e quelle PfP. L'aeroporto viene sfruttato per dare supporto alle esercitazioni di eliassalto (ad esempio con tecnica Fast-Rope), recupero ostaggi ed evacuazione medica.
All'aeroporto di Dobbiaco furono girate alcune scene del film Amanti, per volere del regista Vittorio De Sica, utilizzando un aliante monoposto di tipo SG 38 trainato da un monomotore da traino L5 dell'"Aeroclub di Bolzano": i due velivoli erano pilotati rispettivamente da Werner von Fischer e da Siegfried Freisinger.

### Mobilità urbana

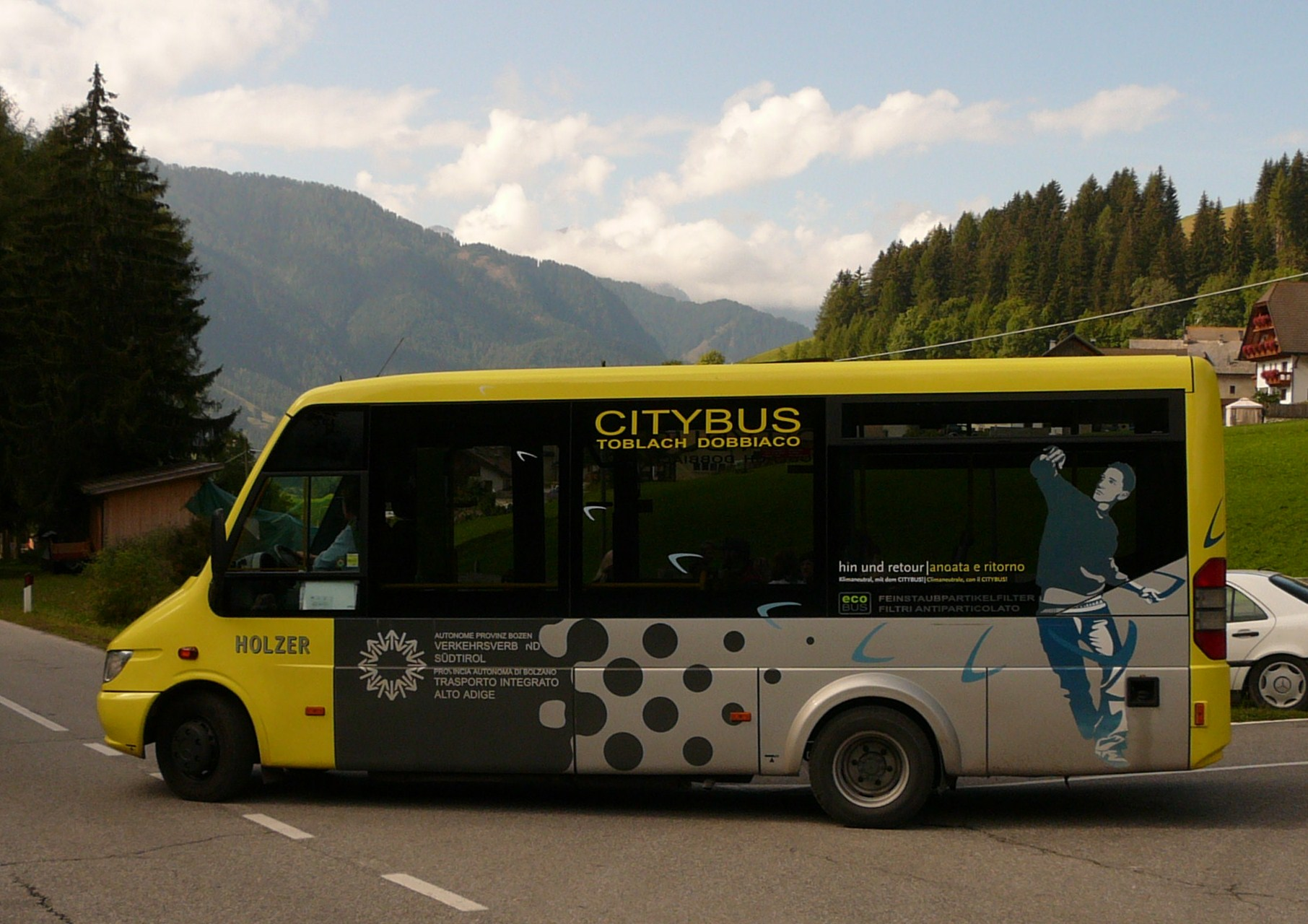
Un citybus per le vie di Dobbiaco

Il paese è collegato con un servizio di autobus di linea del consorzio della SAD con i principali centri abitati della Val Pusteria.
In paese è in servizio un collegamento urbano denominato Citybus, che collega il paese con le sue frazioni di San Silvestro e Santa Maria, con il centro sportivo nord, con le piste da sci (la Trenker e la Rienza), con la stazione dei bus e quella dei treni, fino anche al nuovo stadio da fondo, a Dobbiaco sud.

## Amministrazione
Analogamente a gran parte dei comuni altoatesini, la maggioranza dei seggi in consiglio comunale è storicamente appannaggio della Südtiroler Volkspartei.
Tale partito tuttavia nel 2010 subì una scissione a livello locale, decidendo pertanto di presentare due liste distinte con i rispettivi candidati sindaci: esse riuscirono in combinato a mantenere la maggioranza assoluta dei consiglieri (in Alto Adige l’assemblea comunale viene eletta con sistema proporzionale), ma persero il confronto per la carica di primo cittadino (che viene scelto con sistema maggioritario, ma senza premio di maggioranza alla relativa lista) con la formazione civica Indipendenti-Unabhängige di Guido Bocher, che venne pertanto eletto sindaco a maggioranza relativa.
Bocher si trovò quindi a essere in minoranza nel consiglio comunale, ma riuscì poi a ottenere la fiducia anche dall’SVP, dando luogo a una giunta di coalizione con la sua lista: ciò fece di lui il primo sindaco di lingua italiana nella storia di Dobbiaco, oltre che il primo in assoluto in un comune a maggioranza tedesca.
Bocher fu poi riconfermato sindaco nel 2015, battendo a larga maggioranza il candidato della Südtiroler Volkspartei, che fu comunque la lista maggioritaria in consiglio: per i successivi cinque anni pertanto si ripropose lo schema di giunta in coalizione.
| Periodo | Periodo   | Primo cittadino  | Partito                    | Carica  | Note |
| ------- | --------- | ---------------- | -------------------------- | ------- | ---- |
| 1948    | 1950      | Johann Baur      | Südtiroler Volkspartei     | Sindaco |      |
| 1950    | 1964      | Josef Pircher    | Südtiroler Volkspartei     | Sindaco |      |
| 1964    | 1969      | Anton Mair       | Südtiroler Volkspartei     | Sindaco |      |
| 1969    | 1980      | Jakob Ranalter   | Südtiroler Volkspartei     | Sindaco |      |
| 1980    | 1990      | Heinrich Stauder | Südtiroler Volkspartei     | Sindaco |      |
| 1990    | 2010      | Bernhard Mair    | Südtiroler Volkspartei     | Sindaco |      |
| 2010    | 2020      | Guido Bocher     | Indipendenti - Unabhängige | Sindaco |      |
| 2020    | in carica | Martin Rienzner  | Südtiroler Volkspartei     | Sindaco |      |

## Sport

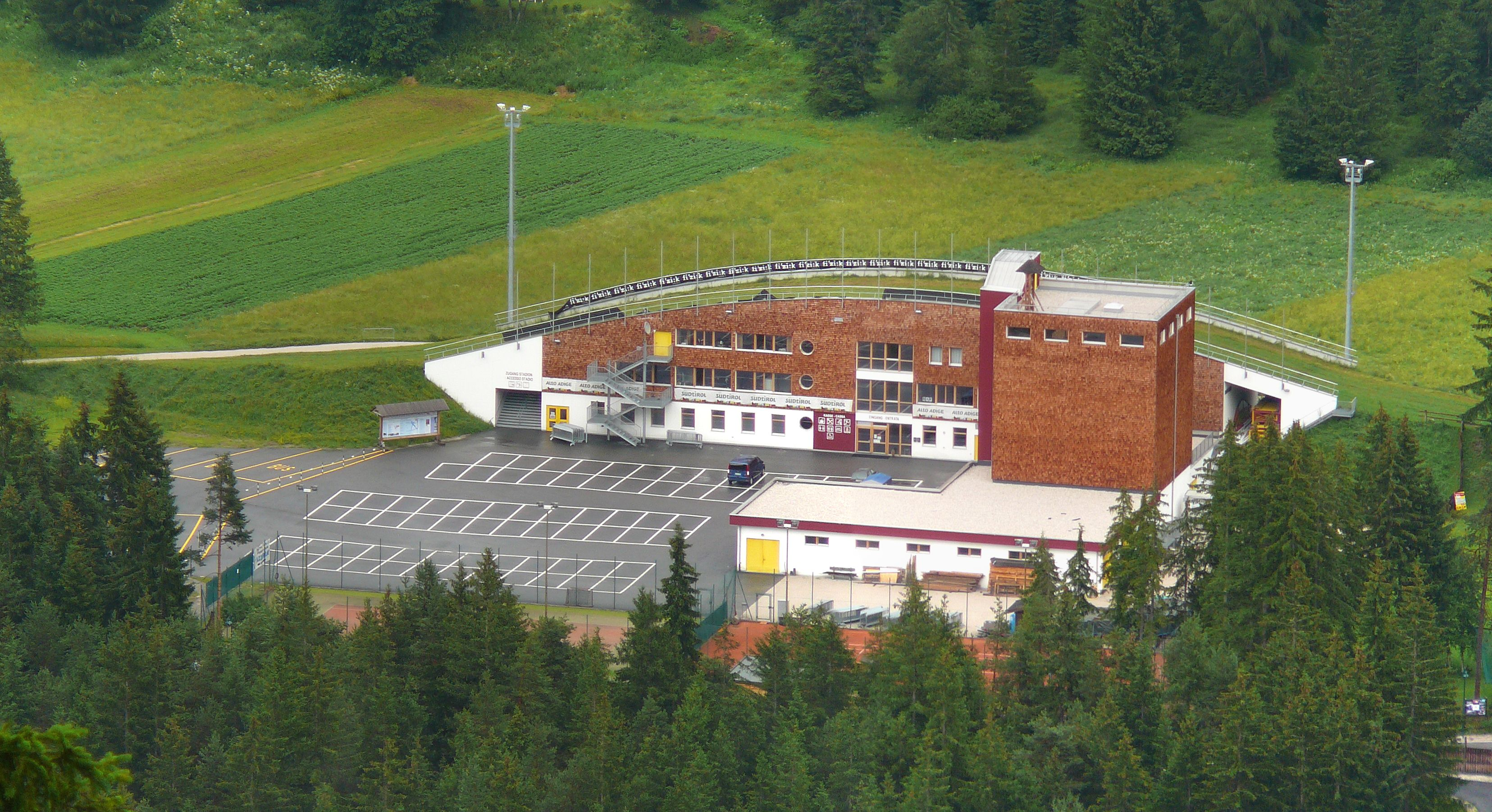
Nordic Arena Dobbiaco

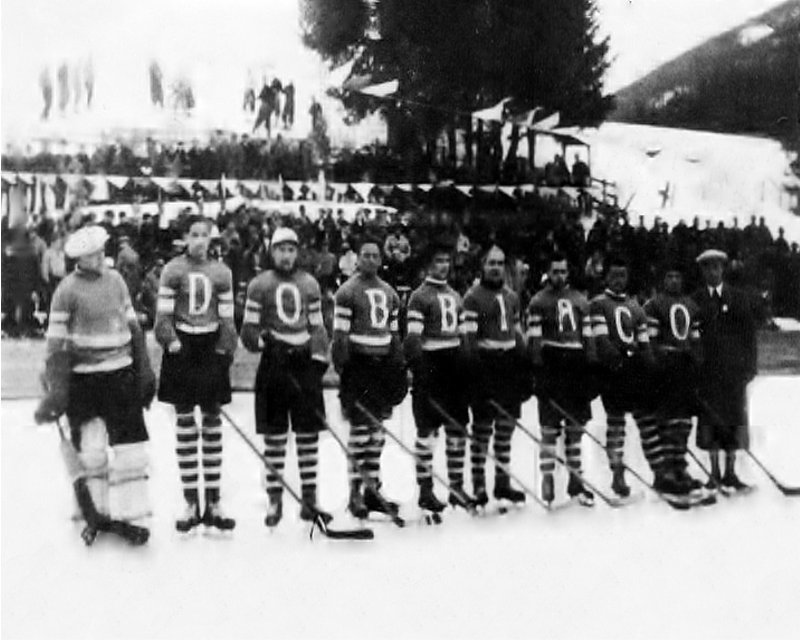
La squadra di hockey nel 1930

Il paese di Dobbiaco offre tante possibilità di sport, sia estivi che invernali.

### Sport invernali

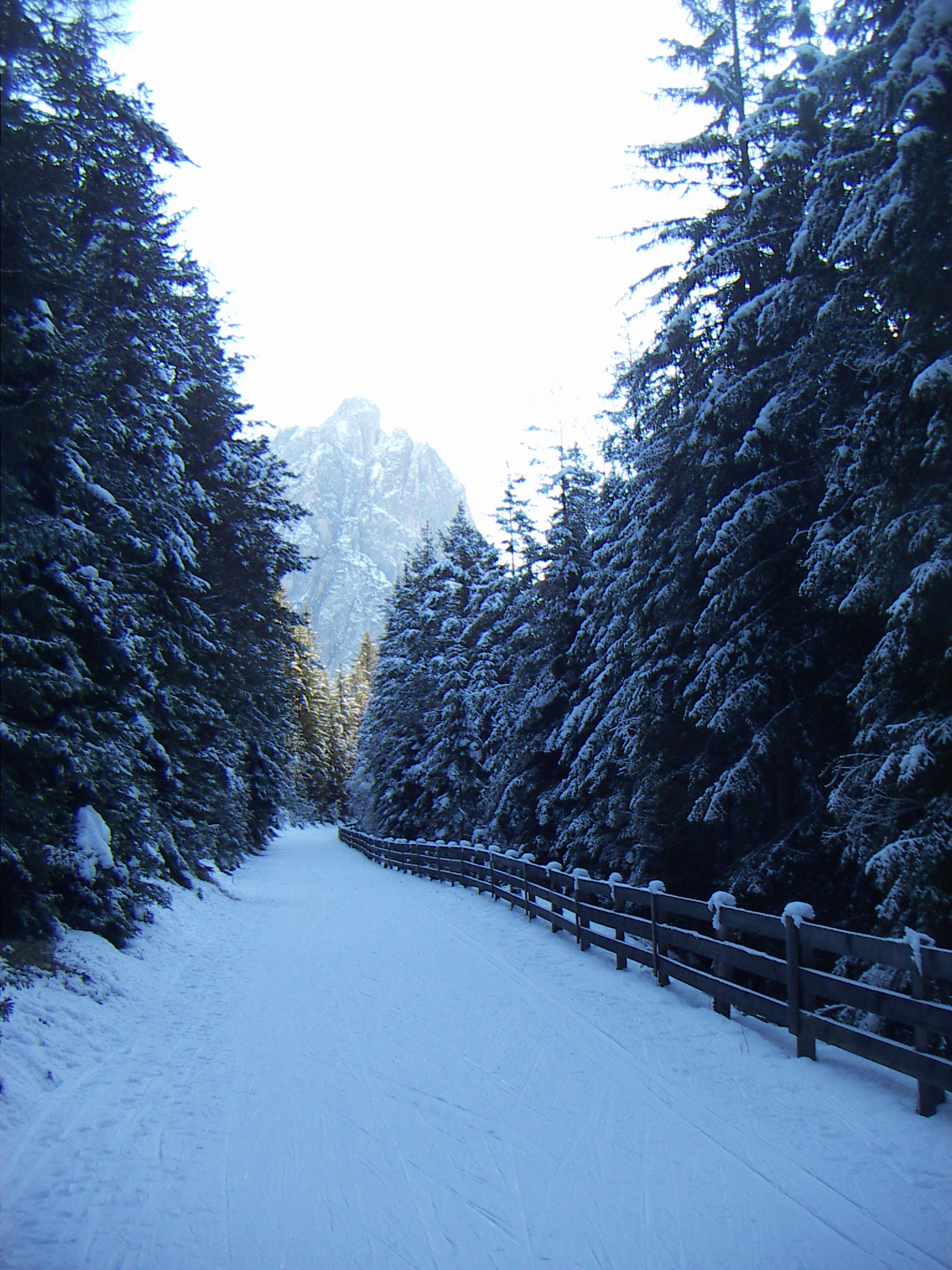
La ciclabile delle Dolomiti, d'inverno adibita a pista da sci di fondo

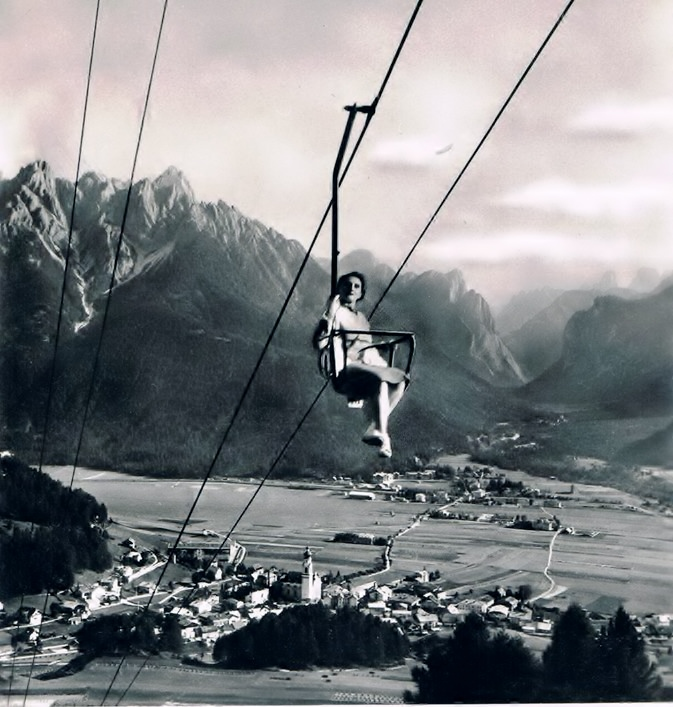
La prima seggiovia a Dobbiaco

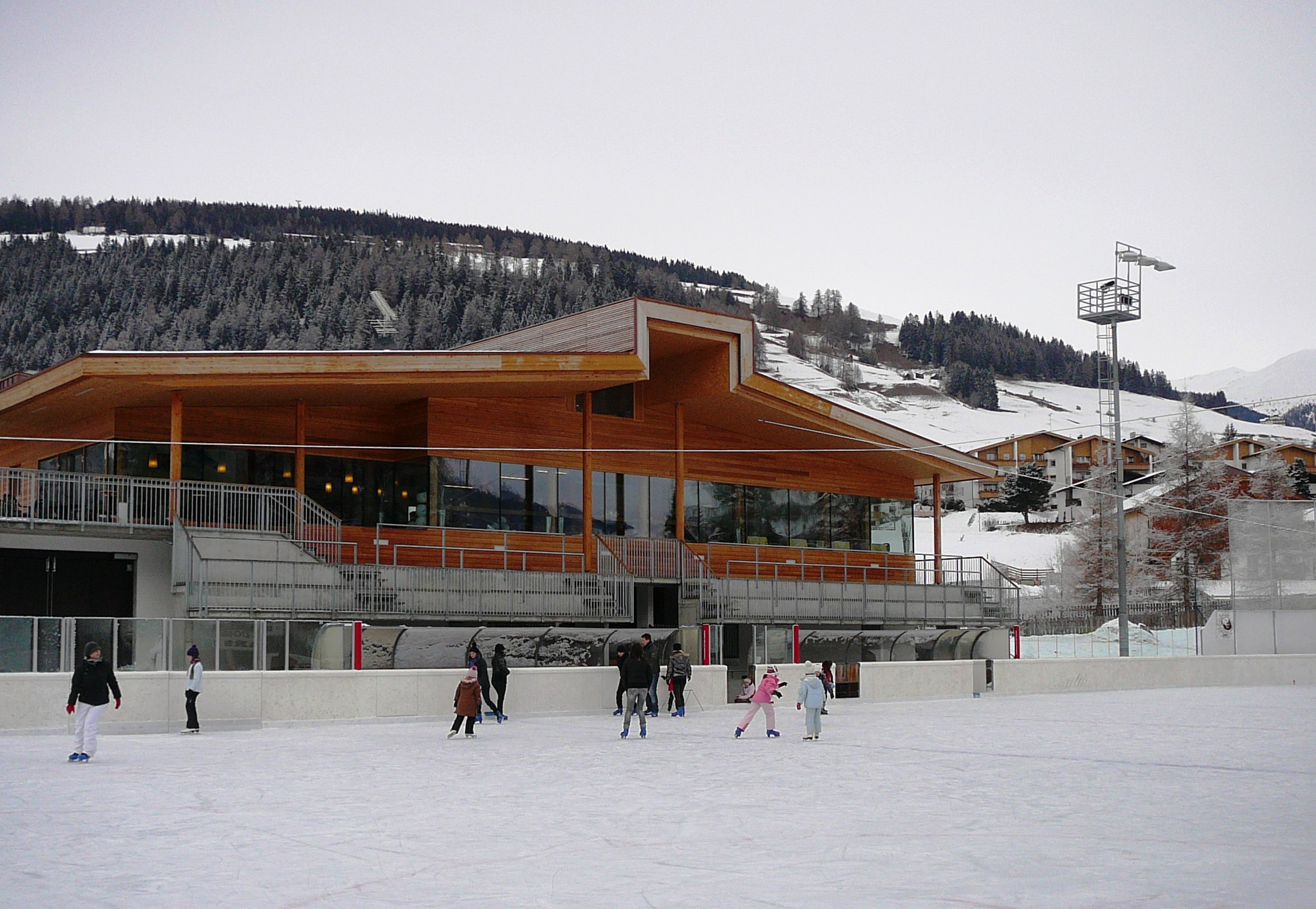
Il palazzetto del ghiaccio

Dobbiaco ha una particolare rilevanza, anche a livello mondiale, per lo sci di fondo: con oltre 120 chilometri di piste e un'arena dedicata a questo sport, in Italia ne è una vera "capitale".
Dal nuovo stadio di fondo, il "Nordic Arena Dobbiaco" inaugurato nel gennaio 2010, partono tre piste omologate FIS, dedicate agli atleti dobbiacensi che hanno partecipato in passato alle olimpiadi:
| Monika,   |  | di 5 km   |  | (da Monika Schwingshackl), |
| Nathalie, |  | di 7,5 km |  | (da Nathalie Santer),      |
| Albert,   |  | di 10 km  |  | (da Albert Walder).        |
La nuova arena offre la possibilità di avere una pista di 4 km per lo skiroll praticabile durante l'estate, oltre ad offrire una palestra di roccia indoor, la più alta d'Italia.
Durante l'inverno vi si svolgono molteplici competizioni a livello internazionale, quali gare di Coppa del Mondo di sci di fondo e maratone di sci di fondo. Tra le principali manifestazioni si cita ad esempio la "Dobbiaco-Cortina": una gara di 30 chilometri, ormai giunta alla 30ª edizione, e la Pustertaler ski-marathon. Inoltre vi si tengono, assieme ai comuni di San Candido e di sesto, i CASTA, cioè i campionati di sci delle truppe alpine.
La città offre comunque qualche alternativa invernale allo sci di fondo. Infatti fin dal dopoguerra fu costruita una prima seggiovia ad un posto, andando a modificare quella che era in precedenza un semplice teleferica, per offrire ai paesani, ma soprattutto ai turisti piste per lo sci di discesa. Essa partiva da Dobbiaco Vecchia (1250 m) e saliva sino a monte Rota (1840 m) lungo un pendio che scendeva da nord a sud. In seguito fu costruito un secondo impianto che, sempre partendo da Dobbiaco Vecchia, saliva fino alla malga Lachwiese; questa scendeva lungo un pendio da est a ovest. Data la loro esposizione al sole, spesso tali piste risultavano poco coperte da neve. Fu quindi deciso di spostare gli impianti presso Dobbiaco Nuova, dove il pendio che scende da sud verso nord, risulta per la maggior parte in ombra, quindi dove la neve ha maggiore probabilità di durata. Nel ventunesimo secolo rimane solo quest'ultimo impianto, dove sono presenti due skilift ed una seggiovia, che danno luogo a due piste, la Trenker e la Rienza, di livello rosso, ovvero per sciatori intermedi; queste piste fanno parte della "zona 7-Alta Pusteria" del comprensorio sciistico Dolomiti Superski.
Altra offerta è una pista naturale da slittino adatta alle famiglie, a monte Rota, lunga due chilometri.
A Dobbiaco Vecchia è presente un palazzetto per il pattinaggio su ghiaccio, dove si allena anche la storica squadra locale di hockey su ghiaccio, gli Icebears., 3 volte campioni della serie C. Esiste poi una seconda squadra di hockey (costola della prima), denominata AHC Mammuts Toblach.
Sebbene a Dobbiaco durante la stagione invernale è molto praticato lo sci di fondo, il paese dà pure la possibilità di effettuare passeggiate ed escursioni sulla neve con le ciaspole o senza (Nordic Walking): i percorsi sono ben segnalati e hanno diversi gradi di difficoltà.

#### Salto con gli sci

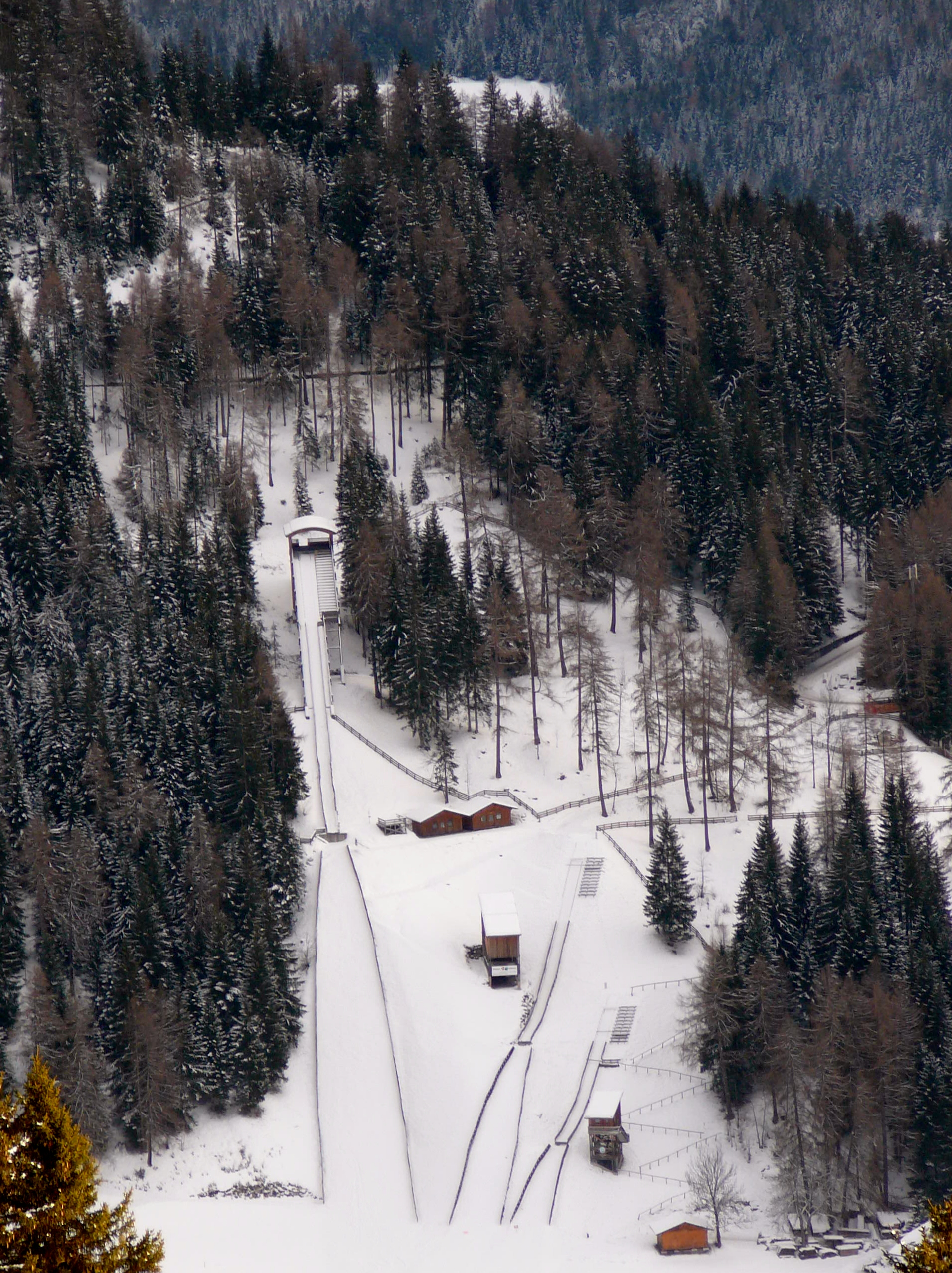
Vista dei tre trampolini esistenti a Dobbiaco, in inverno

Dobbiaco è una delle poche località italiane dotata di strutture adatte alla pratica del salto con gli sci.
Il primo trampolino da 20 metri fu costruito nel 1911 e ristrutturato nel 1919; nell'occasione ne venne anche aggiunto un secondo.
Poiché la disciplina riscuoteva un crescente interesse in termini di praticanti (tra gli altri, il saltatore pusterese Enzo Perin arrivò fino ai Giochi Olimpici), nel 1950 l'ingegner Fritz Terschak progettò e fece erigere due nuovi trampolini: nacque così il complesso denominato Sulzenhof.
Tra il 1970 e il 1972, con l'aiuto del CONI e i finanziamenti della provincia di Bolzano, i trampolini del Sulzenhof vennero potenziati, passando da un'altezza massima di 30 metri a 60 metri.
Nel 2003 un ulteriore intervento di ristrutturazione ha infine portato la struttura maggiore da 60 agli 80 metri.
I tre trampolini hanno pertanto le seguenti caratteristiche: il primo un HS 74 con Punto K 67, il secondo un HS 40 con Punto K 37 e il piccolo un HS 24 con Punto K 22.

### Sport estivo

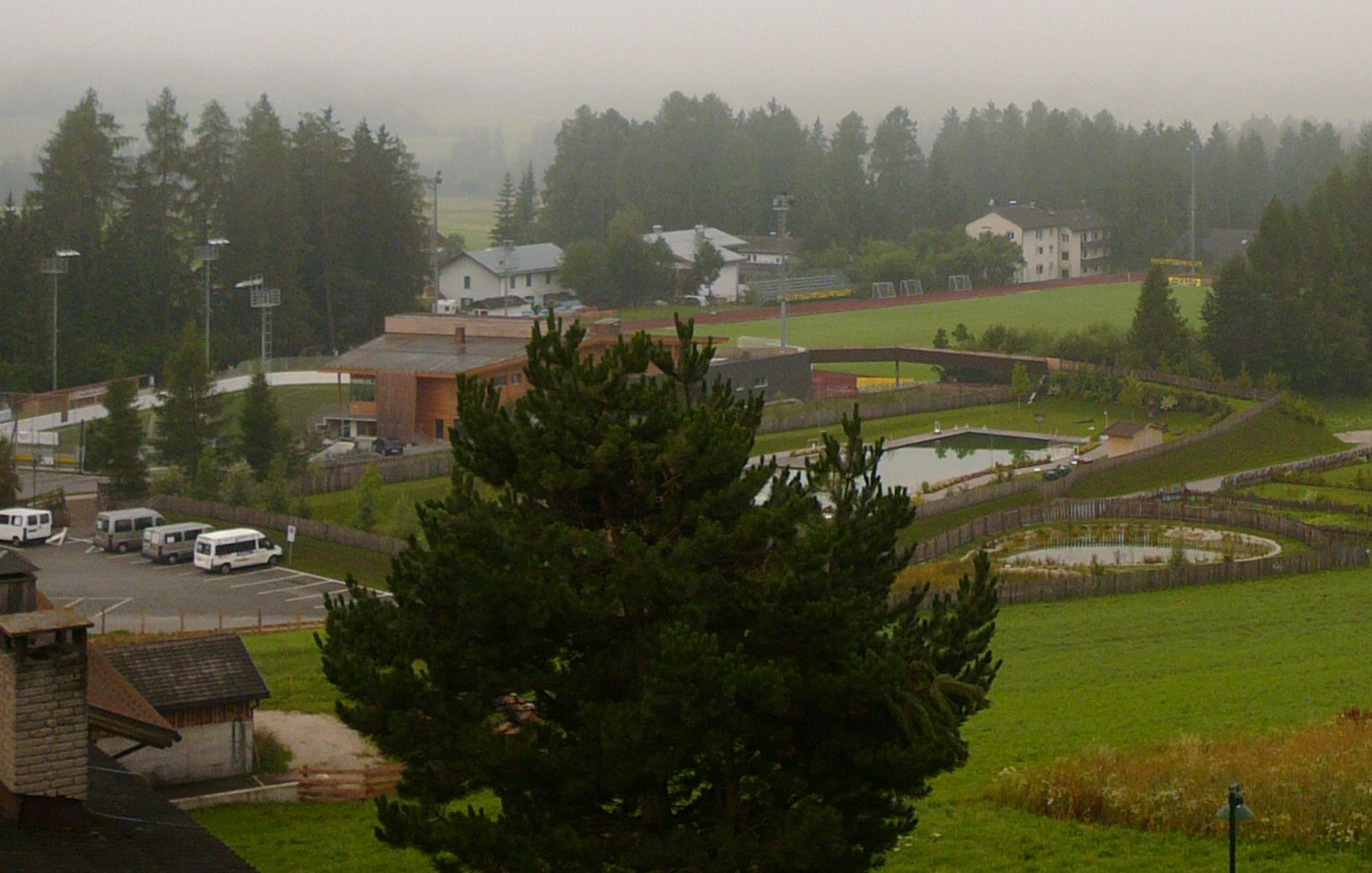
La zona sportiva nord: il palazzetto del ghiaccio, la piscina naturale e lo stadio da calcio

Durante le stagioni calde le molteplici piste da sci di fondo si trasformano in altrettante piste ciclabili: molte sono le mete facilmente raggiungibili attraverso queste, ad esempio Cortina, Lienz e Bressanone. Particolare rinomanza ha la ciclabile della Pusteria e quella della Drava, con meta Lienz; una volta effettuato il viaggio d'andata, per il viaggio di ritorno le ferrovie austriache offrono molti convogli ferroviari per il trasporto delle biciclette.
Oltre alle escursioni in bicicletta o mountain bike si possono praticare escursioni in montagna, arrampicate (esiste una palestra per l'arrampicata indoor, un rocciodromo, vicino al nuovo stadio di fondo), vie ferrate, pesca e tennis.
Ogni anno, vi sono durante la stagione estiva alcune manifestazioni sportive come ad esempio la gara di corsa "Cortina-Dobbiaco" l'ultima domenica di luglio si tiene la gara di mountain bike Cortina-Dobbiaco, e la tradizionale "marcia notturna Dobbiaco" che si tiene ogni 14 agosto.
Nella zona di Dobbiaco Nuova, dietro alla vecchia piscina, è stato costruito un parco avventura, con diversi percorsi da effettuare arrampicandosi sugli alberi e passando da uno all'altro anche mediante l'uso di carrucole. Il parco è dotato di otto percorsi su 72 elementi, con 16 teleferiche. È inoltre presente una pista privata, ma aperta al pubblico, di bowling in un albergo a Dobbiaco Nuova.
Il paese ospita anche il campo estivo per addestramento della Scuola militare aeronautica "Giulio Douhet".

#### Tappe del Giro d'Italia con arrivo a Dobbiaco
Per due volte Dobbiaco è stata sede di arrivo di una tappa del Giro d'Italia:
- 1970 19ª tappa Rocca Pietore - Dobbiaco, vinta da Franco Bitossi;
- 1990 15ª tappa Velden am Wörther See - Dobbiaco, vinta da Éric Boyer.

#### Vecchia e nuova piscina
La vecchia piscina, costruita negli anni '50 si trovava nella zona sud del paese ed era poco riscaldata tanto che anche le trote ci sguazzavano al suo interno. Fino a che negli anni '70 ne fu costruita una nuova in prossimità di quest'ultima. Ma anche questa è stata chiusa poiché la vasca risultava essere fratturata. Andando così in rovina e versando per anni in condizioni di totale abbandono. Nel 2009 è stata rasa al suolo per far posto al nuovo stadio di sci da fondo.
Nell'estate del 2008 è stata invece realizzata in sua sostituzione, nella zona sportiva Gries (nella parte di Dobbiaco Vecchia, accanto al palazzetto del ghiaccio) una nuova "piscina naturale", detta anche "laghetto naturale di Dobbiaco": è formata da due vasche all'aperto, una per principianti e una per nuotatori esperti. La nuova piscina è posizionata in una zona sicuramente più soleggiata durante l'arco della giornata rispetto alla precedente, dove uno dei laghi "rigenerante", profondo 30 cm, è posto ad una quota maggiore e quindi grazie alle giornate estive l'acqua dovrebbe raggiungere anche i 40° centigradi che poi viene direttamente condotta fino al laghetto. In più ha la grande novità dell'acqua potabile che viene condotta nella piscina, la quale viene purificata in due vasche di depurazione a parte, con l'ausilio di piante di riposizione, facendo quindi a meno dell'utilizzo del cloro sfruttando la fitodepurazione. La piscina vera e propria è collocata pochi metri più in basso all'interno di un'area impermeabilizzata dove per il suo funzionamento è necessaria una pompa elettrica anche di piccole dimensioni in grado di far sollevare l'acqua continuamente dalla vasca, al fitodepuratore ed infine al laghetto.

### Esplicative
1. ↑  Titolo prettamente altoatesino dato ai soli 3 comuni che hanno parte del loro territorio che confina con le Tre Cime di Lavaredo. Questo titolo non esclude il comune di Auronzo dal territorio geografico, ma lo esclude da questa locale definizione.
2. ↑  Per "Tre cime" per antonomasia si intendono le Tre Cime di Lavaredo montagne tra le più famose delle Dolomiti.
3. ↑  Il nome deriva dal fatto che da Dobbiaco, si può comodamente accedere alle Dolomiti di Sesto.
4. ↑  Ricordando le varie forme qui citate, Max Pfister pone il toponimo tra quelli di origine celto-romana in -ago, ma ricorda che, come già osservato da Battisti, "non è da escludere completamente un'origine slava".[14]
5. ↑  Il regno italico aveva così il controllo della strada dell'Alemagna
6. ↑  Le condizioni dell'armistizio prevedevano l'occupazione italiana sino ai "monti di Dobbiaco" con una clausola di spiegazione ulteriore su quali essi dovessero essere intesi. Probabilmente il senso originario doveva indicare la sella di Dobbiaco, ma successivamente fu spostato alla conca di San Candido (fino a Prato alla Drava) e quello fu il confine assegnato dai trattati di pace del 1919.
7. ↑  Precisamente la facciata laterale sul lato meridionale della chiesa.

### Bibliografiche
1. 1 2   Bilancio demografico mensile anno 2025 (dati provvisori), su demo.istat.it, ISTAT.
2. ↑   Classificazione sismica (XLS), su rischi.protezionecivile.gov.it.
3. ↑   Tabella dei gradi/giorno dei Comuni italiani raggruppati per Regione e Provincia (PDF), in Legge 26 agosto 1993, n. 412, allegato A, Agenzia nazionale per le nuove tecnologie, l'energia e lo sviluppo economico sostenibile, 1º marzo 2011,  p. 151. URL consultato il 25 aprile 2012 (archiviato dall'url originale il 1º gennaio 2017).
4. ↑   AA. VV., Nomi d'Italia. Origine e significato dei nomi geografici e di tutti i comuni, Novara, Istituto geografico De Agostini, 2006,  p. 249.
5. ↑   Arnold Stabinger, Dobbiaco agli albori del secolo scorso, su toblacco.com, 29 dicembre 2015 (archiviato dall'url originale l'8 febbraio 2016).
6. ↑   Giuseppe storico Ciani (storico), Lettera postuma del cav. Giuseppe Ciani, tip. nazionale di G. Longo, 1867. URL consultato il 1º settembre 2021.
7. ↑   Emeroteca - Biblioteca Nazionale Centrale di Roma, su digitale.bnc.roma.sbn.it. URL consultato il 22 gennaio 2021.
8. ↑   Decreto vicereale 15 marzo 1811, n. 49, "che estende al dipartimento dell'Alto Adige ed ai cantoni di Tobiano e Primiero il sistema amministrativo della pubblica beneficenza esistente negli altri dipartimenti", in Bollettino delle leggi del Regno d'Italia. Parte prima. Dal 1º gennaio al 30 giugno 1811, Milano, Dalla reale stamperia, 1811,  pp. 137 ss.
9. ↑  Wolfgang Strobl, Die Wasserscheide am Toblacher Feld im "Itinerarium" des Paolo Santonino, in «Der Schlern», 85, 2011, n. 1, pp. 4-17.
10. 1 2 3 4 5 6 7 8 9 10 11 12 13 14 15 16 17 18 19 20 21 22 23 24 25 26 27 28 29 30 31 32 33 34 35 36 37 38 39 40   Hans Mairhofer, Dobbiaco e dintorni, Athesia, 1983.
11. 1 2   AA.VV., Trentino-Alto Adige - Guide d'Italia - Touring Club Italiano, Touring Editore srl, 2006, ISBN 88-365-3911-4.
12. 1 2 3   Dobbiaco (Alto Adige), su Tirol Atlas. URL consultato il 5 agosto 2021 (archiviato dall'url originale il 27 novembre 2012).
13. ↑  (DE) Martin Bitschnau e Hannes Obermair, Tiroler Urkundenbuch, II. Abteilung: Die Urkunden zur Geschichte des Inn-, Eisack- und Pustertals. Band 1: Bis zum Jahr 1140, Innsbruck, Universitätsverlag Wagner, 2009,  pp. 61-64, n. 87, ISBN 978-3-7030-0469-8.
14. ↑   Max Pfister, L'importanza della toponomastica per la storia della lingua nella Galloromania e dell'Italoromania, Rivista Italiana di Onomastica, 1999.
15. ↑   Giovan Battista Pellegrini, Dobbiaco, UTET, 1997, ISBN 88-02-07228-0.
16. ↑   Renzo Ambrogio et al., Nomi d'Italia. Origine e significato dei nomi geografici di tutti i comuni, De Agostini, 2004, ISBN 88-511-0701-7.
17. 1 2  
 Sito Alta Pusteria, su hochpustertal.info. URL consultato il 4 marzo 2009.
18. 1 2 3   Storia di Dobbiaco sul sito del comune, su comune.dobbiaco.bz.it. URL consultato il 27 febbraio 2019.
19. ↑  La val Pusteria sul sito dell'Enciclopedia Treccani
20. ↑   Maria Pia De Martin, Alto Adige - Val Pusteria e Val Venosta: un oriente e un occidente a confronto, Taylor & Francis, 2005.
21. ↑   Il miliario di Grazze, su Comune di Dobbiaco.
22. 1 2  
 Johann Jakob Staffler, Tirol und Vorarlberg topografisch - Topografia del Tirolo e del Vorarlberg, 1844.
23. ↑   Ritrovamento pietra miliare al ponte Grazze, su hochpustertal.info. URL consultato il 4 marzo 2009.
24. 1 2 3 4 5 6  Paragrafo scritto consultando e rielaborando un opuscolo edito dal comune di Dobbiaco, in occasione dell'anniversario per l'imperatore Massimiliano I.
25. ↑  (DE)  W.D. Speckmann, Bierland Südtirol, Eine Chronik des Brauwesens und der Brauereien Toblach (Rienz), Südtirol in Wort und Bild, Südtirol Verlag, München, 44.Jahrgang, II.Quartal 2000, pagine 24-27.
26. ↑  Pustertaler Bote, 20 ottobre 1882, pag. 167
27. ↑   Sito Tre Cime di Lavaredo - storia, su trecime.info. URL consultato il 4 marzo 2009.
28. ↑  
 Michael Wachtler, L'ascesa inarrestabile del paese di Dobbiaco, Mediateam, 2000.
29. 1 2 3 4 5  
 Peter Kübler, Guerra fra le Tre Cime 1915-1917, Athesia, 2002.
30. ↑  Luigi Emilio Longo: Il confine italo-austriaco dopo la prima guerra mondiale con particolare riferimento alla Sella di Dobbiaco. 1989
31. ↑  
 Alessandro Bernasconi, Le fortificazioni del Vallo Alpino Littorio in Alto Adige, Temi, 1999, ISBN 88-85114-18-0.
32. ↑  
 Sito Roma Civica sul bunker di Dobbiaco, su romacivica.net. URL consultato il 4 marzo 2009 (archiviato dall'url originale il 5 novembre 2008).
33. ↑   Sito del comune di Brescia, su una storia sul bunker di Dobbiaco, su servizi.comune.brescia.it. URL consultato il 4 marzo 2009 (archiviato dall'url originale il 26 giugno 2015).
34. ↑   Lo Statuto Speciale (PDF), su regione.taa.it. URL consultato il 4 aprile 2010 (archiviato dall'url originale il 26 novembre 2018).
35. ↑  Notizia tratta da una foto della Fondazione Benetton Studi Ricerche, ad opera di Ettore Sottsass.
36. ↑  
 Evaldo Gaspari, Ferrovia delle Dolomiti, Athesia, 1994.
37. ↑   La ciclabile delle Dolomiti, su piste-ciclabili.com. URL consultato il 4 aprile 2010.
38. ↑  In S. Molesi (a cura di), Alice Psacaropulo, Ed. della Laguna, Monfalcone, 2003, pp. 18 e 106. Monografia consultabile al link https://www.studiopsacaropulo.it/ll-fondo-psacaropulo Archiviato il 28 giugno 2020 in Internet Archive..
39. ↑   Dobbiaco, decreto 1940-02-01 RD, concessione di stemma e gonfalone, su Archivio Centrale dello Stato.
40. ↑   Bozzetti di stemma e gonfalone del Comune di Dobbiaco, su ACS, Raccolta dei disegni degli stemmi di comuni e città. URL consultato l'11 ottobre 2024.
41. 1 2 3 4 5   Martin Lercher, Le chiese di Dobbiaco, Santa Maria e Valle San Silvestro, Pluristamp, 2005.
42. ↑  Colle dove la tradizione vuole, che furono fermati gli Slavi nel IX e X secolo; cfr. (DE)  P. H. Scheffel, Verkehrsgeschichte der Alpen, vol. 1: Bis zum Ende des Ostgotenreiches Theodorichs des Großen, Berlino, Dietrich Reimer, 1908, p. 53.
43. 1 2   Bocher Guido, La "Via Dolorosa": la prima Via Crucis dell'antico Tirolo, Edito dal Comune di Dobbiaco, 2006.
44. 1 2 3 4 5 6 7 8   Sito Chiese di Dobbiaco (PDF) [collegamento interrotto], su hubertus.marketingfactory.it. URL consultato il 4 marzo 2009.
45. ↑  Cimitero di Sorgenti, su itinerarigrandeguerra.it
46. ↑  
 Sito Grand Hotel, su gustav-mahler.it. URL consultato il 5 marzo 2009 (archiviato dall'url originale il 19 giugno 2009).
47. ↑   Rosaria Perini, La classe di esercizi per "dar voce alla propria voce", in GROUNDING, n. 2, 2013-01,  pp. 77-84, DOI:10.3280/gro2012-002006. URL consultato il 21 agosto 2024.
48. ↑  
 Sito Alta Pusteria (PDF), su hochpustertal.info. URL consultato il 3 giugno 2011.
49. ↑  Dati tratti da:
  -  Popolazione residente dei comuni. Censimenti dal 1861 al 1991 (PDF), su ebiblio.istat.it, ISTAT.
  -  Popolazione residente per territorio – serie storica, su esploradati.censimentopopolazione.istat.it.
Nota bene: il dato del 2021 si riferisce al dato del censimento permanente al 31 dicembre di quell'anno.
50. ↑  Astat Risultati Censimento linguistico - 2024 Determinazione della consistenza dei tre gruppi linguistici della Provincia autonoma di Bolzano - Alto Adige - Dicembre 2024
51. ↑  Notizia tratta dal giornale locale di Dobbiaco. Marzo 2008.
52. ↑   Sito Provincia di Bolzano, su provincia.bz.it. URL consultato il 3 giugno 2011.
53. ↑   Biblioteca di Dobbiaco, su dobbiaco-biblioteca.com. URL consultato il 15 febbraio 2025.
54. ↑   Istituto comprensivo di Dobbiaco, su ipcdobbiaco.it. URL consultato il 4 aprile 2010.
55. ↑   Baloonfestival, su balloonfestival.it. URL consultato il 10 gennaio 2009.
56. ↑   Festival Pusteria, su festivalpusteria.org. URL consultato il 10 gennaio 2009.
57. ↑   Gustav Mahler, su gustav-mahler.it. URL consultato il 10 gennaio 2009.
58. ↑   Fatti, su toblach.eu, Comune di Dobbiaco. URL consultato il 18 luglio 2020.
59. ↑  Kühebacher, p. 46.
60. ↑  Kühebacher, p. 530.
61. ↑   Wurzelkapelle, su wurzelkapelle.info. URL consultato il 10 settembre 2009.
62. ↑  Kühebacher, pp. 183-84.
63. ↑  Kühebacher, p. 153.
64. ↑  Kühebacher, p. 446.
65. ↑  Kühebacher, p. 115.
66. ↑  Kühebacher, pp. 139-40.
67. ↑  Kühebacher, p. 247.
68. ↑  Kühebacher, pp. 349-50.
69. ↑  Kühebacher, pp. 426-27.
70. ↑  Kühebacher, p. 378.
71. ↑  
 Biomasse, su biomasseverband.it. URL consultato il 10 gennaio 2009 (archiviato dall'url originale il 23 gennaio 2012).
72. ↑   Sito ufficiale FTI, su fti.bz. URL consultato il 10 gennaio 2009 (archiviato dall'url originale il 31 maggio 2008).
73. ↑   Dobbiaco indipendente, in Alto Adige, 6 ottobre 2013.
74. ↑   Sito Latteria Dobbiaco-San Candido. I formaggi, su schaukaesereidreizinnen.com. URL consultato il 5 marzo 2009 (archiviato dall'url originale il 3 luglio 2007).
75. 1 2  
 L'Italia dello sci, Touring Editore, 2004, ISBN 88-365-3055-9.
76. ↑   Sito Latteria Dobbiaco-San Candido, su schaukaesereidreizinnen.com. URL consultato il 5 marzo 2009 (archiviato dall'url originale il 4 luglio 2007).
77. ↑   Macelleria Nocker, su nocker.it. URL consultato il 4 aprile 2010.
78. ↑   Unda Radio, su undaradio.com. URL consultato il 10 gennaio 2009.
79. ↑   Hochpustertal, su hochpustertal.info. URL consultato il 9 settembre 2009 (archiviato dall'url originale il 24 febbraio 2010).
80. ↑   Grand Hotel Dobbiaco, su grandhotel-toblach.com. URL consultato il 10 gennaio 2009.
81. ↑   Parchi Naturali, su provincia.bz.it. URL consultato il 10 gennaio 2009.
82. ↑  (DE)  Birgit Strauß, "Große Geschichte" am kleinen Friedhof: der österreichische Soldatenfriedhof Nasswand bei Toblach (1915-1943), «Der Schlern» 78, 2004, pp. 40-49.
83. ↑   Monte Piana, su icsm.it. URL consultato il 10 gennaio 2009.
84. ↑   Fti, su fti.bz. URL consultato il 10 gennaio 2009.
85. ↑   Latteria sociale, su schaukaesereidreizinnen.com. URL consultato il 10 gennaio 2009.
86. ↑  Dobbiaco può vantare la «stazione dell’anno» Archiviato il 22 aprile 2017 in Internet Archive., su altoadige.it
87. ↑  Evaldo Gaspari, La ferrovia delle Dolomiti. Calalzo-Cortina d’Ampezzo-Dobbiaco. 1921-1964, Athesia edizioni, Bolzano 2005. ISBN 88-7014-820-3.
88. ↑   Volo a vela, su voloavelamodena.it. URL consultato il 10 gennaio 2009 (archiviato dall'url originale l'8 agosto 2007).
89. ↑   Aeroporto di Dobbiaco (PDF), su aeroporto.fvg.it. URL consultato il 10 gennaio 2009 (archiviato dall'url originale il 10 ottobre 2006).
90. ↑   Aeroclub-pusteria, su aeroclub-pusteria.it. URL consultato il 10 gennaio 2009 (archiviato dall'url originale l'8 settembre 2009).
91. ↑  
 Sci di fondo a Dobbiaco, su 8000.it. URL consultato il 10 gennaio 2009 (archiviato dall'url originale il 13 luglio 2007).
92. ↑  
 Aeroclub-Pusteria-link, su aeroclub-pusteria.it. URL consultato il 10 gennaio 2009 (archiviato dall'url originale il 15 settembre 2008).
93. ↑   Articolo su VB33 [collegamento interrotto], su vb33.it. URL consultato il 10 gennaio 2009.
94. ↑   Aeroclub-Pusteria, storia, su aeroclub.bz. URL consultato il 10 gennaio 2009 (archiviato dall'url originale il 18 febbraio 2007).
95. ↑   Sito delle elezioni comunali in Alto Adige, su gemeindewahlen.bz.it. URL consultato il 17 maggio 2010 (archiviato dall'url originale il 25 maggio 2010).
96. ↑   A Dobbiaco eletto per la prima volta nella storia un sindaco di lingua italiana, su gazzettino.it, Il Gazzettino, 17 maggio 2010. URL consultato il 18 maggio 2010.
97. ↑  
 Sito dovesciare.it, su dovesciare.it. URL consultato il 14 settembre 2009.
98. ↑   Sito sudtirol.com, su sudtirol.com. URL consultato il 14 settembre 2009 (archiviato dall'url originale il 9 luglio 2009).
99. 1 2   Nordic Arena Dobbiaco, su hochpustertal.info. URL consultato il 14 dicembre 2009 (archiviato dall'url originale il 13 dicembre 2009).
100. ↑  Dobbiaco-Cortina
101. ↑  Pustertaler ski-marathon
102. ↑   CASTA, su truppealpine.eu. URL consultato il 10 gennaio 2009.
103. ↑   Icebears, su icebears.it. URL consultato il 10 gennaio 2009.
104. ↑   Sci Club, su skiclub.bz. URL consultato il 10 gennaio 2009 (archiviato dall'url originale il 20 dicembre 2008).
105. ↑   Cortina-Dobbiaco run, su cortina-dobbiacorun.it. URL consultato il 10 gennaio 2009.
106. ↑   Cortina-Dobbiaco in MTB, su cortinadobbiacomtb.com. URL consultato il 10 gennaio 2009 (archiviato dall'url originale l'11 dicembre 2008).
107. ↑   Abenteuerpark, su abenteuerpark.it. URL consultato il 10 gennaio 2009.
108. 1 2  
 Sisto Menardi, La piscina pubblica di Dobbiaco, su vocidicortina.it, luglio 2009. URL consultato il 10 dicembre 2017.